# 興福寺の仏像

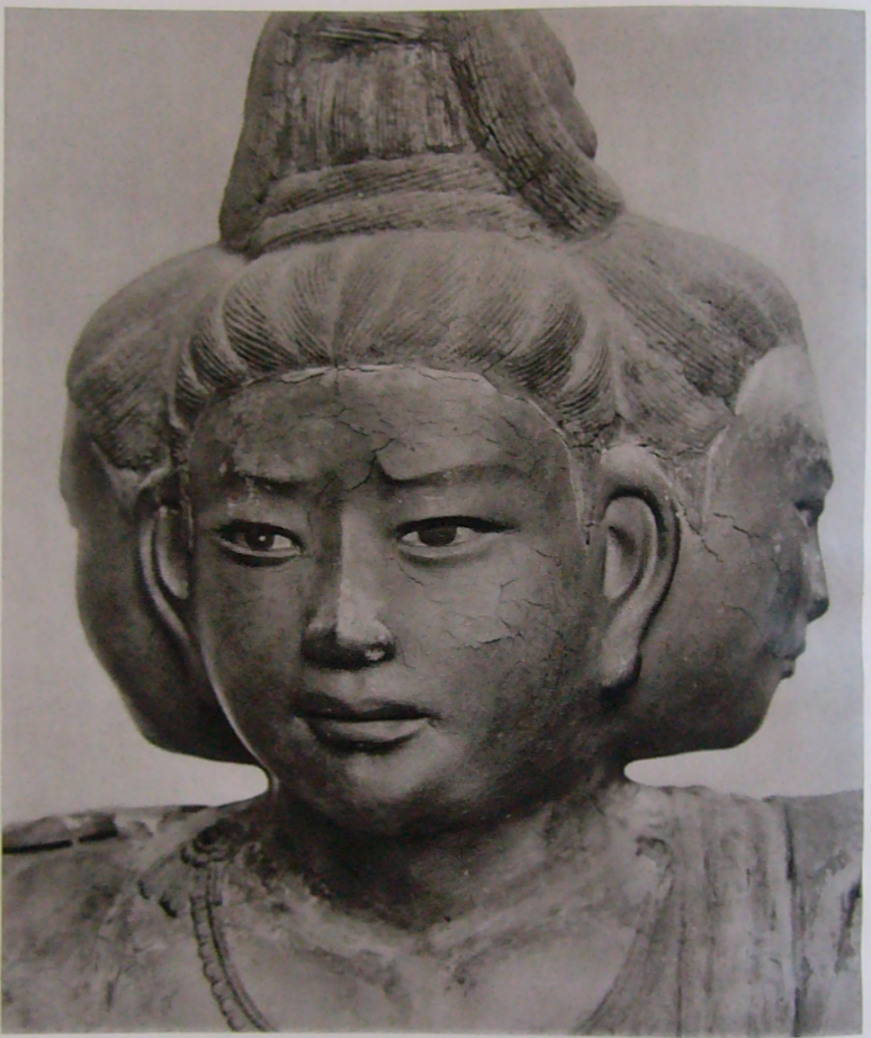
阿修羅像（八部衆のうち）奈良時代

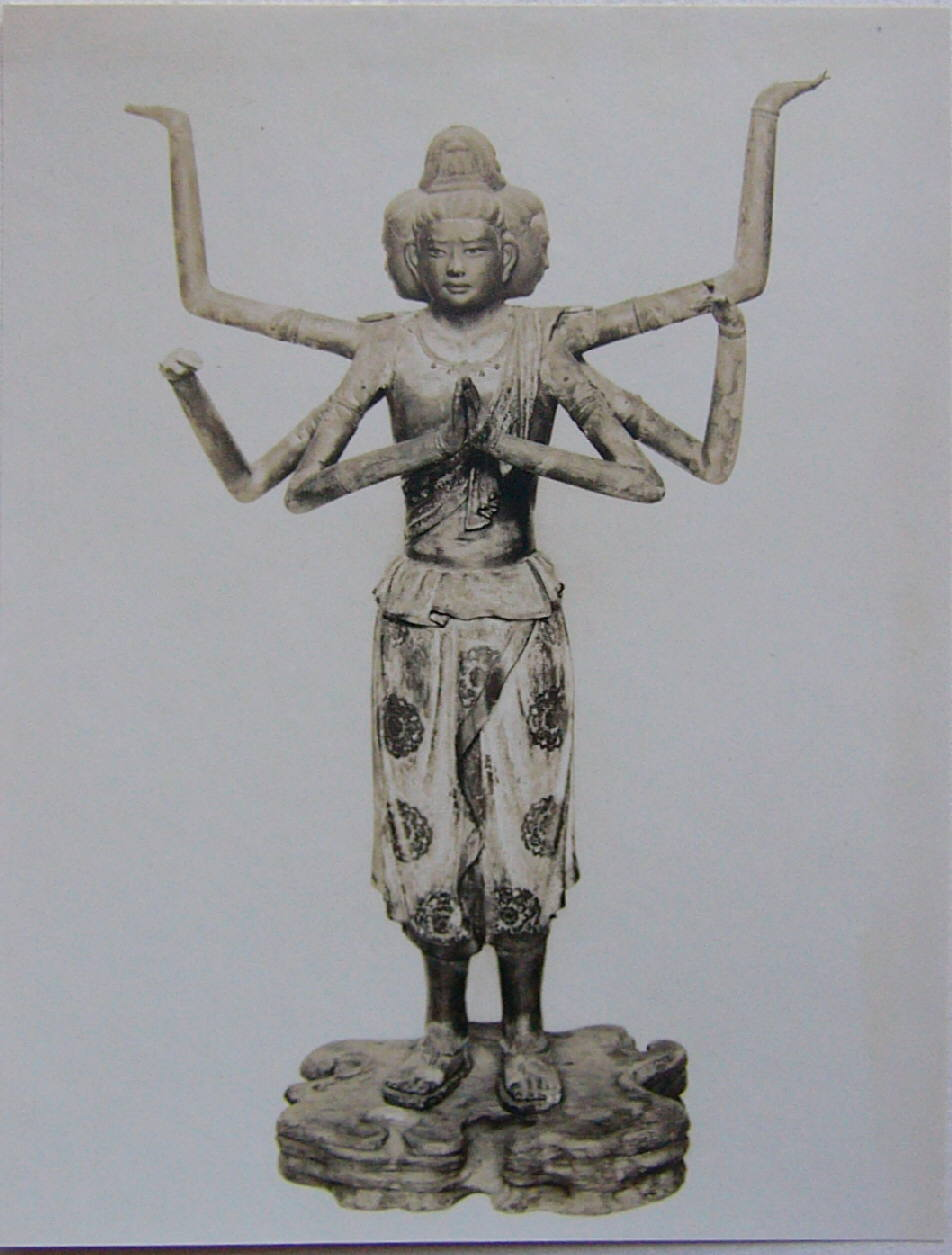
阿修羅像（八部衆のうち）

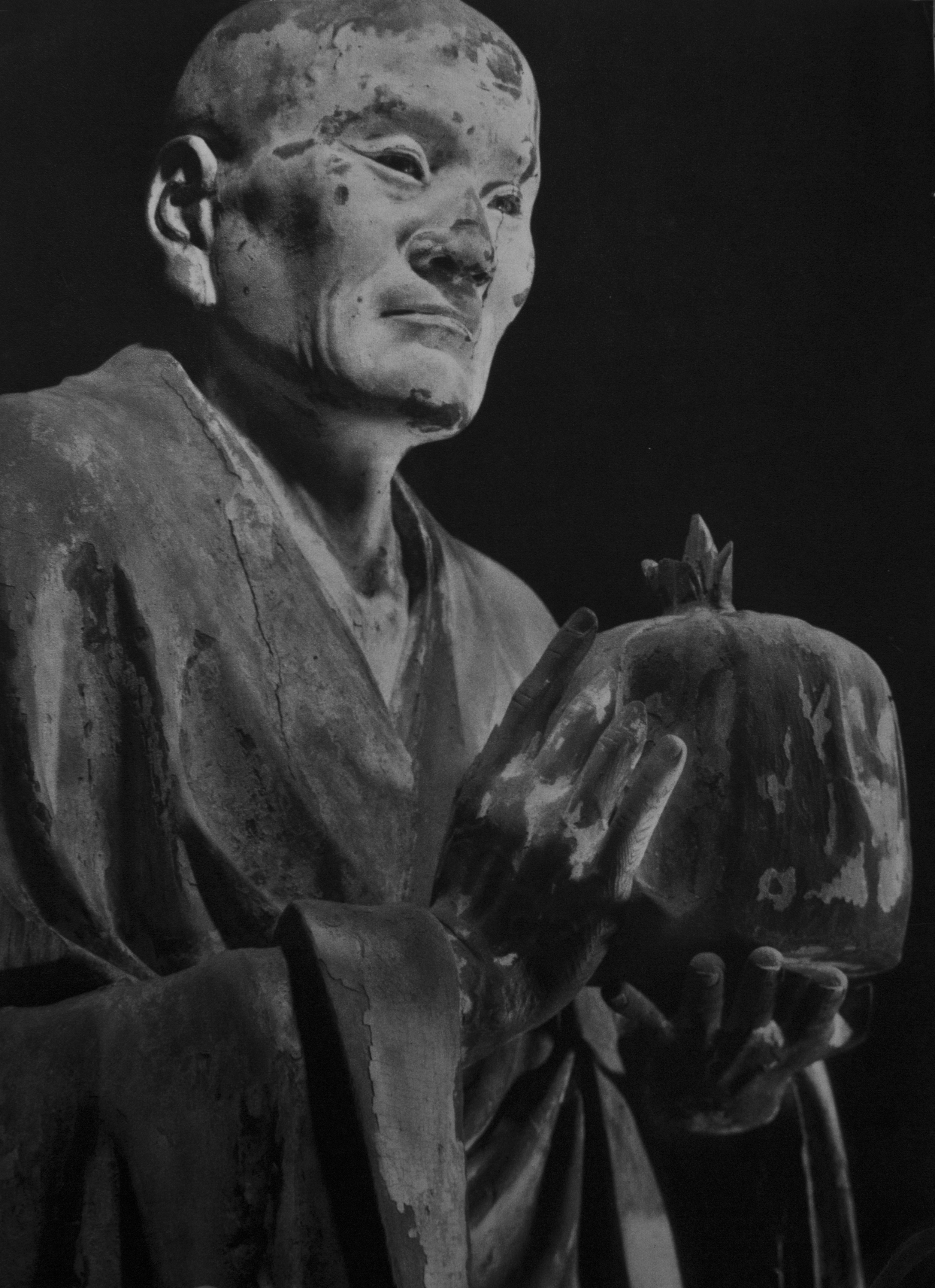
無著像 鎌倉時代 運慶工房作

本項目興福寺の仏像（こうふくじのぶつぞう）では、奈良県奈良市にある、藤原氏の氏寺・興福寺に伝来した仏像について説明する。
興福寺の概要、歴史等については「興福寺」の項を参照すること。

## 概要

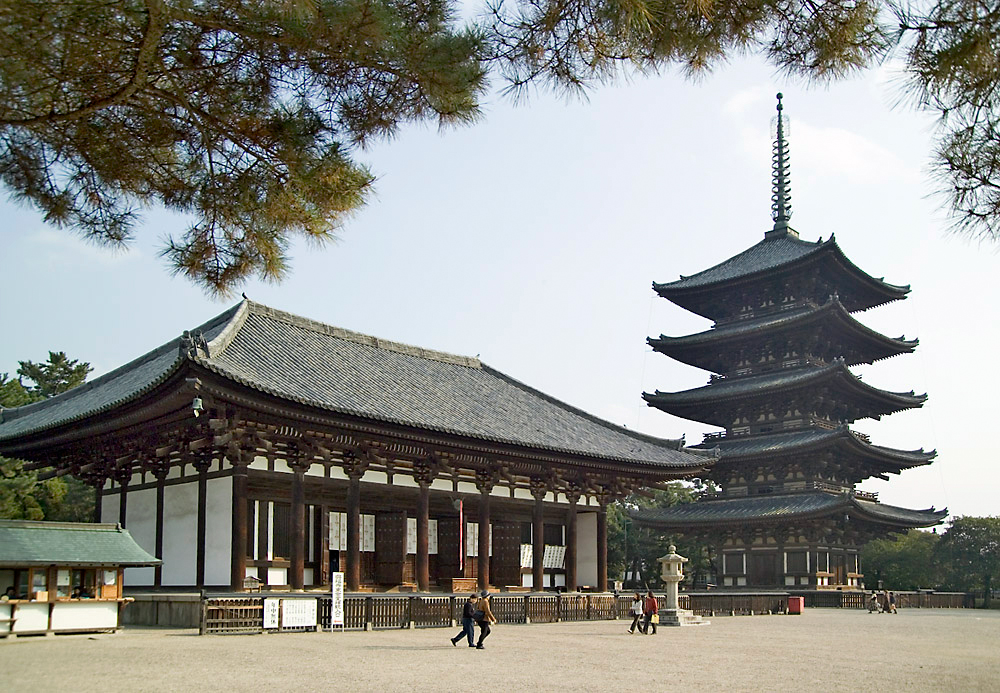
東金堂と五重塔

平城京の東端、現在の奈良県奈良市にある法相宗大本山興福寺は、天智天皇8年（669年）、藤原氏の祖である中臣鎌足の病気平癒のため、山背国の山階（やましな、現・京都市山科区）に山階寺として創建された。その後、大和国高市郡厩坂（うまやさか、現・奈良県橿原市付近）に移って厩坂寺となり、和銅3年（710年）、平城遷都の際に藤原不比等によって今の奈良市に移された。以後、藤原氏の氏寺として栄え、延暦寺とともに「南都北嶺」と称される有力寺院となり、中世には仏教界のみならず大和国一国を事実上支配する一大勢力であった。
興福寺は治承4年（1180年）の平重衡による兵火で全山が焼失する大被害を受け、多くの建物や仏像が失われたが、朝廷や藤原氏の支援を得て、ただちに復興計画が立てられた。その後、中金堂（ちゅうこんどう）、講堂、東金堂（とうこんどう）、西金堂（さいこんどう）、五重塔、三重塔、北円堂（ほくえんどう）、南円堂（なんえんどう）、食堂（じきどう）などの主要堂宇と、そこに安置する仏像は数十年をかけて順次復興された。興福寺には、この鎌倉復興期に康慶、運慶ら当時の有力仏師によって造られた仏像群が現存している。
興福寺は治承の兵火後にもたびたび火災に遭っている。江戸時代の享保2年（1717年）の火災では、東金堂、五重塔、三重塔、北円堂、食堂は焼け残ったが、中金堂などが焼失。この火災後の復興は遅々として進まず、中金堂と南円堂はかろうじて再建されたが、南大門、講堂、西金堂はついに再建されなかった。
興福寺は明治初年の神仏分離・廃仏毀釈でも大打撃を受けた。明治時代初期の混乱期には、食堂が取り壊されたほか、仏像を含む多くの寺宝が流出したが、こうした度重なる災厄を経て、多くの文化財が現代に伝わる。昭和34年（1959年）には境内に国宝館が完成し、本来の安置堂宇を失った仏像などは同館で保管・公開されることとなった。

## 治承の兵火と復興造像
治承4年（1180年）12月の平重衡による兵火で、東大寺と興福寺は大打撃を受けた。興福寺では主要堂塔のことごとくが灰になり、安置されていた仏像も一部は救い出されたものの、多くが失われた。
藤原氏の氏寺として強大な勢力を有していた興福寺ではただちに堂塔と仏像の復興計画が立てられた。建物については、公家（朝廷）、氏長者（藤原氏の代表者）、寺家（興福寺自身）の3者が分担して再建を行うことになり、火災の約半年後の治承5年（1181年）6月には分担が決まった。九条兼実の日記『玉葉』によると、中金堂、回廊、僧坊、経蔵、鐘楼、中門は公家の沙汰、つまり朝廷が諸国に負担を割り当てて復興することとなった。他の堂宇については、講堂、南円堂、南大門は氏長者の沙汰、食堂と上階僧坊は寺家の沙汰、東僧坊は氏知識の沙汰でそれぞれ復興することとされた。東金堂、西金堂、北円堂については、以上の計画の中に入っていないが、東金堂と西金堂は養和2年（1182年）に「手斧始め」が行われており（『中臣祐重記』）、北円堂はやや遅れて建永2年（1207年）に再建が発願されている（『弥勒如来感応抄』）。
焼失した仏像群の復興にあたっては、当時の有力仏師であったいわゆる院派、円派、慶派の仏師が動員されている。当初、京都仏師の院尊（院派）が中金堂と講堂の造像を担当することに決まりかけていたが、これには三条仏師の明円（円派）や奈良仏師の成朝（慶派）が反発した。その結果、中金堂は法眼明円、講堂は法印院尊、食堂は成朝（無官）、南円堂は慶派の法橋康慶がそれぞれ大仏師に任命され、造仏を担当することとなった（『養和元年記』）。
下図は興福寺曼荼羅（京都国立博物館蔵、重要文化財）で、鎌倉時代の作品。この画題では最古の作品と目され、鎌倉復興期の興福寺諸堂の安置仏像の実態を知る資料として貴重である。
| 春日社            |        |       |             |             |
| 北円堂            | 北円堂 | 講 堂 | 五大院 食堂 | 五大院 食堂 |
| 中金堂            |        |       |             |             |

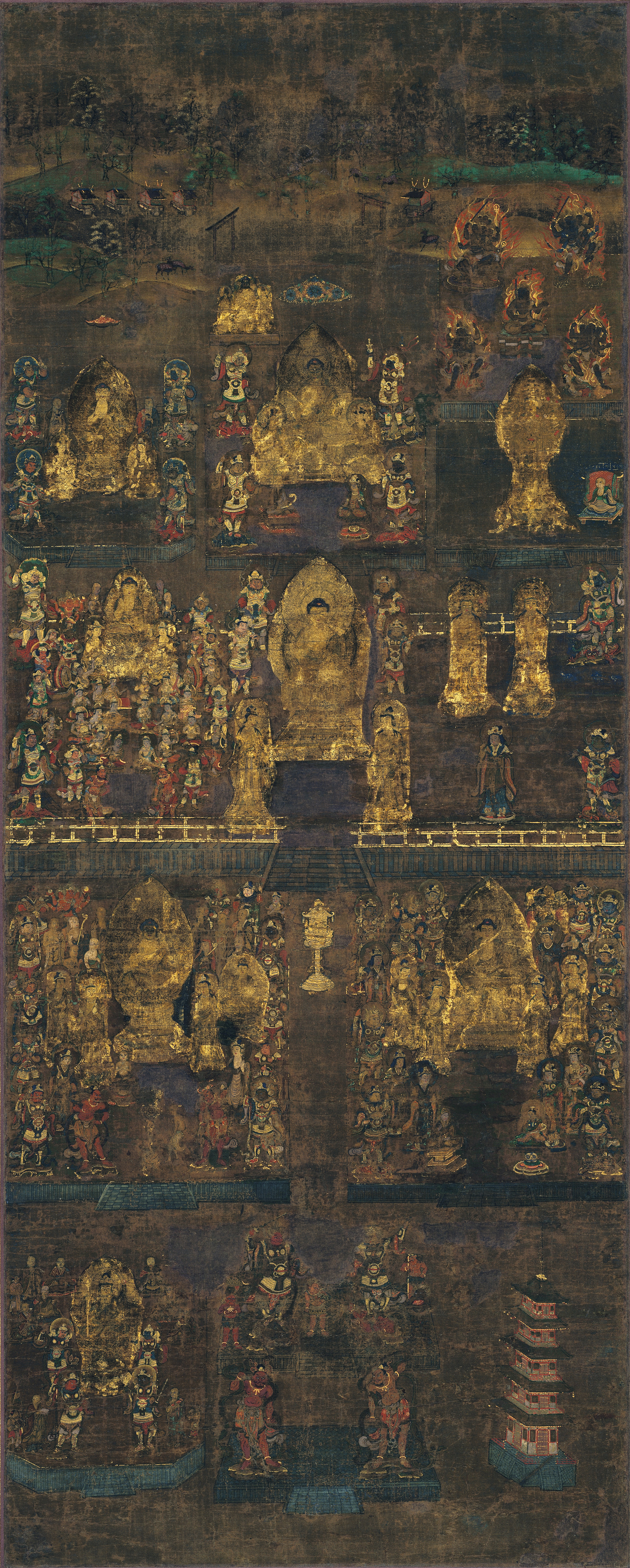
興福寺曼荼羅（京都国立博物館蔵）

| 西 金 堂 東 金 堂 |        |       |             |             |
| 南円堂            | 中 門  | 中 門 | 五重塔      |             |
| 南円堂            | 南大門 |       | 五重塔      |             |

## 中金堂の仏像

### 中金堂の概要
※各作品の国宝・重要文化財指定日は後出の「国宝・重要文化財指定年月日」の節にまとめて記載する。
中金堂（ちゅうこんどう）は興福寺伽藍の中心となる仏堂（金堂）で、後にできた東金堂・西金堂と区別するため中金堂と呼ばれている。『興福寺流記』（こうふくじるき）の金堂条には和銅3年（710年）、淡海公（藤原不比等）の建立とあるが、この和銅3年は平城京遷都の年である。『帝王編年記』には和銅7年（714年）に興福寺の供養を行ったとあり、実際には、和銅3年の遷都前後に金堂の建立が始まり、和銅7年頃までに完成したものとみられる。いずれにしても、中金堂が興福寺の諸堂の中で最初に建てられた堂であることには変わりない。
中金堂は平安時代から江戸時代までの間に、治承4年（1180年）の平重衡の兵火を含め、前後7回焼失し、その都度再建されている。最初の焼失は永承元年（1046年）の大火で、この時は北円堂を除く興福寺の主要建物がことごとく焼失した。康平3年（1060年）と嘉保3年（1096年）にも中金堂、講堂などが焼けている。治承の兵火後は建治3年（1277年）に中金堂、講堂などが焼失、嘉暦2年（1327年）に中金堂、講堂、西金堂、南円堂などが焼失。その後4世紀近くは被災しなかったが、享保2年（1717年）の大火では中金堂、講堂、西金堂、南円堂などが焼失。中金堂は文政2年（1819年）、篤志家の寄付により、仮堂として再建された。
『興福寺流記』に引く「宝字記」によると、奈良時代の中金堂には、本尊の丈六釈迦如来像を中心に、脇侍の薬王・薬上菩薩像、十一面観音像2体、四天王像が安置されていた。また、これらとは別に弥勒浄土変（弥勒仏の浄土を表す群像）が新旧2具安置されていた。『扶桑略記』治暦3年（1067年）条によると、永承の大火後に復興された中金堂には、釈迦如来、薬王・薬上菩薩、十一面観音2体、四天王8体、弥勒浄土変が安置されていた。13世紀前半頃、すなわち治承の兵火後の成立とみなされる興福寺曼荼羅図（京都国立博物館蔵）の中金堂の部分の図を見ると、堂内は中央に釈迦如来像と薬王・薬上菩薩像、東側に十一面観音像2体、西側に弥勒浄土変の群像がそれぞれ安置され、四天王像は釈迦如来の周囲に4体、これとは別に須弥壇の四隅に4体が立っている。
文政2年再建の中金堂は仮堂であり、老朽化が進んでいたため、昭和49年（1974年）に薬師寺の旧金堂を中金堂裏手に移築して仮金堂とした。文政再建の中金堂はその後取り壊されている。
2018年に落慶した新・中金堂には、中央に本尊釈迦如来坐像、その左右に薬王・薬上菩薩立像、須弥壇四隅に四天王立像が安置される。釈迦如来像は江戸時代末期、文化8年（1811年）の制作である。薬王・薬上菩薩像はもと西金堂本尊釈迦如来像の脇侍として造られたもので、鎌倉時代の作。四天王像は元々東金堂か北円堂にあったもので、その後南円堂に移され、2017年に落慶直前の中金堂に移された。鎌倉時代の作である。

### 個別解説

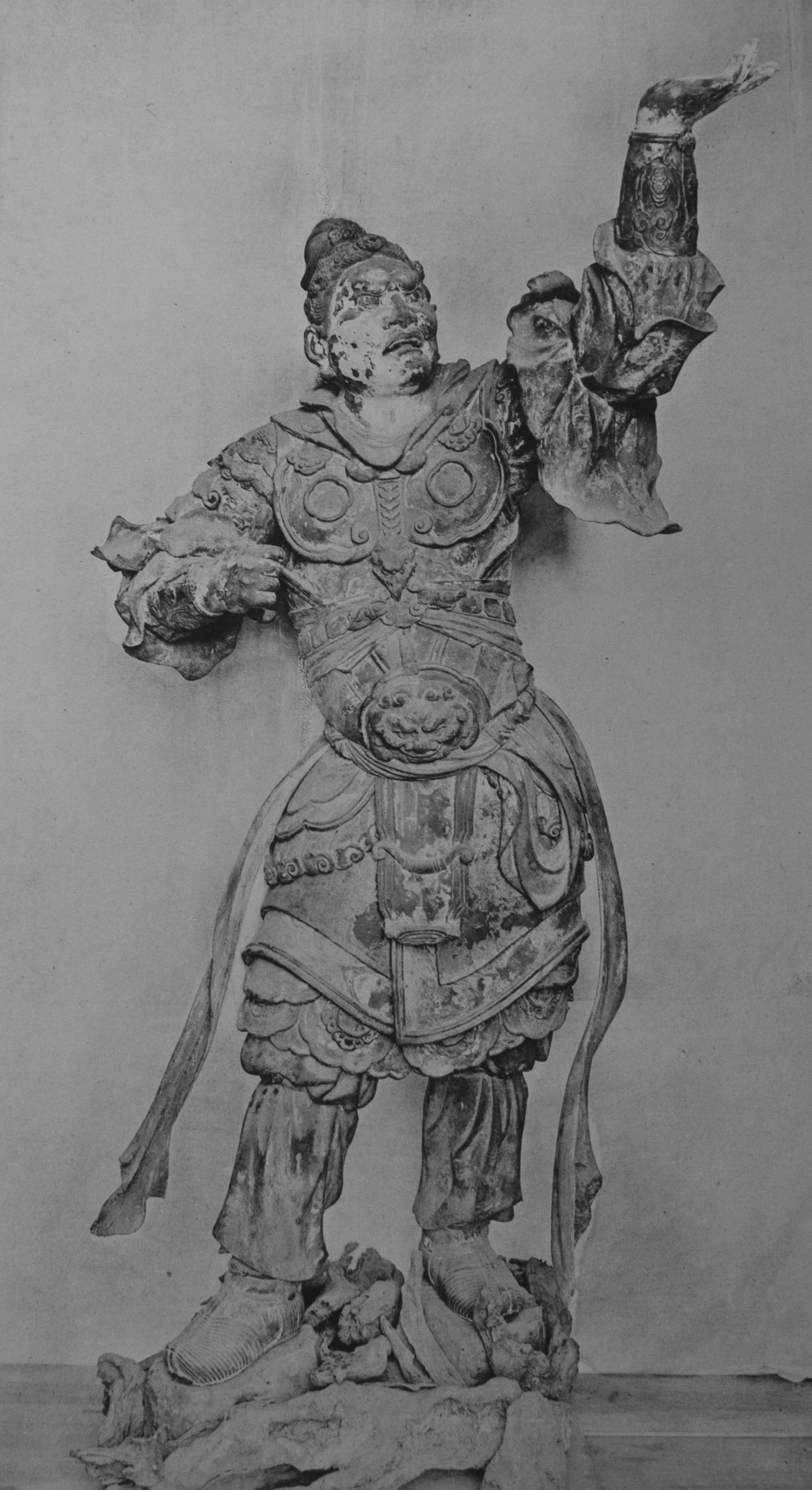
中金堂四天王（旧南円堂安置）のうち多聞天

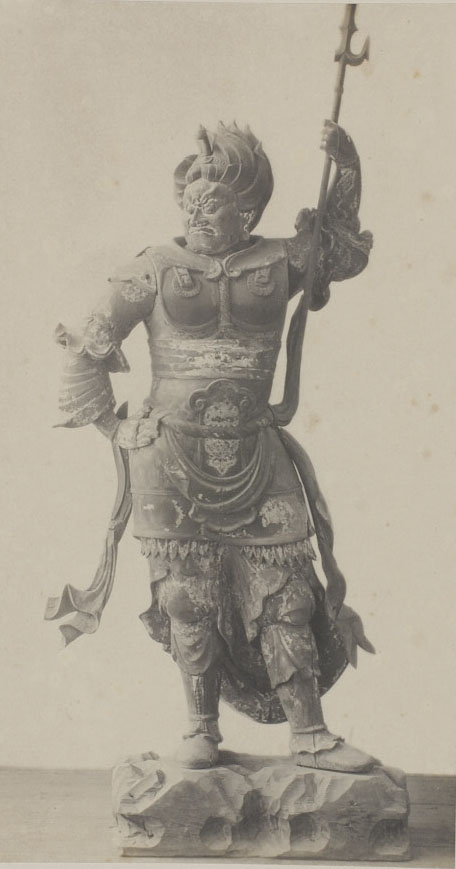
十二神将のうち因達羅
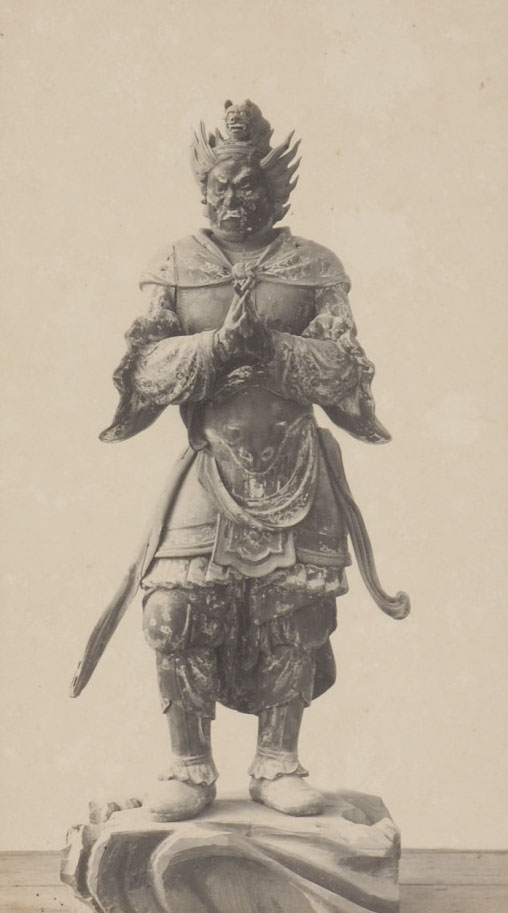
十二神将のうち真達羅
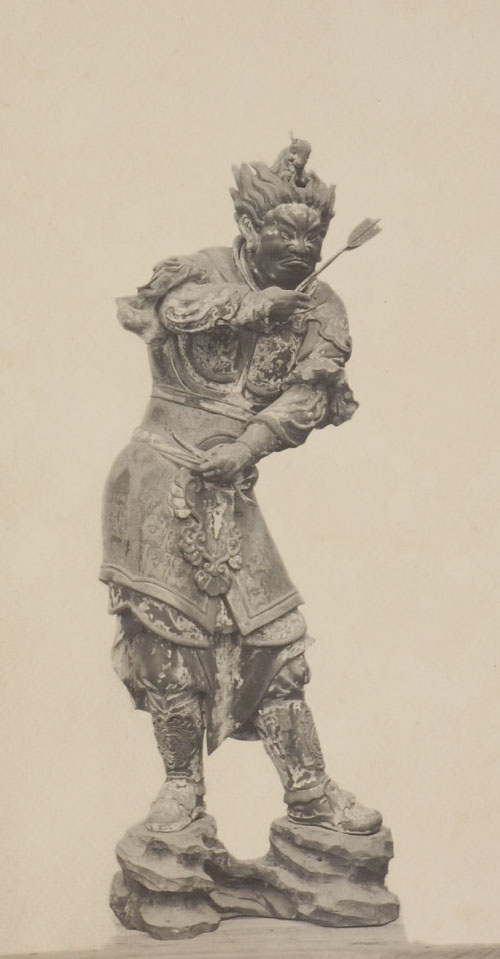
十二神将のうち招杜羅

木造薬王菩薩・薬上菩薩立像（重要文化財）
鎌倉時代、建仁2年（1202年）。像高 薬王菩薩362.0cm、薬上菩薩360.0cm
中金堂に安置。ヒノキ材の寄木造で、漆箔仕上げとする。台座は反花（かえりばな）までが当初のもので、上框（うわがまち）・下框は後補である。明治40年（1907年）修理時に像内から銘札が発見されたが、修理後、像内に再納入された。この銘札によると、両像は法師千栄の勧進で建仁2年（1202年）に完成したもので、薬王菩薩像は法印宗有が願主となって嫡女の菩提のために造立、薬上菩薩像は大中臣姉子が願主となって定詮中子のために造立したものであることが知られる。薬上菩薩像の足枘（あしほぞ）には正応元年（1288年）の修理銘がある。もとは西金堂の本尊釈迦如来像の両脇侍であった。享保2年（1717年）の西金堂・中金堂炎上の際に運び出され、中金堂が再建されてからはそちらへ移された。
なお、本像の重要文化財指定名称は「木造日光菩薩月光菩薩立像」となっていたが、1999年に「木造薬王菩薩薬上菩薩立像」に名称変更された。
木造四天王立像（中金堂）（国宝）
鎌倉時代。像高 持国天206.6cm、増長天197.5cm、広目天200.0cm、多聞天197.2cm
中金堂の須弥壇の四隅に立つ、等身を超える像高の四天王像である。2017年に東京国立博物館で開催された「運慶展」後に、それまで旧中金堂にあった四天王像と入れ替わる形で南円堂から中金堂に移された。かつては、南円堂内の本尊不空羂索観音坐像や法相六祖坐像と同様、康慶一門の作と信じられていた。しかし、後述のような研究成果により、従来、中金堂にあった（2017年以降は南円堂安置）像が康慶一門作の四天王像であり、本像は本来南円堂にあったものではなく、他所から移入されたものであるとするのが定説となっている。
各像はカツラ材の寄木造で、玉眼（眼の部分に水晶を嵌入する技法）を用いず彫眼とする。持国天は右手は腰のあたりに構えて拳をつくり、左手は三叉戟を支える。増長天は右手で剣の柄を持ち、下向きに構えた剣の先に左手を添える。広目天は右手を腰に当て、左手は三叉戟（さんさげき、長柄付の三又の武器）を支える。多聞天は右手で三叉戟を支え、左手は宝塔を捧持する。服装は、大袖を表さず、下半身に着ける裙（くん）は短めで、両脚の間に裙の裾が垂れる表現を取らず、全体に軽快な姿に表される。こうした服装の特色は、東大寺法華堂金剛力士像、同寺戒壇堂四天王像、新薬師寺十二神将像などの奈良時代の天部像にみられる特色であり、復古的作風とみられる。
2017年まで南円堂にあった本像（以下、この節において「本像」という）が本来の南円堂像でないことを指摘したのは藤岡穣である。藤岡は、1990年『国華』に発表した論文「興福寺南円堂四天王像と中金堂四天王像」において、一乗寺本『南円堂曼荼羅図』に描かれた四天王像が甲冑の形式などの細部に至るまで1990年当時の中金堂四天王像（2017年以降は南円堂安置。以下、この節において「旧中金堂像」という）と一致することに着目し、同時代の天部像の遺品との様式比較を踏まえ、旧中金堂像が本来南円堂にあったものであり、本像は元々東金堂にあったものとした。藤岡説のうち、旧中金堂像が本来南円堂にあったものであるという点は定説となっているが、本像の本来の所属については異説もある。藤岡は、興福寺諸堂の再興年代や仏像の様式検討の結果を踏まえ、東金堂維摩居士像（定慶作）と本像のうち持国天像の顔貌表現、骨格、耳の彫法の類似などをもとに、本像はもと東金堂にあったもので、定慶一派の作であるとした。一方、伊東史朗、松島健、西川杏太郎は用材、図像的特色などの点から、本像はもと北円堂にあったものとした。本像はカツラ材を用いており、北円堂の弥勒仏像および無著・世親像と樹種が共通すること、および、京都国立博物館本『興福寺曼荼羅図』の北円堂の部分に描かれる四天王像は、持国天、増長天、広目天をそれぞれ増長天、広目天、持国天の位置に置き換えると、本像の図像に一致することなどがその論拠となっている。

## 東金堂の仏像

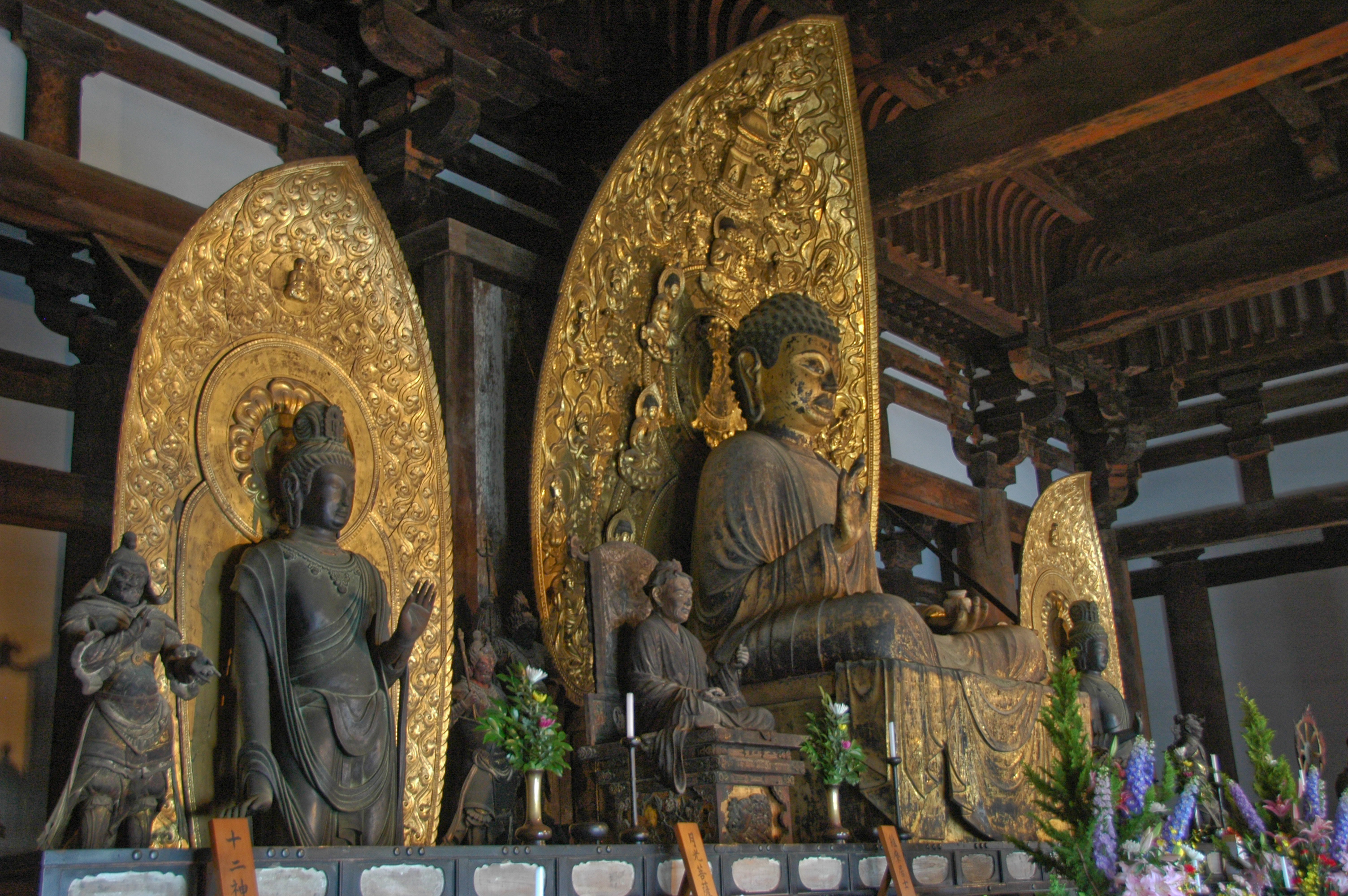
東金堂内の諸仏

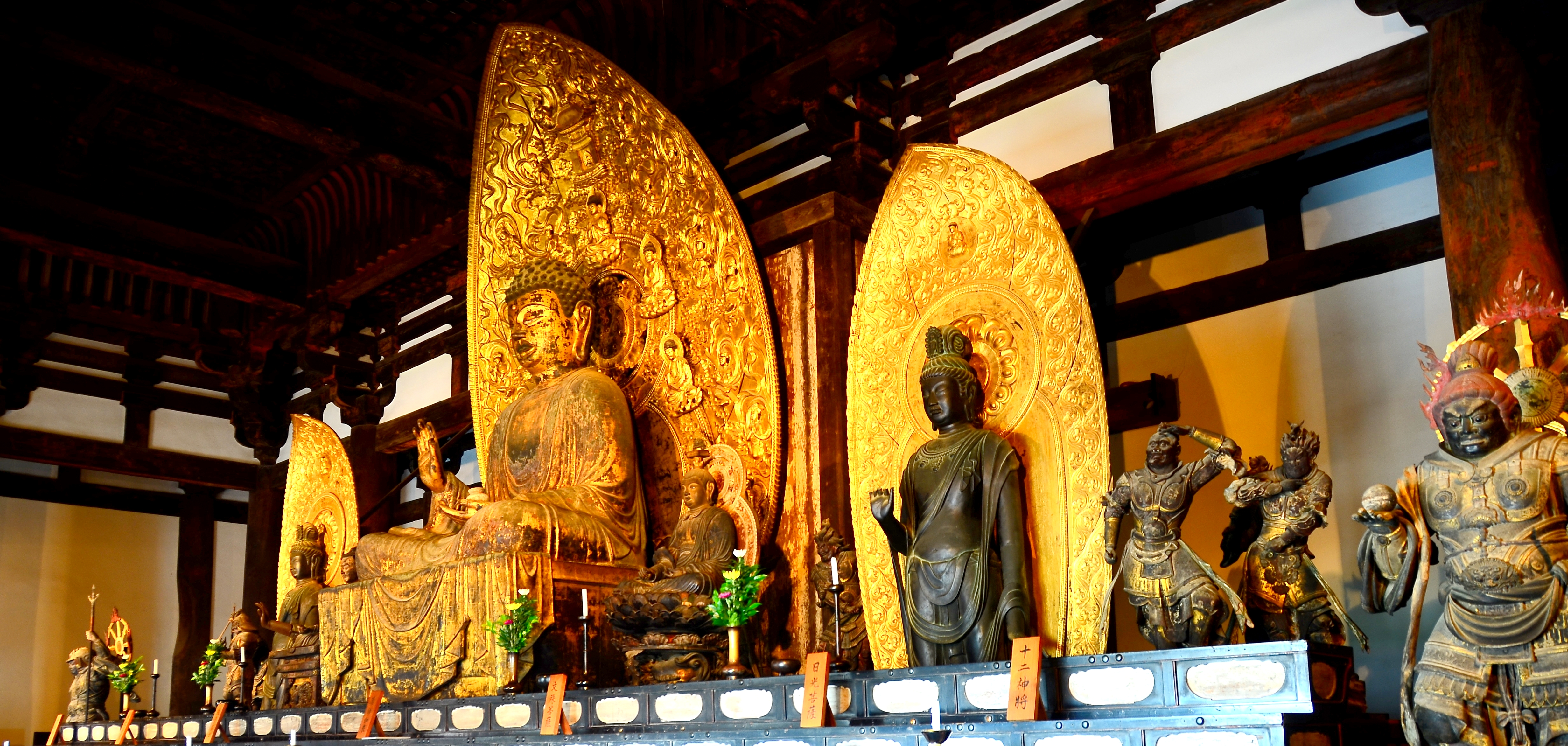
東金堂内の諸仏 中央は薬師如来及び両脇侍像、右手前は四天王のうち持国天、その隣は十二神将のうち2躯（向かって右は招杜羅大将、左は毘羯羅大将）

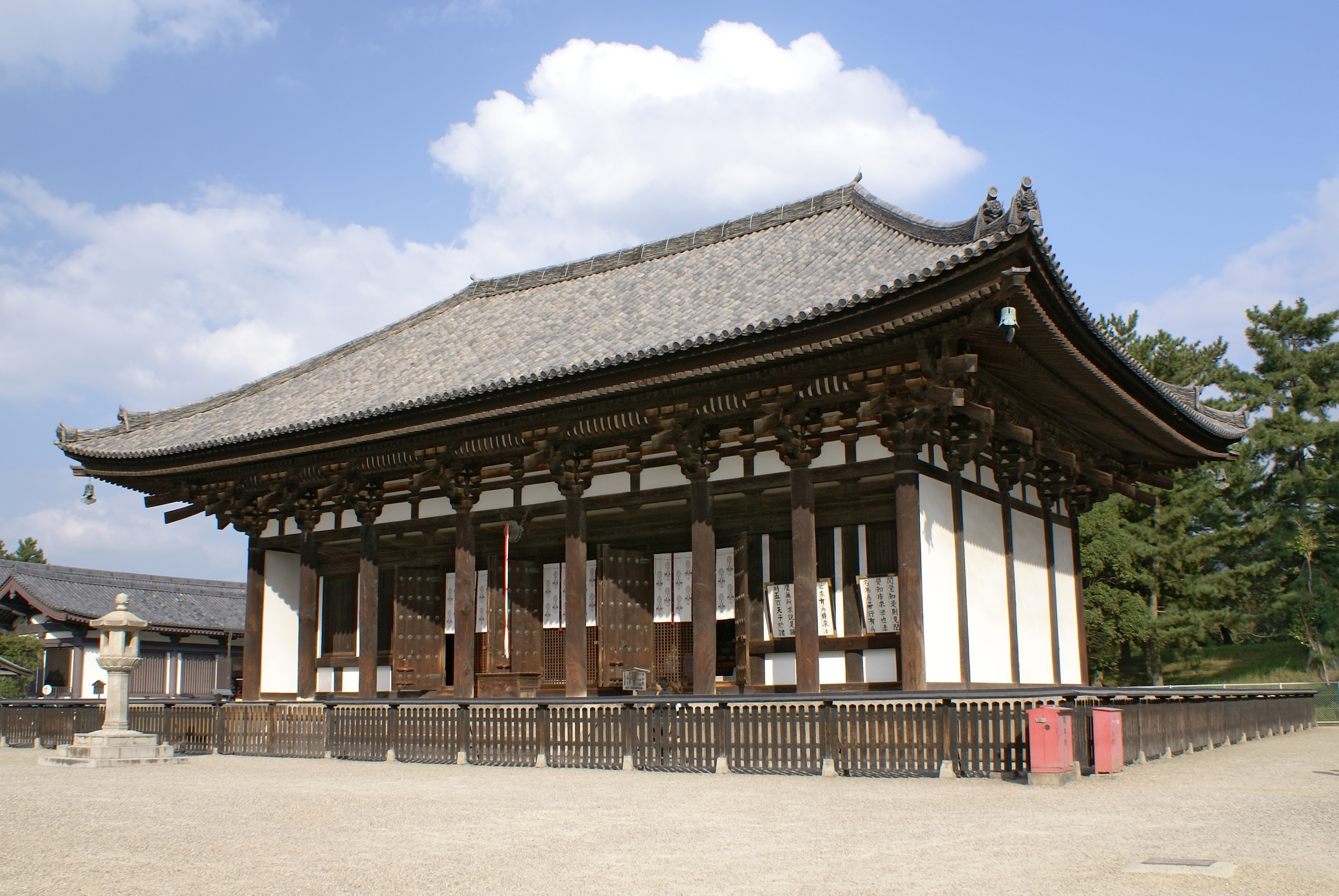
東金堂

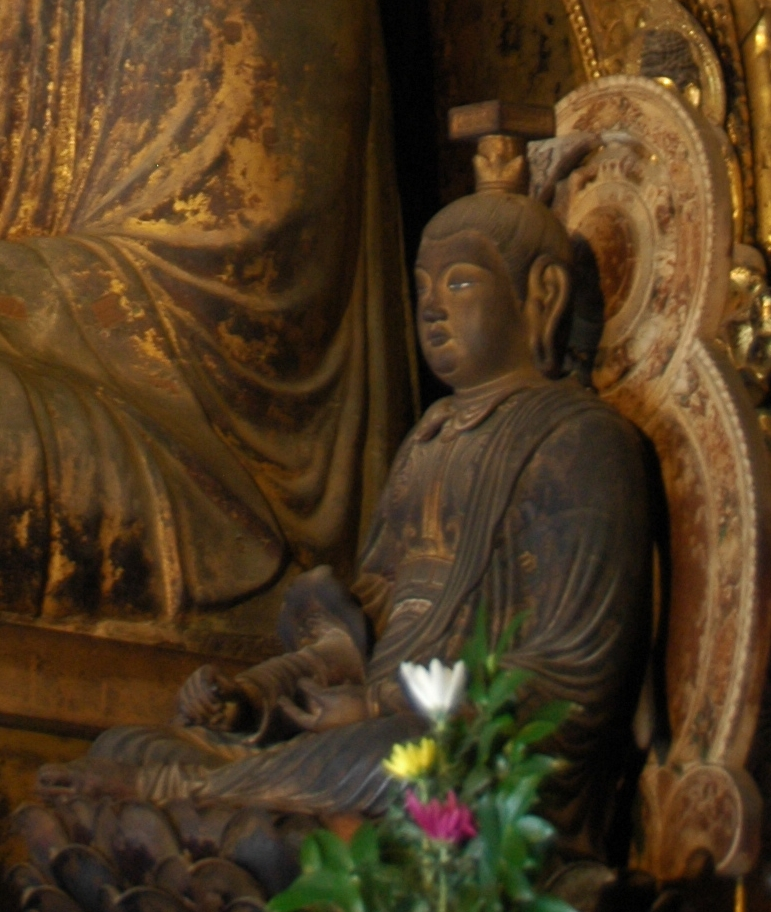
文殊菩薩

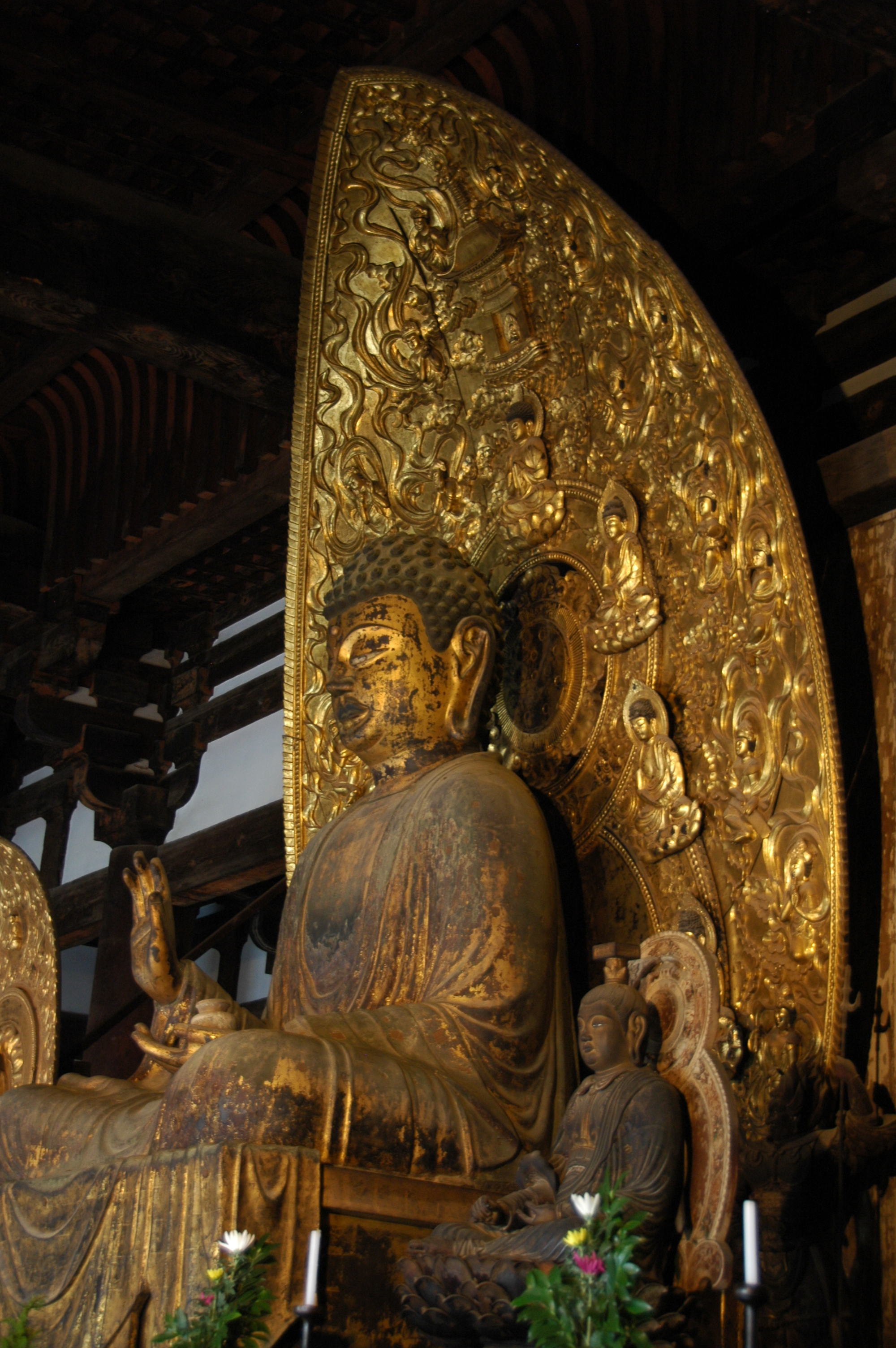
薬師如来

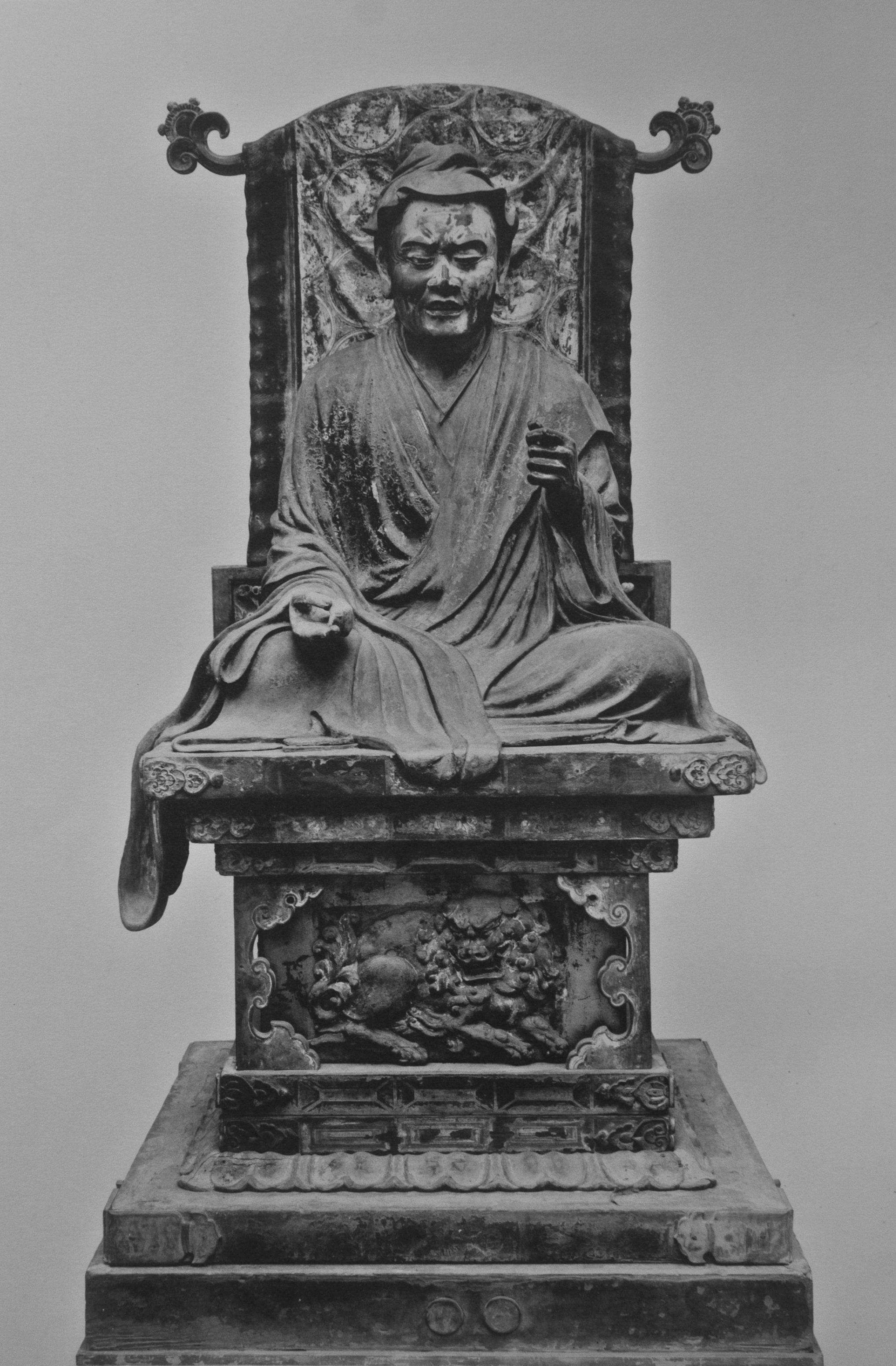
維摩居士

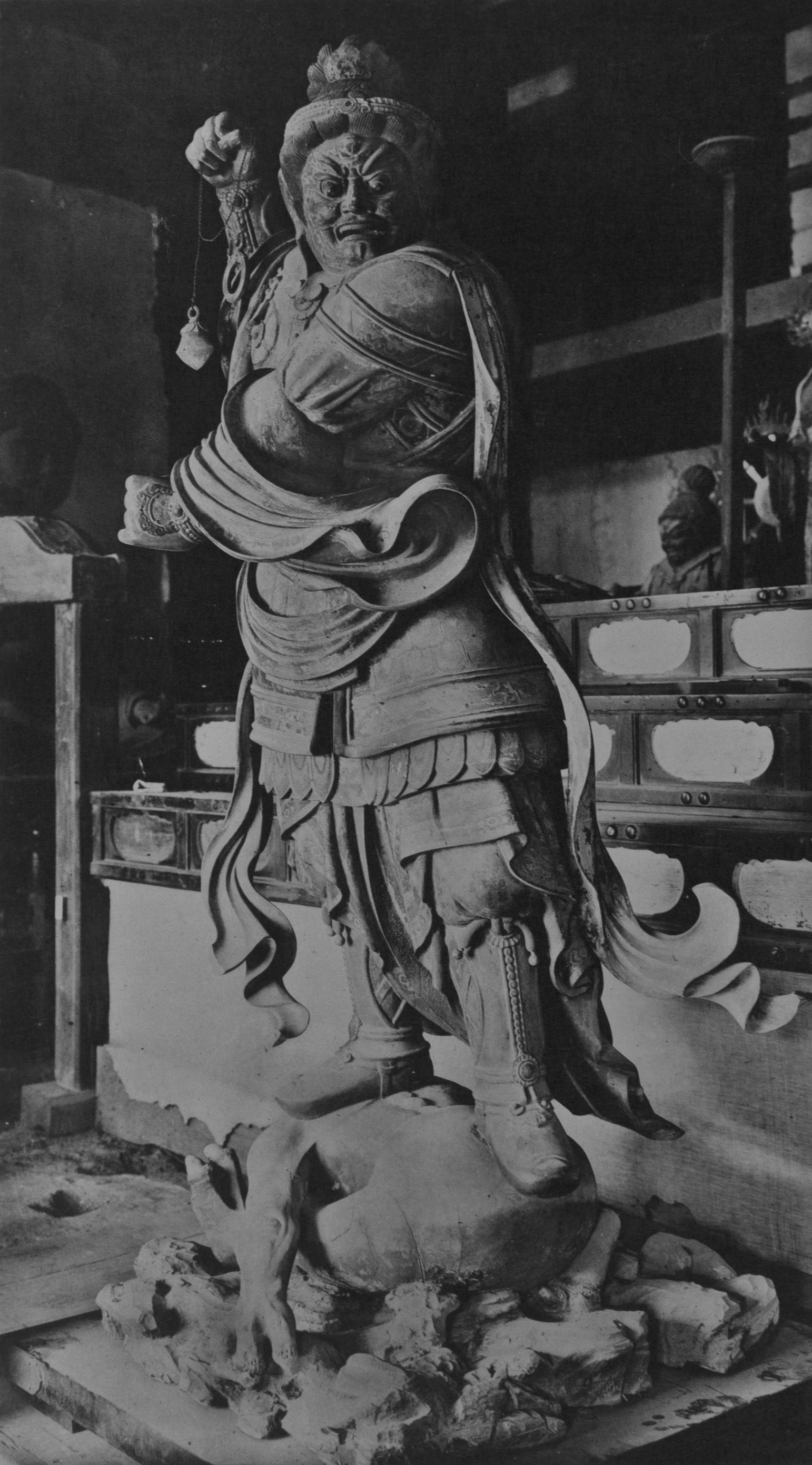
四天王のうち広目天

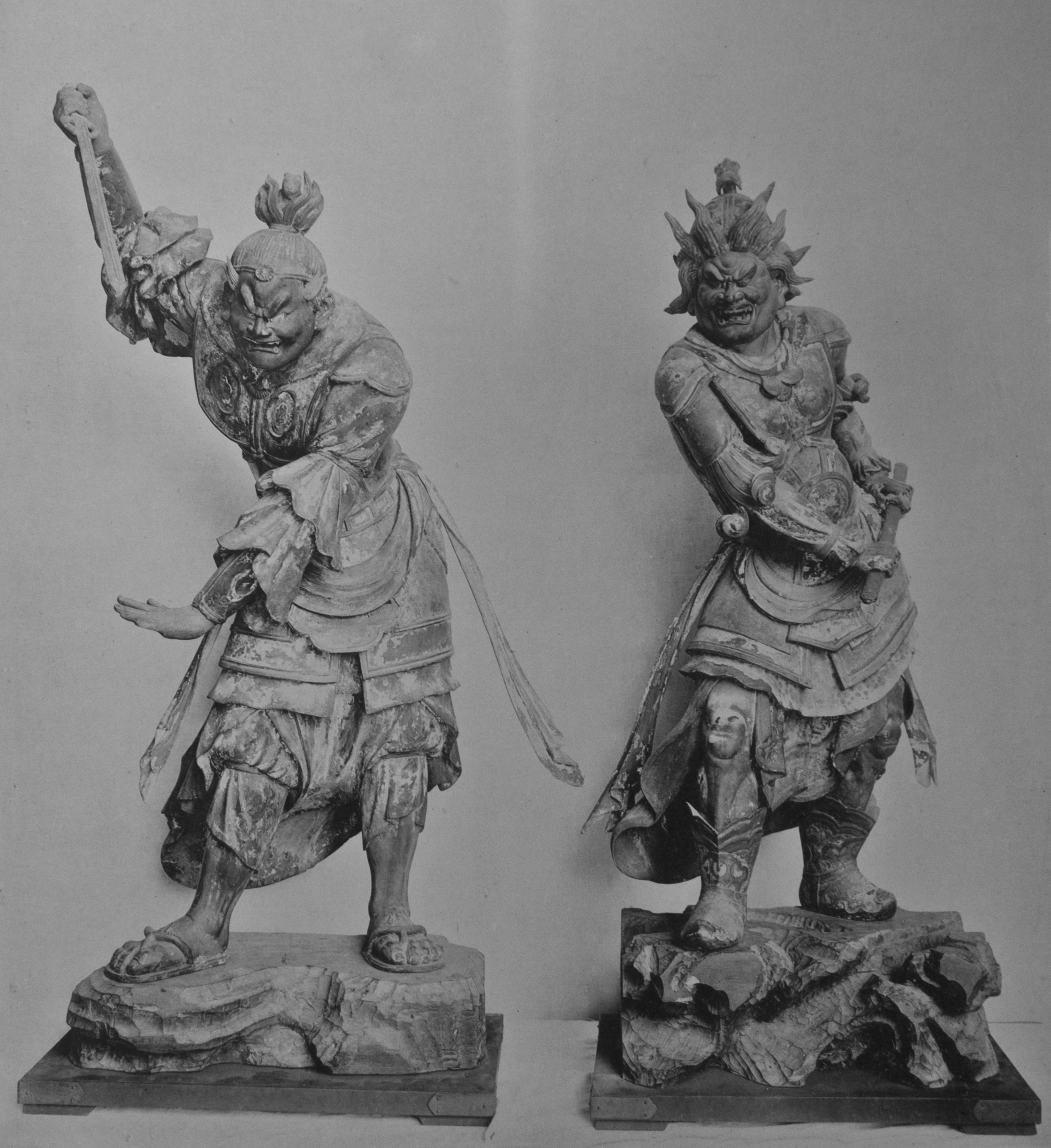
十二神将のうち伐折羅（左）と波夷羅

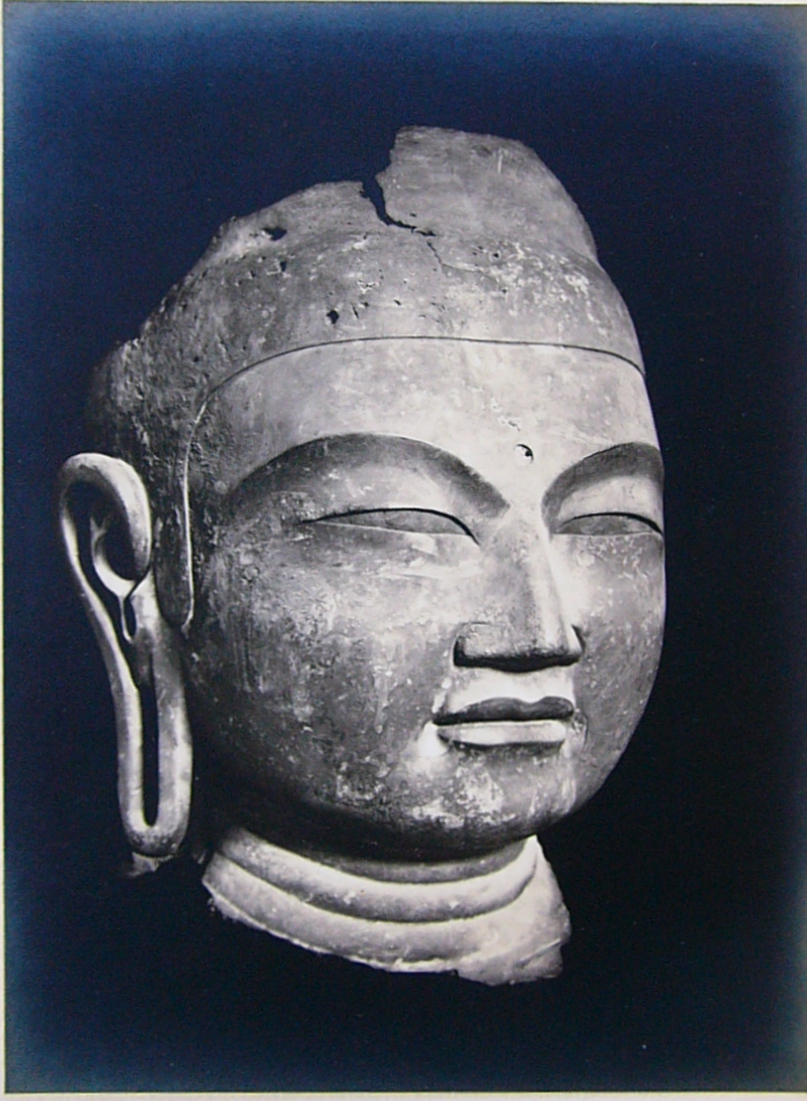
銅造仏頭

### 東金堂の概要
東金堂（とうこんどう）は、『興福寺流記』に引く「弘仁記」によれば、神亀3年（726年）、聖武天皇が叔母にあたる元正太上天皇の病気平癒を祈願して建立したものである。
東金堂は治承4年（1180年）の平重衡の兵火を含め5回焼失し、その都度再建されている。最初の焼失は寛仁元年（1017年）で、隣の五重塔が落雷で焼け、東金堂も類焼した。永承元年（1046年）には寺内の主要建物の大部分を焼く大火があり、東金堂も焼けている。治承の兵火後、嘉暦2年（1327年）の大火では焼け残ったが、文和5年（1356年）と応永18年（1411年）には五重塔とともに焼けている。現存する東金堂は応永22年（1415年）の建立である。
『興福寺流記』に引く「宝字記」によれば、奈良時代の東金堂には本尊の丈六薬師如来像と両脇侍菩薩像が安置されていた。同流記に引く「延暦記」によれば、この他に純銀弥勒菩薩像、金銅阿弥陀三尊像、弥勒三尊像が安置されており、さらに「弘仁記」によれば、文殊菩薩像、維摩居士像、観音菩薩像、虚空蔵菩薩像、梵天・帝釈天像、四天王像、金剛・密迹力士（こんごう・みっしゃくりきし、仁王）像、正了知神（しょうりょうちしん）像、羅睺羅（らごら）像、天女像が安置され、堂背面には新羅伝来の釈迦三尊像が安置されていた。
治承の兵火後の東金堂再建は、元暦2年（1185年）には完成していたが（『玉葉』）、仏像の復興は進んでいなかった。その後、文治3年（1187年）、東金堂衆らが飛鳥の山田寺に押し入り、同寺講堂本尊の金銅薬師三尊像を強奪してきて、興福寺東金堂の本尊に据えるという事件が発生した。この旧山田寺像も応永18年（1411年）の火災で被災。両脇侍像は助け出されたが、薬師如来像は搬出できず、焼失をまぬがれた頭部だけが現存する。この薬師如来像頭部（いわゆる「興福寺の仏頭」）は、再建後の東金堂本尊台座内に収納され、昭和12年（1937年）に再発見されるまで、その存在は知られていなかった。
現在の東金堂には薬師三尊像（薬師如来と両脇侍菩薩像）を中心とする諸仏を安置する。須弥壇中央に本尊の薬師如来坐像、その左方（向かって右）に脇侍の伝・日光菩薩立像、右方（向かって左）に脇侍の伝・月光（がっこう）菩薩立像を安置する。薬師如来像と日光菩薩像の間には文殊菩薩坐像、薬師如来像と月光菩薩像の間には維摩居士坐像を安置する。これら諸仏の間には薬師如来を守護する十二神将立像12体が立ち、須弥壇の四隅には四天王立像が立つ。薬師如来像は銅造で、応永の火災後の再興。同じく銅造の日光・月光菩薩像は旧山田寺像で、奈良時代の作品であるが、前述の薬師如来像頭部（仏頭）よりは時代が下る。文殊菩薩像、維摩居士像、十二神将像は鎌倉復興期の像。四天王像は平安時代の作で、もともとどの堂宇にあったものか不明である。

### 個別解説
銅造薬師如来及び両脇侍像（重要文化財）
薬師如来は室町時代、応永22年（1415年）。両脇侍は奈良時代。像高 薬師如来255.0cm、伝・日光菩薩300.3cm 、伝・月光菩薩（がっこうぼさつ）298.0cm
東金堂に本尊として安置される三尊像。中尊薬師如来像と両脇侍像は制作年代が異なり、中尊は室町時代の東金堂再建時の作、両脇侍は制作年代に諸説あるが、奈良時代の作とされている。薬師如来坐像は、奈良古市の鋳師9名が応永22年（1415年）に鋳造したもの。頭部と体部を別鋳とする。台座は木造漆箔である。左手に持つ薬壺（やっこ）は木造で寛永8年の補作。
両脇侍像は国宝の仏頭と同様、旧山田寺像で、奈良時代の作とされているが、製作年代には諸説ある。治承の兵火の7年後の文治3年（1187年）、興福寺の僧兵は飛鳥山田寺の薬師三尊像を略奪して興福寺東金堂の本尊に据えた。三尊のうちの中尊像はその後の火災で体部は焼け落ち、頭部のみが現存する（「興福寺の仏頭」と呼ばれるもの）。両脇侍像は現在も東金堂に安置されるが、中尊（仏頭）とは作風が異なり、中尊と同時期ではなく、やや遅れて制作されたものと推定されている。左脇侍像（伝・日光菩薩）は両手の指の一部を欠く。右脇侍像（伝・月光菩薩）は首の三道の部分に亀裂が入り、左腕をヒノキ材の後補とする。両像とも髻（もとどり）の前面に阿弥陀如来の化仏（けぶつ）を表す。頭上に阿弥陀の化仏を表すのは、図像的には観音菩薩の標識である。薬師如来の両脇侍は通常は日光菩薩・月光菩薩だが、東金堂本尊の脇侍像は、図像的には左右とも観音菩薩像ということになり、制作年代の点と合わせ、謎の多い像である。
木造文殊菩薩坐像（国宝）
鎌倉時代。像高93.9cm
東金堂本尊薬師如来像の左（向かって右）、維摩居士像と対称となる位置に安置。ヒノキ材の寄木造で、玉眼を嵌入する。肉身の金泥彩は後補である。獅子が支える蓮華座上に坐すが、両脚は結跏趺坐（けっかふざ、坐禅の坐法）ではなく安座の形とする。両手は持物（じもつ）をとる構えだが、持物は失われている。甲（よろい）を着用した上に衣を着る。頭上に梵篋（ぼんきょう、経箱）を載せ、甲の胸当に人面を表すなど、特異な図像的特色を示し、宋画の影響が感じられる。銘記はないが、対となる維摩像と同様、定慶の作と推定される。本像と維摩居士像の台座に獅子を表すのは、『維摩経』に言及される獅子座に因むものである。
木造維摩居士坐像（国宝）
鎌倉時代、建久7年（1196年）、定慶作。像高88.6cm
東金堂本尊薬師如来像の右（向かって左）に安置。ヒノキ材の寄木造で、玉眼を嵌入する。反対側に安置する文殊菩薩像と対をなす。これら両像は、『維摩経』「文殊師利問疾品」に説く維摩と文殊菩薩の問答の場面を造形化したもので、興福寺の法会である維摩会（ゆいまえ）の本尊として造像された。像内の朱銘により、建久7年（1196年）、法印定慶によって造られ、法橋幸円が彩色したことがわかる。台座天板裏面に長禄4年（1460年）の修理銘があり、この時に彩色を改めたことがわかる。台座の大部分と後屏の一部は後補である。文殊菩薩像の台座が平面円形であるのに対し、本像の台座は方形とするなど、一対の像としての対照性が意識されている。
木造四天王立像（東金堂）（国宝）　
平安時代初期。像高 持国天162.5cm、増長天161.0cm、広目天164.0cm、多聞天153.0cm
ヒノキ材、一木造の四天王像。頭体部から足下の邪鬼、その下の岩座の中心部まで一材から彫出し、袖先、沓先、邪鬼の脚などの突出部に別材を矧ぎ足す。天衣（てんね）は鉄芯に乾漆で形成し、頭髪、甲（よろい）の縁、邪鬼の髪などの一部に木屎漆（こくそうるし）を盛り上げて形成している。持国天は右手で宝珠を捧持し、左手は剣を持つ。増長天は右手を腰に当て、左手は三叉戟（さんさげき、長柄付の三又の武器）を支える。広目天は右手を挙げて羂索（けんさく、環のついた縄）を持ち、体の右に立てた三叉戟を左手で支える。多聞天は右手で宝塔を捧持し、左手は三叉戟を支える。増長天と多聞天は冑（かぶと）をかぶる。身色は持国・増長・広目・多聞の順に緑青、肌色、赤紫、白緑とする。甲や着衣は繧繝彩色（うんげんさいしき）と截金（きりかね）をほどこし、当初の彩色が遺存している。太造りの体形、一木造に乾漆を併用した造像技法など、平安時代初期の特色を表し、9世紀頃の作とみられる。東金堂内の他の諸像とは時代が異なり、もともとどこの堂にあったものかは不明である。
広目天の持物が筆と巻物でなく、羂索と三叉戟になっているのは『陀羅尼集経』（だらにじっきょう）所説に依った図像である。持国天・増長天・広目天・多聞天はそれぞれ東・南・西・北を守護するとされ、一般の仏堂では須弥壇の手前に持国天と増長天、後方に広目天と多聞天を配するのが原則である。東金堂の四天王像もこの原則にしたがって安置されているが、東金堂は西を正面とする仏堂であるので、実際の方位にしたがって四天王像を配置しなおすと、須弥壇の手前に増長天と広目天、後方に多聞天と持国天が位置することになる。仮にこのように配置した場合、増長天と広目天が阿吽の一対となり、両腕の構えや三叉戟の位置も左右対称形になることが指摘されている。
木造十二神将立像（国宝）　
宮毘羅（くびら）、伐折羅（ばさら）、迷企羅（めきら）、安底羅（あんていら）、頞儞羅（あにら）、珊底羅（さんていら）、因達羅（いんだら）、波夷羅（はいら）、摩虎羅（まこら）、真達羅（しんだら）、招杜羅（しょうとら）、毘羯羅（びから）の12体。像高113.0〜 126.3cm
東金堂の須弥壇上に安置される、一具の十二神将像である。十二神将は『薬師如来本願経』に説かれ、薬師如来とその信仰者を守護するとされる12体の夜叉である。本一具は鎌倉時代の作で、ヒノキ材の寄木造。波夷羅像と招杜羅像は上半身と下半身を別材から木取りして矧いでいるが、このような木寄せ法は旧西金堂の金剛力士像にも例がある。眼は玉眼（眼の部分に水晶を用いる技法）を嵌入せず彫眼とするが、摩虎羅像と毘羯羅像は瞳の部分に漆塗の玉を嵌入する。安底羅像の髪には乾漆を併用している。各像の天衣（てんね）、台座、持物（じもつ）などの一部を後補とするが、本体の保存状態はよい。作者と正確な制作年代は不明である。ただし、波夷羅像の右足枘（あしほぞ）には「建永二年四月廿九日菜色了」との墨書があって、建永2年（1207年）に彩色を終えたことがわかり、制作時期の目安となる。珊底羅像の右足枘には「衆阿弥」という墨書があり、作者の一人を指すと思われる。作者はいわゆる慶派の仏師と思われるが、各像の作風にはばらつきがあり、表面の仕上げにも截金文様を多用するもの（宮毘羅）、彩色文様を主とするもの（波夷羅）などがあって、複数の仏師による制作とみられる。東金堂の維摩居士像、もと東金堂にあった可能性の高い梵天像などの作者である仏師定慶も本群像の造立に参加した可能性がある。上体を前傾させ、振り上げた右手に持った剣で仏敵にとどめを刺すかのような伐折羅像、ひょうきんな表情を見せる毘羯羅像などが高く評価されている。甲冑、着衣などは像ごとに微妙に異なっている。伐折羅、安底羅、波夷羅の3躯は臑当（すねあて）を着けずに脚部を露出しており、伐折羅像は12躯の中で唯一、沓ではなくサンダル状のものを履いている。真達羅像の腰部にみえる獣頭付の毛皮など、珍しい細部もあり、図像には宋画の影響が想定される。
銅造仏頭（国宝館に安置）（国宝）
飛鳥時代後期（白鳳期）、天武天皇14年（685年）。総高98.3cm
旧山田寺講堂本尊薬師如来像の頭部である。『上宮聖徳法王帝説』裏書の記述により、この像は天武天皇7年（678年）に造像が開始され、同天皇14年（685年）に完成したことがわかる。治承の兵火の7年後の文治3年（1187年）、興福寺の僧兵は飛鳥山田寺の薬師三尊像を略奪して興福寺東金堂の本尊に据えた。その後、応永18年（1411年）の東金堂の火災の際には薬師如来像を運び出すことができず、かろうじて頭部のみが焼け残った。この焼け残った頭部は、新しく造られた本尊像の台座内部に納められ、20世紀に至るまでその存在は知られていなかった。台座内から仏頭が再発見されたのは1937年10月30日のことである。頭部のみの残欠ではあるが、造像の年代と事情が判明する、7世紀の基準作として貴重である。現存する仏頭は頭頂部と左の耳朶（じだ）を欠失し、後頭部は大きく陥没している。鍍金は痕跡をとどめるのみで剥落している。上瞼の線を弓形に、下瞼をほぼ直線に表した両眼の形は、法隆寺金堂本尊などの止利派の像の杏仁形（アーモンド形）の眼の表現とは異なり、隋から初唐の仏像様式の影響を示している。
この時代の金銅仏は、東大寺大仏のような例外的なものを除いて、蝋型鋳造であった。蝋型鋳造とは、土で像の概形を作った後、これを蜜蝋で覆って細部を造形し、さらにその上から外型の土を被せるもので、この蜜蝋の厚みが鋳造後の像の銅の厚みになる。鋳造時には中型と外型の位置がずれないように、金属製または土製の型持を置いたり、笄（こうがい）と称する釘状のものを刺したりする。興福寺仏頭も蝋型鋳造で、頭部内面には土製の型持と銅製の笄が残っている。本像は、鋳造時に中型の土に亀裂が入って中型と外型がずれたとみられ、銅の厚みが不均衡な部分があり、中型の亀裂に流れ込んだ溶銅が銅塊となって頸部内面に残っている。同じく蝋型鋳造の薬師寺金堂本尊像では、型持と笄が一体化した画鋲型の型持を使用するなど、仏頭に比して鋳造技法に進歩がみられる。こうした技法の差を製作年代の差とみるか、工人の差とみるかは意見が分かれる。大型の銅造仏では像内の状況を直接観察することは通常不可能であるが、本仏頭は上述のような鋳造技法がわかる点でも貴重である。
- 十二神将のうち因達羅
- 十二神将のうち真達羅
- 十二神将のうち招杜羅

## 西金堂の仏像

### 西金堂の概要
西金堂（さいこんどう）は、『興福寺流記』に引く「宝字記」によれば、天平6年（734年）、光明皇后が、その前年に没した生母橘三千代の菩提のために建立したものである。
西金堂は永承元年（1046年）の大火、治承4年（1180年）の平重衡の兵火、嘉暦2年（1327年）の大火で焼け、その都度再建されたが、江戸時代の享保2年（1717年）の焼失以降は再建されなかった。
「宝字記」によれば、奈良時代の西金堂には釈迦如来像、両脇侍像、梵天・帝釈天像、十大弟子像、八部神王（八部衆）像、羅睺羅像、四天王像が安置され、さらに金鼓（こんく）と波羅門像があった。釈迦如来を中心に守護神像、弟子像などを配置したこれらの諸仏は『金光明最勝王経』「夢見金鼓懺悔品」（むけんこんくさんげほん）に説く釈迦浄土を表したものである。「夢見金鼓懺悔品」によると、釈迦の説法を聞いた妙幢菩薩は、その夜の夢の中で、日輪のように光り輝く巨大な金鼓を見た。その光の中から無数の仏が生まれ法を説いた。一人の婆羅門が桴（ばち）をもって金鼓を叩くと、その大音声（だいおんじょう）は人々に懺悔せよと説くかのようであった、というものである。
13世紀前半頃、すなわち治承の兵火後の成立とみなされる興福寺曼荼羅図（京都国立博物館蔵）の西金堂の部分を見ると、釈迦如来像及び両脇侍像、八部衆像、十大弟子像、四天王像、金剛力士像一対、金鼓と婆羅門像、十一面観音像、羅睺羅像などが確認される。羅睺羅像は、十大弟子像の中にも同名の像があるが、それとは別の童形の坐像である。
西金堂旧所在の仏像のうち、八部衆像8体と十大弟子像のうち6体は、奈良時代の像が興福寺に現存する。ただし、これらの像については、西金堂当初像ではなく、額安寺（大和郡山市）から移されたものだとする説もある。「宝字記」にある金鼓は、現在「華原磬」（かげんけい）という名称で国宝に指定されているものがこれに当たると考えられ、奈良時代または唐時代の作とされるが、後世の補修部分も多い。西金堂の鎌倉復興期の像で現存するものは、本尊釈迦如来像の頭部・両手・光背の一部のほか、金剛力士像2体、天灯鬼・龍灯鬼像、薬王・薬上菩薩像がある（薬王・薬上菩薩像は中金堂に安置）。
『類聚世要抄』所収の興福寺別当信円の日記に西金堂釈迦像を運慶作とする記載があることから、現存する木造仏頭を運慶作とする説がある。ただし、この仏頭と、運慶が同じ頃に造立した静岡・願成就院や神奈川・浄楽寺の諸仏との間には作風の違いがあることから、仏頭の作者比定については、なお慎重な意見もある。

### 乾漆造
興福寺では度重なる火災により、創建当時の仏像の多くが失われた。興福寺仏像のうち、山田寺から移された仏頭などを除くと、奈良時代の作品としては旧西金堂の八部衆像と十大弟子像が残るのみである。これらの像は軽量な脱活乾漆造であるため、火災のたびに堂外へ持ち出されたものと思われる。
脱活乾漆造とは、麻布を漆で張り合わせて張り子状の像を造る方法である。「乾漆」は近代の用語で、製作当時は「塞」（そく）、あるいは「夾紵」（きょうちょ）と呼ばれた。造像方法の概略は以下のとおりである。まず、土で像の概形を作り、この上に麻布を漆で張り付ける。漆が乾燥した後、さらに麻布を張り付けるという作業を数回から十数回繰り返す。こうして像の形ができた後、背面などの目立たない場所の麻布を切開して窓を開け、像内の土を掻き出す。こうして張り子のような像ができるが、そのままでは強度に問題があるので、補強と変形防止のために、像内部に支柱や枠木を組み、切開した窓を再び縫い付ける。像表面の細部は木屎漆（こくそうるし、麦漆に木粉などを混ぜたもの）を盛り上げて仕上げ、彩色して完成となる。

### 八部衆像

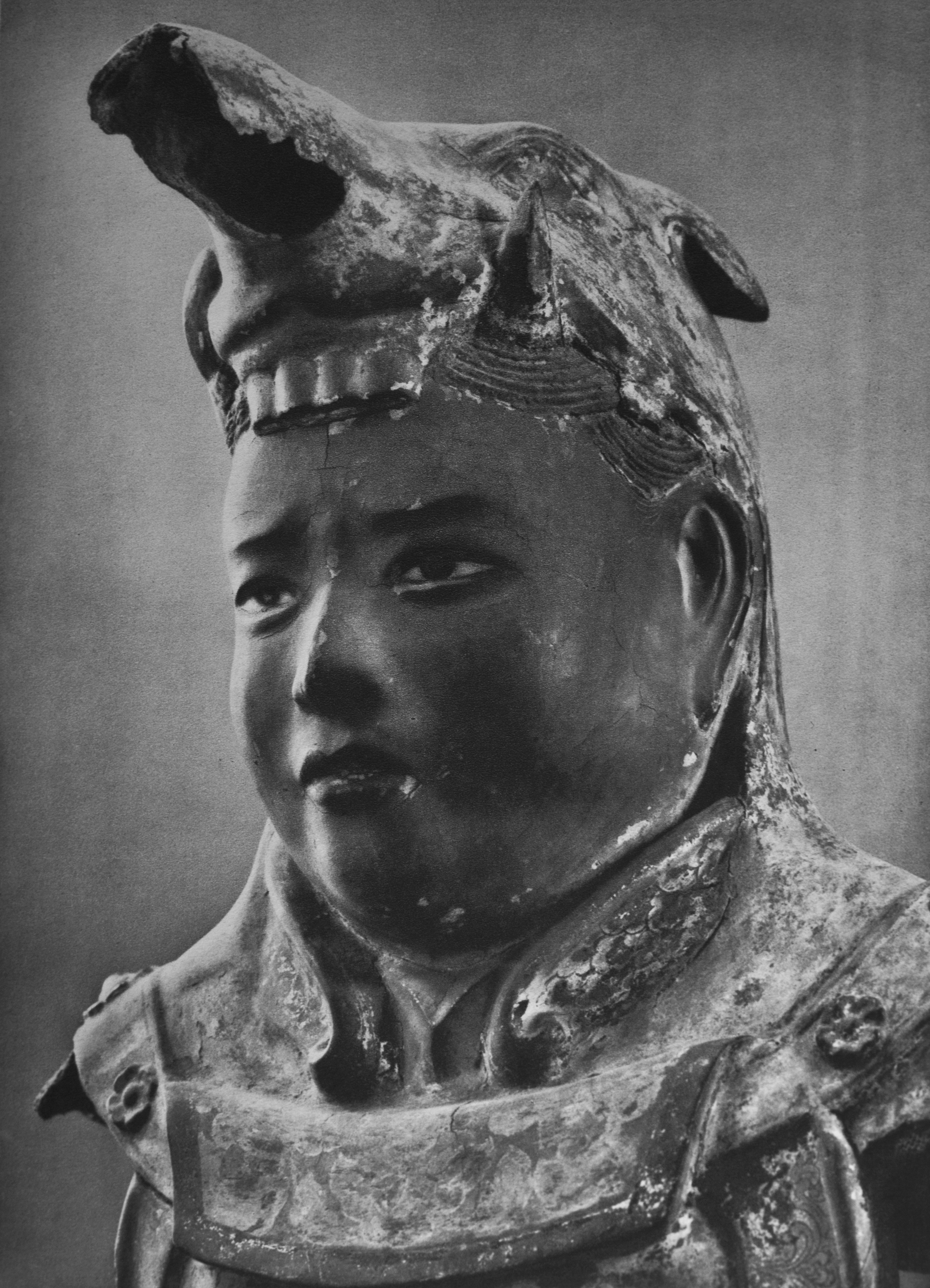
五部浄像（八部衆のうち）

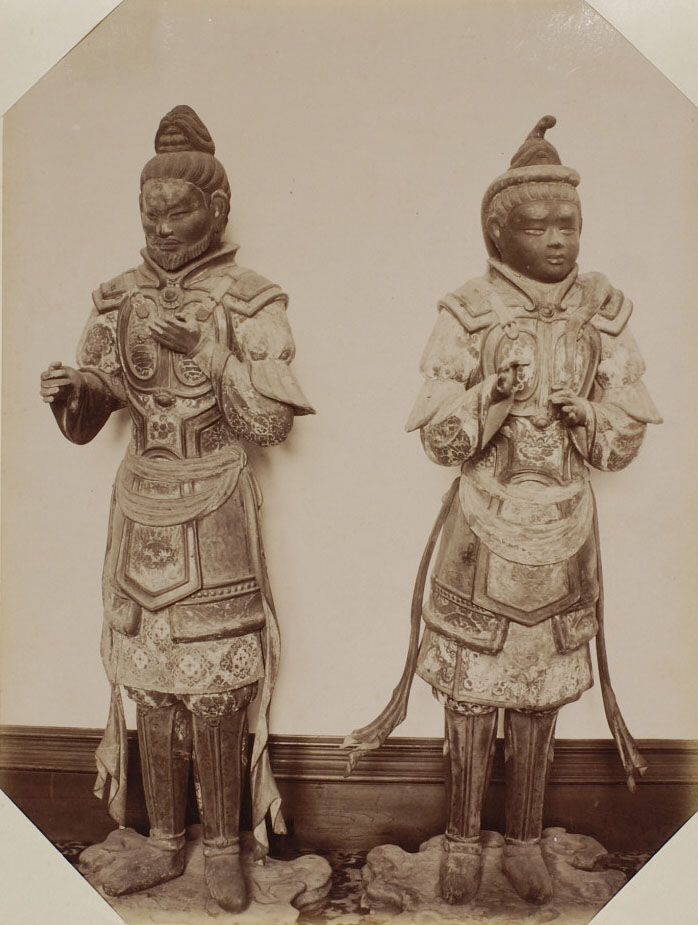
八部衆のうち畢婆迦羅（左）と沙羯羅

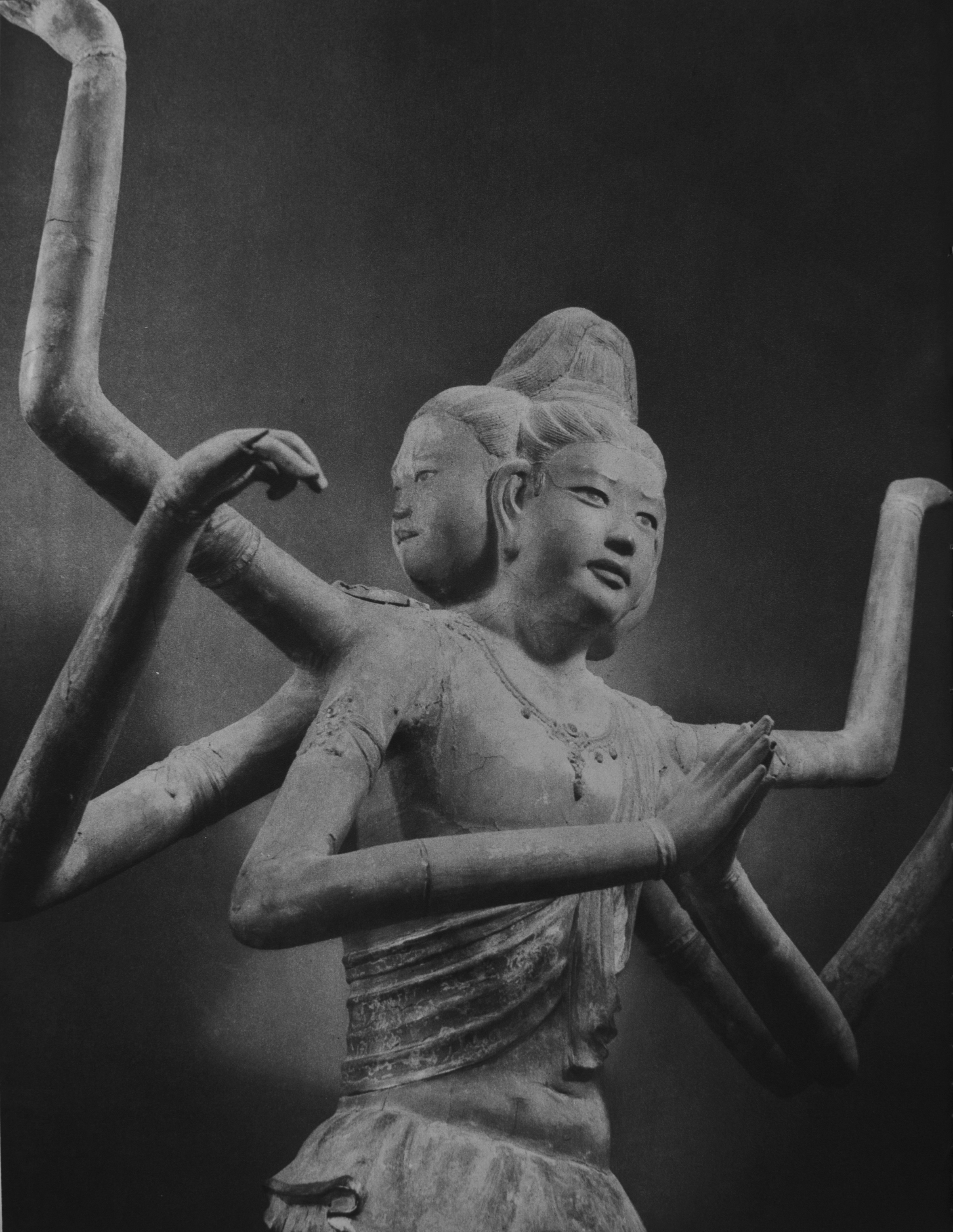
阿修羅

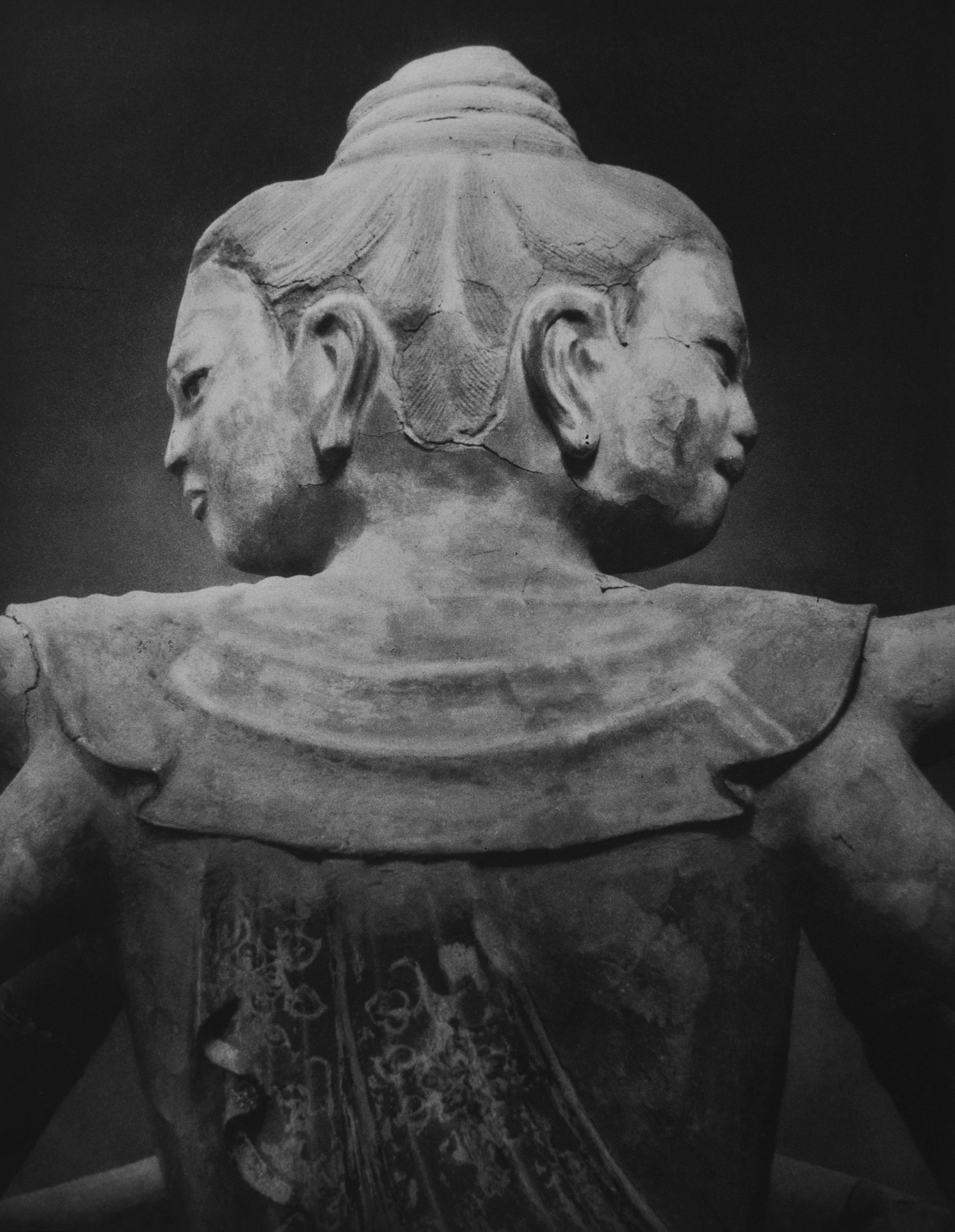
阿修羅（背面）

乾漆八部衆立像 8躯（国宝館所在）（国宝）　
奈良時代、天平6年（734年）。8体のうち三面六臂の阿修羅像が著名である。像高 五部浄（ごぶじょう）50.0cm（現存部）、沙羯羅（さから）154.5cm、鳩槃荼（くばんだ）150.5cm、乾闥婆（けんだつば）148.0cm、阿修羅153.4cm、迦楼羅（かるら）149.0cm、緊那羅（きんなら）152.4cm、畢婆迦羅（ひばから）155.4cm
八部衆像8躯は、西金堂に安置された釈迦集会（しゅえ）群像の一部であった。8躯のうち三面六臂の阿修羅像は特に著名である。現存する八部衆像と十大弟子像については、西金堂創建時の作品とするのが一般的だが、額田寺（現在の大和郡山市・額安寺）から移された像であるとする説もある。京都国立博物館本「興福寺曼荼羅図」の西金堂の部分を見ると、八部衆像8躯は本尊釈迦如来の前方左右と後方左右に2躯ずつ配置されていたことがわかる。正倉院文書の「造仏所作物帳」には、西金堂の造像に携わった工人である仏師将軍万福と画工秦牛養（はたのうしかい）に粮米が支給されたことが記録されている。ただし、西金堂諸仏の作風は、将軍万福という特定人物の個性の発現というよりは、この時代一般の作風とみるべきである。8躯のうち、五部浄像は大破し、胸から上の部分を残すのみである。明治時代の古写真をみると、他の像も修理前にはかなりの損傷をこうむっていた。台座は乾闥婆像と緊那羅像の分が後補である。
八部衆とは「8つの種族」の意で、古代インドの神話伝承に起源を持ち、後に仏教に取り入れられ、仏法の守護神とされた。『法華経』『金光明最勝王経』などに説かれる八部衆は以下のとおりである。
- 天（てん、デーヴァ）サンスクリットで「神」を意味する
- 竜（りゅう、ナーガ）漢訳では「竜（龍）」の字をあてるが、インド神話では蛇神
- 夜叉（やしゃ、ヤクシャ）インド神話に登場する鬼神
- 乾闥婆（けんだつば、ガンダルヴァ）半身半獣の音楽神
- 阿修羅（あしゅら、アスラ）帝釈天に敵対した戦闘の神
- 迦楼羅（かるら、ガルダ）鳥を神格化した半神半鳥の神、金翅鳥（こんじちょう）とも
- 緊那羅（きんなら、キンナラ）半人半獣の歌舞神
- 摩睺羅伽（まごらが、マホーラガ）蛇頭人身の音楽神

興福寺の八部衆像の像名は上記のものとは一部異なっており、8躯の像名は五部浄（ごぶじょう）、沙羯羅（さから）、鳩槃荼（くばんだ）、乾闥婆、阿修羅、迦楼羅、緊那羅、畢婆迦羅（ひばから）となっている。8躯のうち、獅子冠を被る乾闥婆像、三面六臂の阿修羅像、鳥頭人身の迦楼羅像、三眼と一角を有する緊那羅像の4躯は、図像的特色からみて、寺伝の像名が本来の像名と思われるが、五部浄、沙羯羅、鳩槃荼、畢婆迦羅の4躯については、寺伝による名称が本来の像名であるかどうか判然としない。江戸時代の史料である『興福寺濫觴記』には八部衆の個別の像名が記されているが、そこには「五部浄」の名はなく、代わりに「復鉢羅竜王」（または優鉢羅竜王）という名称がみえる。また、他の像名はそれぞれ乾闥婆王、阿修羅王、迦楼羅王、緊那羅王、沙羯羅竜王、鳩槃荼竜王、毘婆迦羅竜王となっている。
- 五部浄像 - 大破し、胸から上の部分を残すのみである。なお、本像の右腕の部分は寺外に流出して民間の所蔵となっていたが、現在は東京国立博物館の所蔵となっている。象頭冠を被り、顔貌は憂いの表情を見せ、十代の少年を思わせる若年の相につくられている。八部衆のうちの「天」に該当するともいうが、定かでない。
- 沙羯羅像 - 眉を寄せ、憂いの表情を見せる若年の相につくられる。頭頂から左肩にかけて蛇が巻き付く。八部衆のうちの竜または摩睺羅伽にあたると推定される。
- 鳩槃荼像 - 開口し、髪を逆立てた形相の像で、八部衆の他の像の静かな表情とは対照的である。8躯のうち本像と迦楼羅像のみ、瞳に黒色の別材を嵌入している。
- 乾闥婆像 - 獅子冠を被り、両目はほとんど閉じている。
- 阿修羅像 - 本像については後述する。
- 迦楼羅像 - 半鳥半人の姿で、首から下は人間と大差ないが、顔貌、特に嘴は完全に鳥として表されている。
- 緊那羅像 - 額に縦に第三の眼があり、額上に一角を有する。
- 畢婆迦羅像 - 他の像と異なって壮年の相につくり、あごひげをたくわえている。西金堂八部衆像の残りの7躯が天、竜、夜叉、乾闥婆、阿修羅、迦楼羅、緊那羅に該当するとすれば、残る本像は蛇神の摩睺羅伽像ということになるが、本像には図像的に蛇を表す要素はなく、摩睺羅伽像とする確証はない[54]。

### 阿修羅像
阿修羅像は三面六臂で、他の像と違って甲冑を着けず、上半身は条帛（じょうはく、襷状の布）を着けるのみである。下半身には裙（くん、下半身に巻くスカート風のもの）を着け、足には板金剛というサンダル状のものを履く。合掌する腕の右前膊（肘から先）の半ばから先は後補である。当初は肉身部と裙が赤、条帛が緑青に彩られていたが、現状では褪色している。
1981年から1985年にかけて、財団法人美術院国宝修理所にて本像の模造が制作された。模造の造形は松永忠興、彩色復元は加藤純子が担当している。加藤の調査により、本像の肉身部はもとは鮮やかな朱色であり、裳や条帛には朱色の地に緑青、群青、臙脂、朱で文様が描かれていたことがあらためて確認され、模造では制作当初の色彩が復元されている。
本像の合掌する2本の腕のうち、右腕の前膊部は、前述のとおり、明治時代の補作である。このことに加え、合掌した両掌の位置が正中線からずれていること、曲げた腕のつくる角度が明治時代の古写真と現状とで異なっていることなどから、「阿修羅像は本来は合掌していなかった」「明治時代の修理によって、合掌する形に改変された」とする説が一部にあった
。しかし、九州国立博物館などの研究チームによって行われた本像のX線CTスキャン画像の解析の結果、制作当初の本像は現状と同じく合掌していたとみられる。曲げた腕のつくる角度が明治時代と現状とで異なっているのは、明治時代の修理で、像の腋の下の部分に木屎漆（こくそうるし、漆に植物繊維を混ぜてペースト状にしたもの）を用いたことが原因であった。
アスラ（阿修羅）は、もともと古代インドの戦闘神・魔神であり、神々と戦った攻撃的な神であった。阿修羅像の作例として、中国では雲崗石窟第10窟の三面四臂像（北魏、5世紀後半）が最古とされている。著名な作例としては、敦煌莫高窟第249窟壁画（西魏、6世紀後半）中の、日月を捧持して立つ四眼四臂の像がある（以上の作例は一般に阿修羅像とみなされているが、異説もある）。日本では、法隆寺五重塔初層の塑像群（711年作）のうち、北面の涅槃群像のうちに阿修羅像があり、これが日本最古の作例である。この阿修羅像は、釈迦の涅槃に立ち会う群衆の一員として静かな表情に表され、左右の第一手は合掌せずに膝上に置いている。一方、三十三間堂の二十八部衆像のうちの阿修羅像（鎌倉時代作）は眉を吊り上げ、髪を逆立て、開口し怒号する姿に表される。『北野天神縁起絵巻』（承久本、鎌倉時代）や聖衆来迎寺本『六道絵』（鎌倉時代）中に描かれる阿修羅は、赤色身で、弓矢を持って帝釈天らの神々の軍勢と戦う、戦闘神としての姿に表されている。これに対し、興福寺の阿修羅像は少年のような風貌で、わずかに眉をひそめた静かな表情に表され、戦闘神の面影はない。
2009年、東京国立博物館と九州国立博物館にて「興福寺創建1300年記念 国宝 阿修羅展」と題する展覧会が開催され、両館で計165万人以上という空前の入場者数を記録した。阿修羅像は、近代以降、多くの文学者や知識人によってエッセーや評論で言及され、和歌に詠まれてきた。堀辰雄は、1941年10月、当時奈良国立博物館に寄託展示されていた阿修羅像に目を留め、その表情について「何処か遥かなところを、何かをこらえているような表情で、一心になって見入っている」「なんというういういしい、しかも切ない目ざしだろう」と描写している（出典:『大和路・信濃路』）。白洲正子は随筆の中で阿修羅像の表情に言及して「紅顔の美少年が眉をひそめて、何かにあこがれる如く遠くの方をみつめている」といい、6本の腕については「その蜘蛛のように細くて長い六臂の腕も、不自然ではなく、見る人にまつわりつくように色っぽい」と評している（出典: 随筆集『両性具有の美』）。
このように、単独で言及されることの多い阿修羅像であるが、本来は興福寺西金堂に安置されていた、20数体の仏像から構成される釈迦浄土の群像の中の1体である。京都国立博物館本「興福寺曼荼羅図」を見ると、阿修羅像は西金堂本尊釈迦如来像の向かって左後方に立っていた。西金堂の諸仏は、前述のように、『金光明最勝王経』「夢見金鼓懺悔品」に基づき造像されたものである。本来戦闘神である阿修羅が憂いを帯びた静かな表情に表されているのは、「夢見金鼓懺悔品」の所説に基づき、阿修羅が懺悔し仏法に帰依した姿を表現したためであると解釈されている。

### 十大弟子像

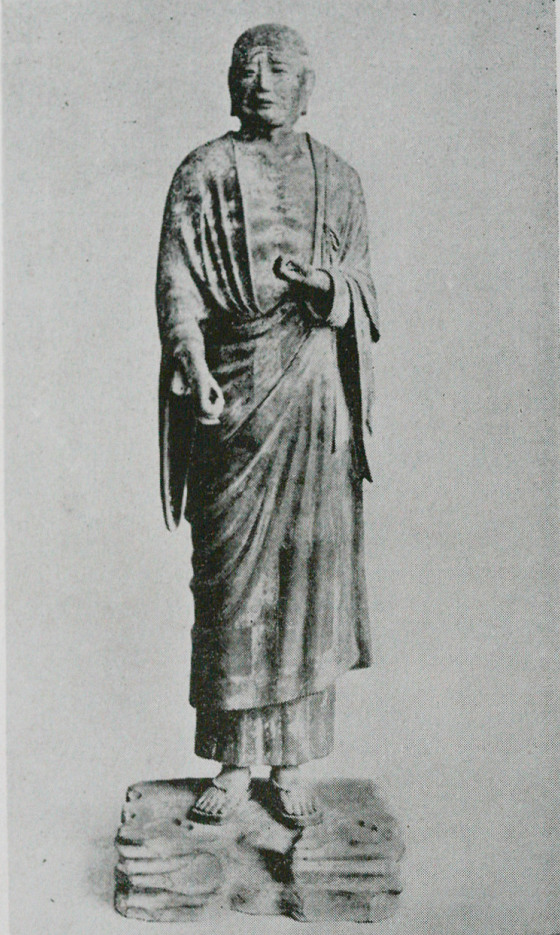
十大弟子のうち富楼那

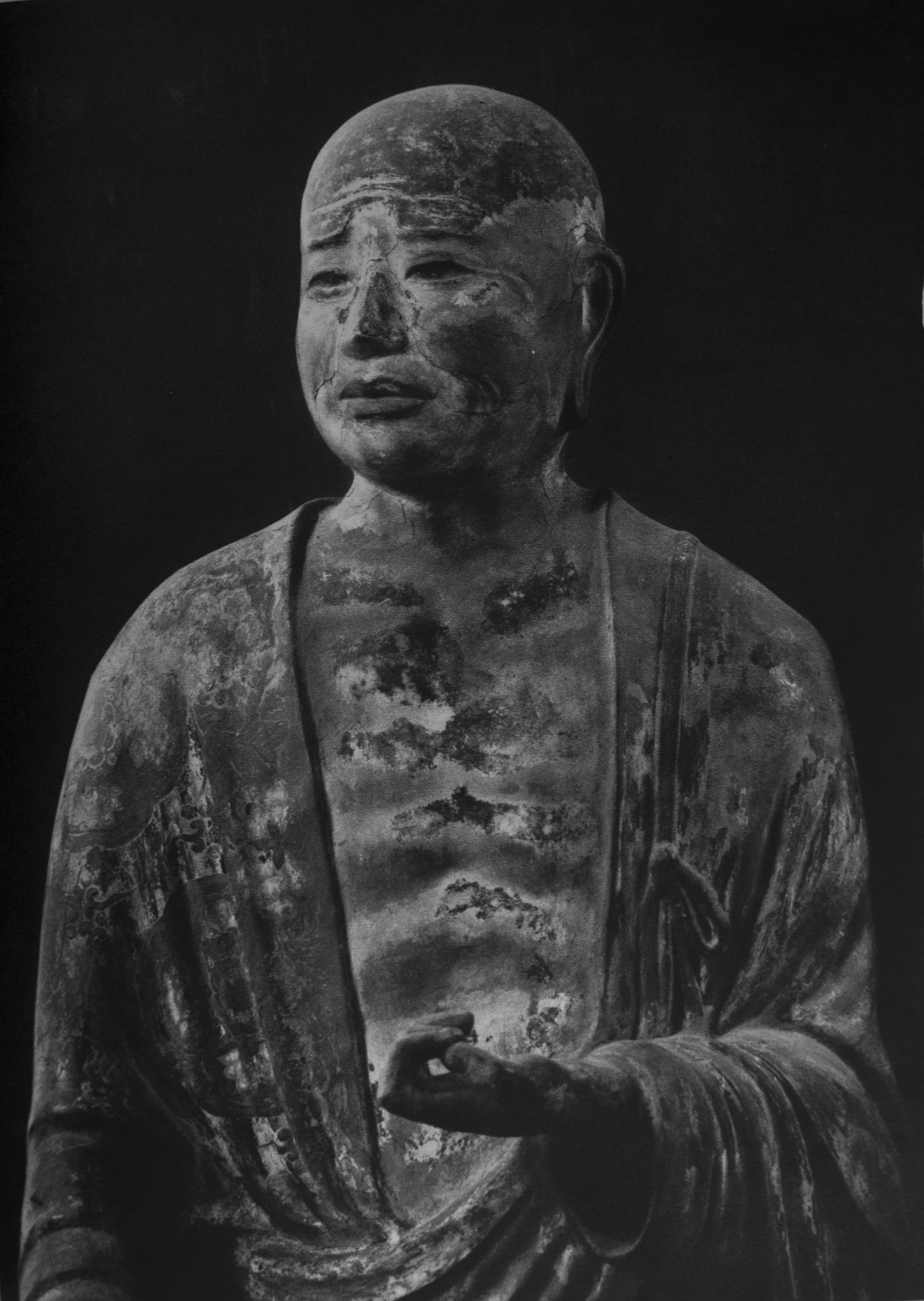
富楼那（上半身）

乾漆十大弟子立像 6躯（国宝館所在）（国宝）
奈良時代、天平6年（734年）。像高 富楼那（ふるな）148.7cm、迦旃延（かせんねん）144.3cm、羅睺羅（らごら）149.4cm、舎利弗（しゃりほつ）152.7cm、目犍連（もくけんれん）148.0cm、須菩提（しゅぼだい、すぼだい）147.5cm　
八部衆像と同様、西金堂に安置された釈迦集会（しゅえ）群像の一部であった。八部衆像と同様、西金堂創建時の作品とするのが一般的だが、額田寺（現在の大和郡山市・額安寺）から移された像であるとする説もある。京都国立博物館本「興福寺曼荼羅図」の西金堂の部分を見ると、十大弟子像は本尊釈迦如来の後方左右に5躯ずつ配置されていたことがわかる。現在、興福寺にあって国宝に指定されているのは6躯だが、当初は当然ながら10躯の群像であったもので、明治時代前半までは残りの4躯も、破損が甚だしいとはいえ、寺内に残っていた（これら4躯については後述）。
興福寺の十大弟子像は、『維摩経』「弟子品」に基づき、以下の10名の像とされている。
- 舎利弗（しゃりほつ、シャーリプトラ、サーリプッタ）智慧第一
- 目犍連（もくけんれん、マハーマウドガリヤーヤナ、マハーモッガラーナ）神通第一
- 大迦葉（だいかしょう、マハーカーシャパ、マハーカッサパ）頭陀（苦行）第一
- 須菩提（しゅぼだい、スブーティ）解空第一、無諍第一
- 富楼那（ふるな、プールナマイトラーヤニープトラ、プンナマンターニープッタ）説法第一
- 迦旃延（かせんねん、マハーカートゥヤーヤナ、マハーカッチャーナ）論議第一
- 阿那律（あなりつ、アニルッダ、アヌルッダ）天眼第一
- 優波離（うばり、ウパーリ）持律第一
- 羅睺羅（らごら、ラーフラ）戒行、密行第一
- 阿難陀（あなんだ、アーナンダ）多聞第一

現在、興福寺に残り国宝に指定されている6躯は舎利弗、目犍連、須菩提、富楼那、迦旃延、羅睺羅とされており、残りの4躯、すなわち大迦葉、阿那律、優波離、阿難陀にあたる像は明治期に寺外に流出した。
現存する6躯はいずれも法衣の上に袈裟を着して直立するが、衣の種類や着装法、衣文の表し方などに変化をつけており、面相も各像の年齢や表情に差をつけ、像主の個性を表現している。法衣は筒袖のものと広袖のものがあり、富楼那像は筒袖と広袖の両方を着している。6躯の中で迦旃延像のみが右肩を露わにしている。他の像も袈裟の着け方に偏袒右肩と通肩の違いがあり、須菩提と羅睺羅は袈裟を通肩に着す。舎利弗像の左腕は心木を残すのみで欠失し、目犍連像は両手首から先を欠失する。主な後補箇所としては、舎利弗と富楼那の履物、迦旃延の右前膊などがある。洲浜座は目犍連と富楼那の分が後補である。現在の像名は必ずしも当初の像名とは限らない。たとえば、羅睺羅像は目を閉じていることから、本来は盲目の阿那律の像として造られた可能性がある。
明治25年（1892年）以前に撮影されたとみられる興福寺の古写真には、十大弟子像のうち、寺外に流出した4躯に該当する、破損の激しい残欠2躯と心木2躯分が写っている。このうち、心木1躯分は東京芸術大学の所蔵となっている（大正2年、1913年購入）。これは衣の裾と足の部分がかろうじて残るのみで、像表面はほとんど失われ、心木のみが残っているが、乾漆像の像内構成を知るうえで貴重な資料である。東京の大倉集古館には明治末期に竹内久一によって修理、補作された優波離像と伝える1躯があったが、関東大震災で焼失した。昭和5年（1930年）に刊行された『古美術研究資料』（三浦秀之助偏、山中箺篁堂）という書籍に写真が掲載された1躯があるが、これは前述の古写真に写っている残欠の欠失部を大正11年（1922年）に武藤山治が資金を出して菅原大三郎が修理、補作したものである。この像は個人蔵で、2000年に大倉集古館で開催された「拈華微笑」という展覧会に出品された後、2014年3月にニューヨークで行われたクリスティーズのオークションに出品され66万5千ドルで落札された。他に、大阪市立美術館に旧田万コレクションの乾漆像の頭部があり、興福寺十大弟子像の1体とみられている。

### その他の旧西金堂諸仏

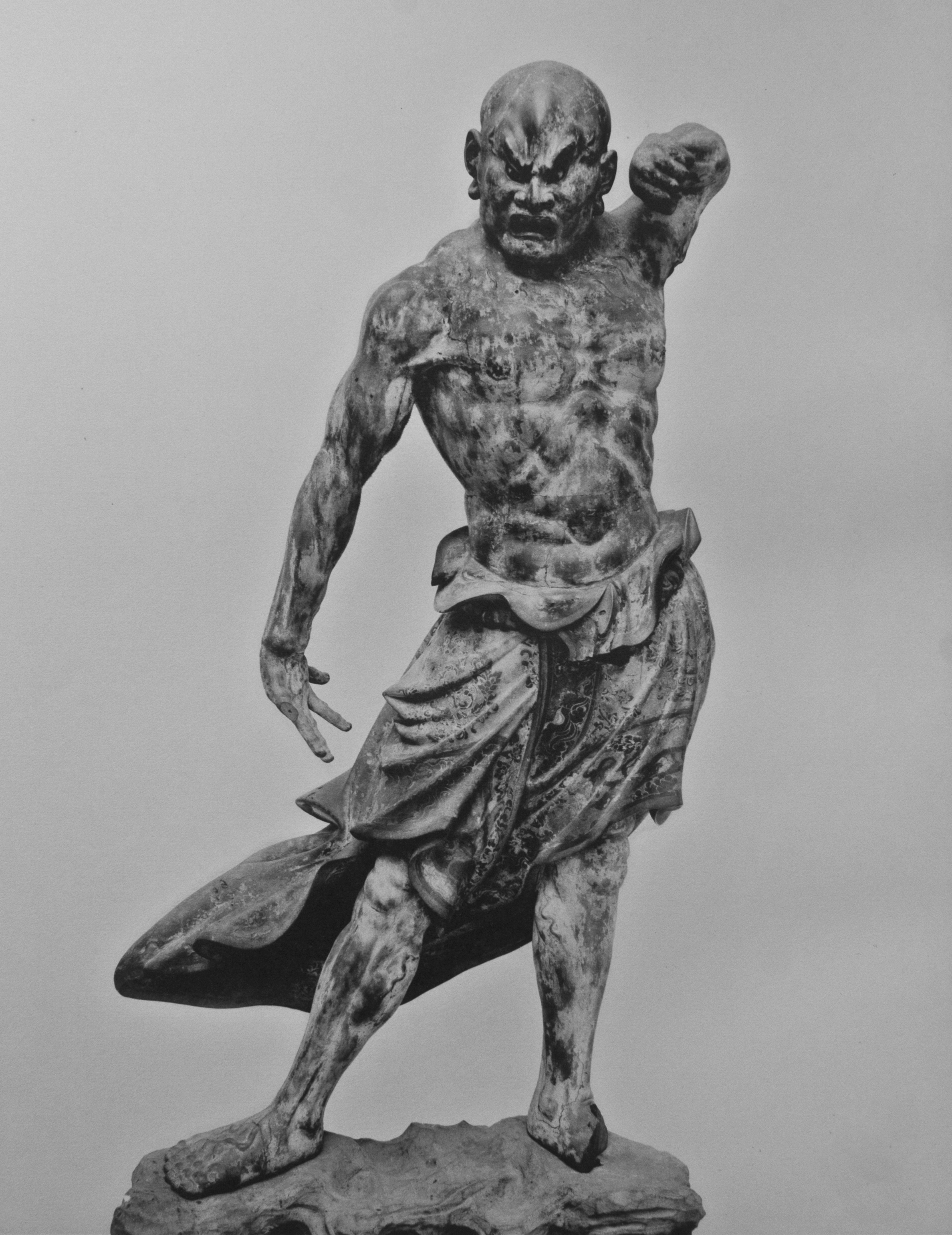
金剛力士（阿形）

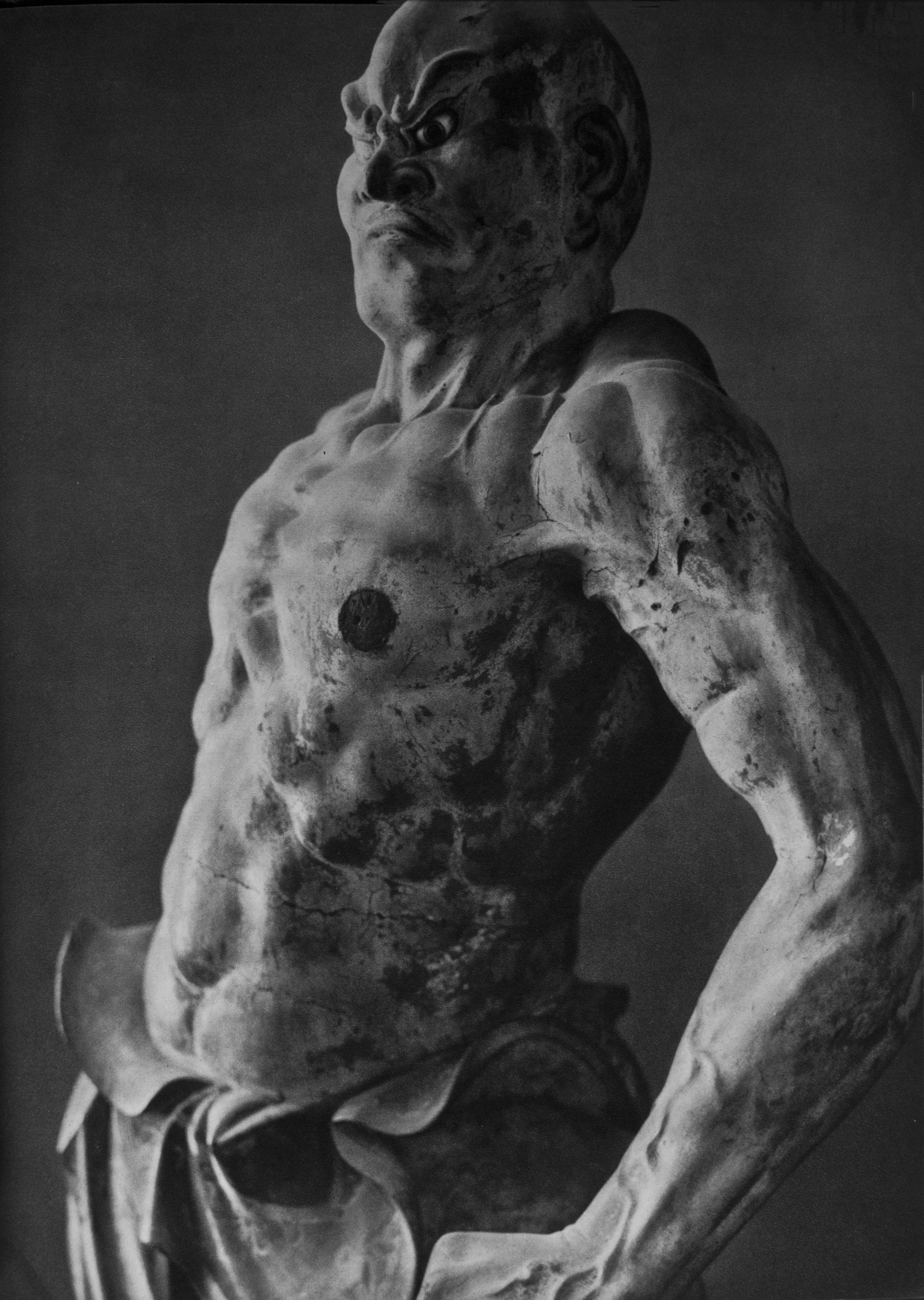
金剛力士（吽形）

木造金剛力士立像 2躯（国宝館所在）（国宝）
鎌倉時代。像高 阿形154.0cm、吽形153.7cm
もと西金堂に安置されていた一対の仁王像で、鎌倉復興期の作である。寺門を守護する仁王像と異なり、仏堂に安置されていたものなので、像高は1.5メートル強と小型である。2躯ともにヒノキ材の寄木造で玉眼（眼の部分に水晶を嵌入する技法）を用いる。開口する阿形（あぎょう）像の腰裳、口を閉じる吽形（うんぎょう）像の脛などには塑土を盛り上げている。肉身部は阿形像は朱色、吽形像は白色に塗り、両像の腰裳には彩色と截金によって文様を表す。寄木造の像では前後左右に材を寄せるのが一般的だが、本像は上半身と下半身を別材で造っており、これは激しい身振りを表現するための工夫とみられる。阿形像の左足先、吽形像の右手首から先と乳頭などを欠失する。
江戸時代の『興福寺濫觴記』には、本像は春日大仏師定慶の作で、正応元年（1288年）、大仏師善増と大仏師観実が修理した旨の記載がある。大正2年（1913年）の修理時に吽形像の像内から見出された紙本墨書の修理銘にも作者、修理者、修理時期について同様の記載があった。像は緊張した筋肉や血管の浮き出るさまを写実的に表現しているが、吽形像の体勢には破綻も指摘されている。作者は、寺伝のように定慶の作とする確証はなく、定慶周辺の仏師の作と考えられている。東金堂の十二神将像のうち伐折羅大将像との顔貌の類似が指摘されている。
木造天燈鬼・龍燈鬼立像（国宝館所在）（国宝）
龍燈鬼は鎌倉時代、建保3年（1215年）康弁作。天燈鬼は鎌倉時代、作者不明（康弁またはその周辺の作）。像高 天燈鬼78.2cm、龍燈鬼 77.8cm
もと西金堂に安置されていた一対の鬼形像である。ともにヒノキ材の寄木造で玉眼（眼の部分に水晶を嵌入する技法）を用いる。天燈鬼像は三眼を有し、腰に獣皮の腰巻を着ける。左肩に乗せた燈籠を左手で支え、腰を左にひねり、右手は拳をつくって外方に突き出し、体のバランスをとっている。龍燈鬼像は褌を着け、腕組みをして直立し、体には龍が巻き付く。頭上に乗せた燈籠を上目使いで見上げている。両像の顎には植毛の跡があり、龍燈鬼は眉に銅板、牙に水晶、龍の鰭（ひれ）に革を用いるなど、木材以外の材料を使用している。天燈鬼像は開口、龍燈鬼は閉口で阿吽の一対をなす。もと天燈鬼像は朱色、龍燈鬼像は緑色に塗られていたが、現状は彩色がほとんど剥落している。
中金堂・西金堂が享保2年（1717年）に焼失した際の記録である『享保丁酉日次記』には、この時焼け残った像として「天燈龍燈」が挙げられており、これが本像に該当する。同記録には、龍燈鬼像の像内に「建保三年法橋庚弁作」（「庚」は原文ママ）の書付のある紙片があったと記載されているが、この書付の存在は現在確認できない。
木造仏頭（附 仏手2箇）（国宝館所在）（重要文化財）
鎌倉時代、文治5年（1189年）頃、運慶作とする説がある。総高98.0cm
如来像の頭部のみが残ったもので、前後の材の矧面（はぎめん）に「西金堂釈迦」の墨書があることが修理時に確認されている。鎌倉復興期に造られた西金堂本尊釈迦如来像の頭部で、享保2年（1717年）の西金堂焼失時に救い出されたものと推定される。同じ像のものと思われる仏手2箇も現存する。2箇とも手首から先の部分のみが残り、親指以外の指を折損する。
『類聚世要抄』という史料に西金堂釈迦像を運慶が造立したことが記されることから、この仏頭がそれに該当し、運慶の作である可能性が高い。ただし、同時期の運慶作品との作風の相違などから、現存する仏頭を運慶と結び付けることには、なお慎重な意見もある。
木造飛天・化仏 11躯（飛天8、化仏3）（国宝館所在）（重要文化財）　
鎌倉時代、文治5年（1189年）頃。総高 飛天35.0〜 62.0cm、化仏 30.8〜 36.7cm
上述の木造仏頭と同様、西金堂の遺物とされるもので、西金堂本尊釈迦如来像の光背に附属していたものと推定される。飛天8躯と如来形の化仏（けぶつ）3躯が現存する。
- 金剛力士（吽形）

## 北円堂の仏像

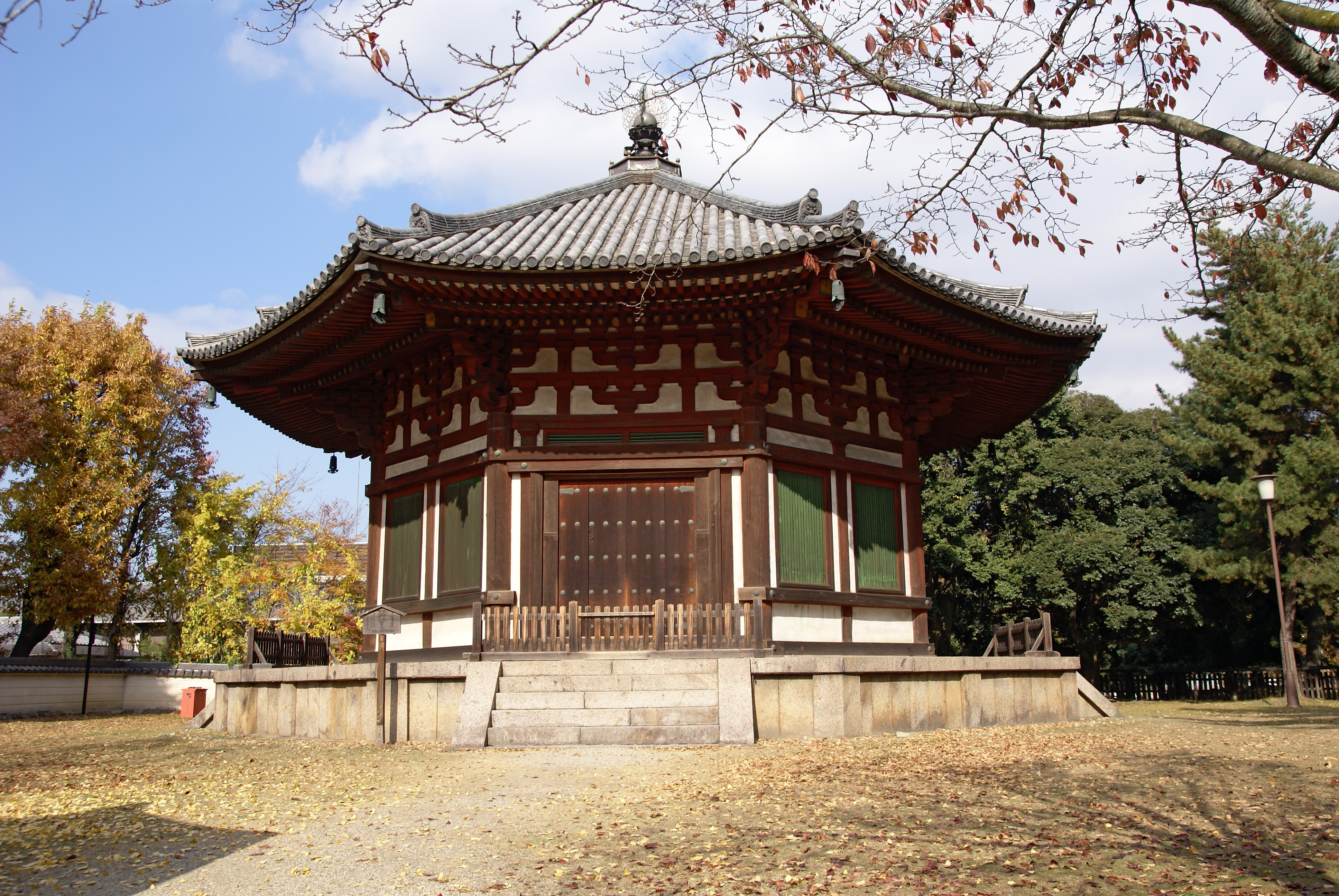
北円堂

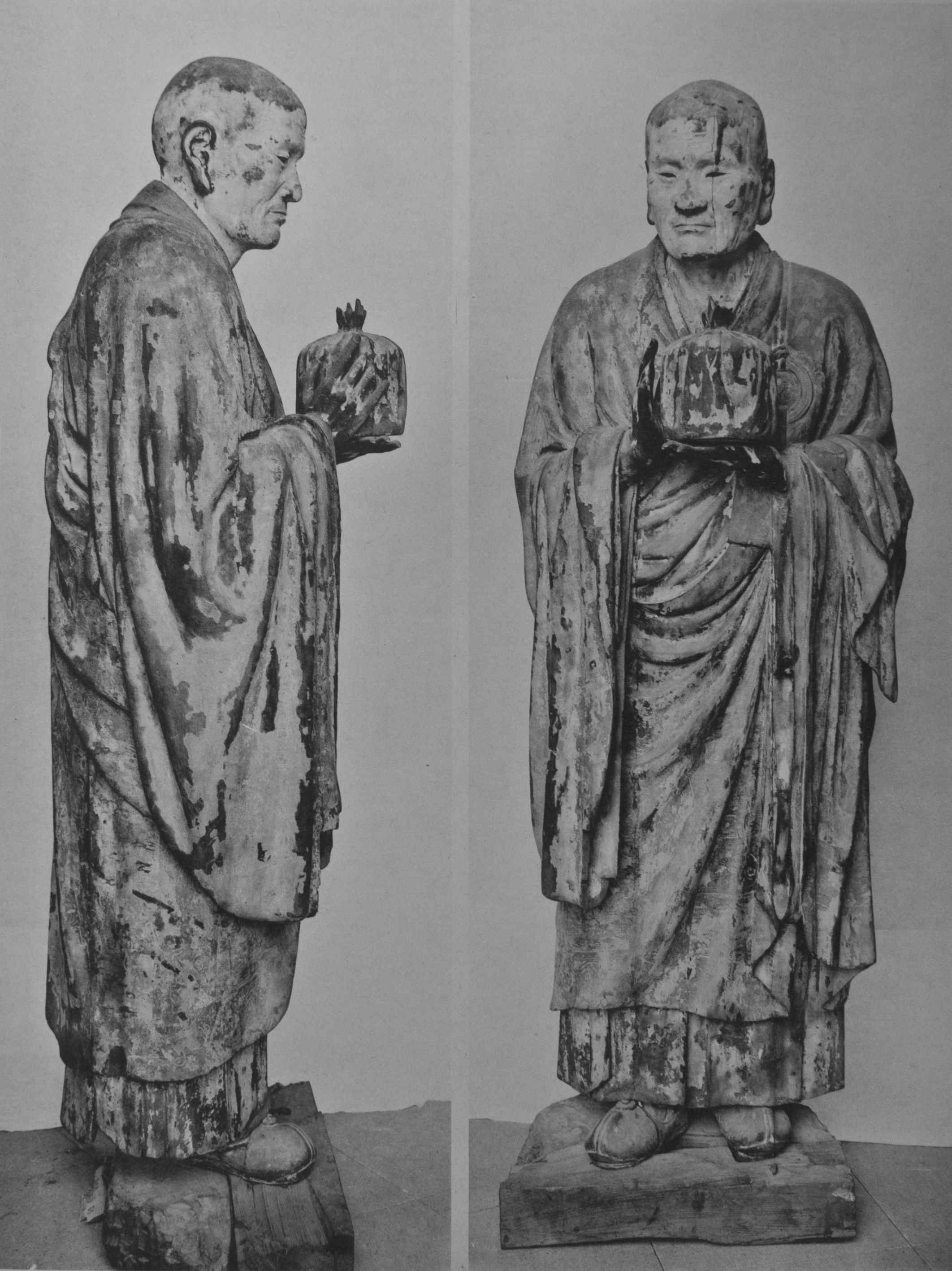
無著

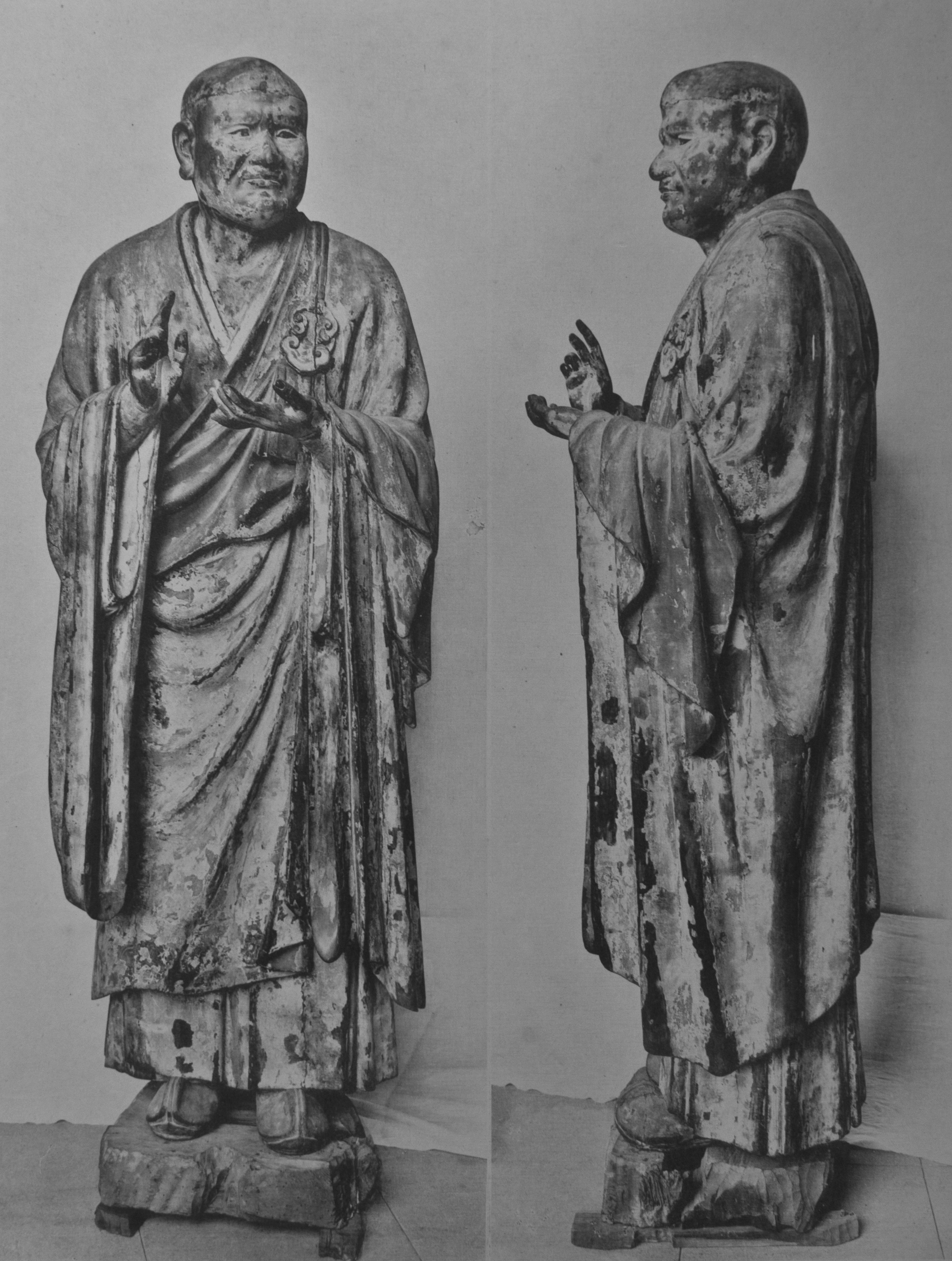
世親

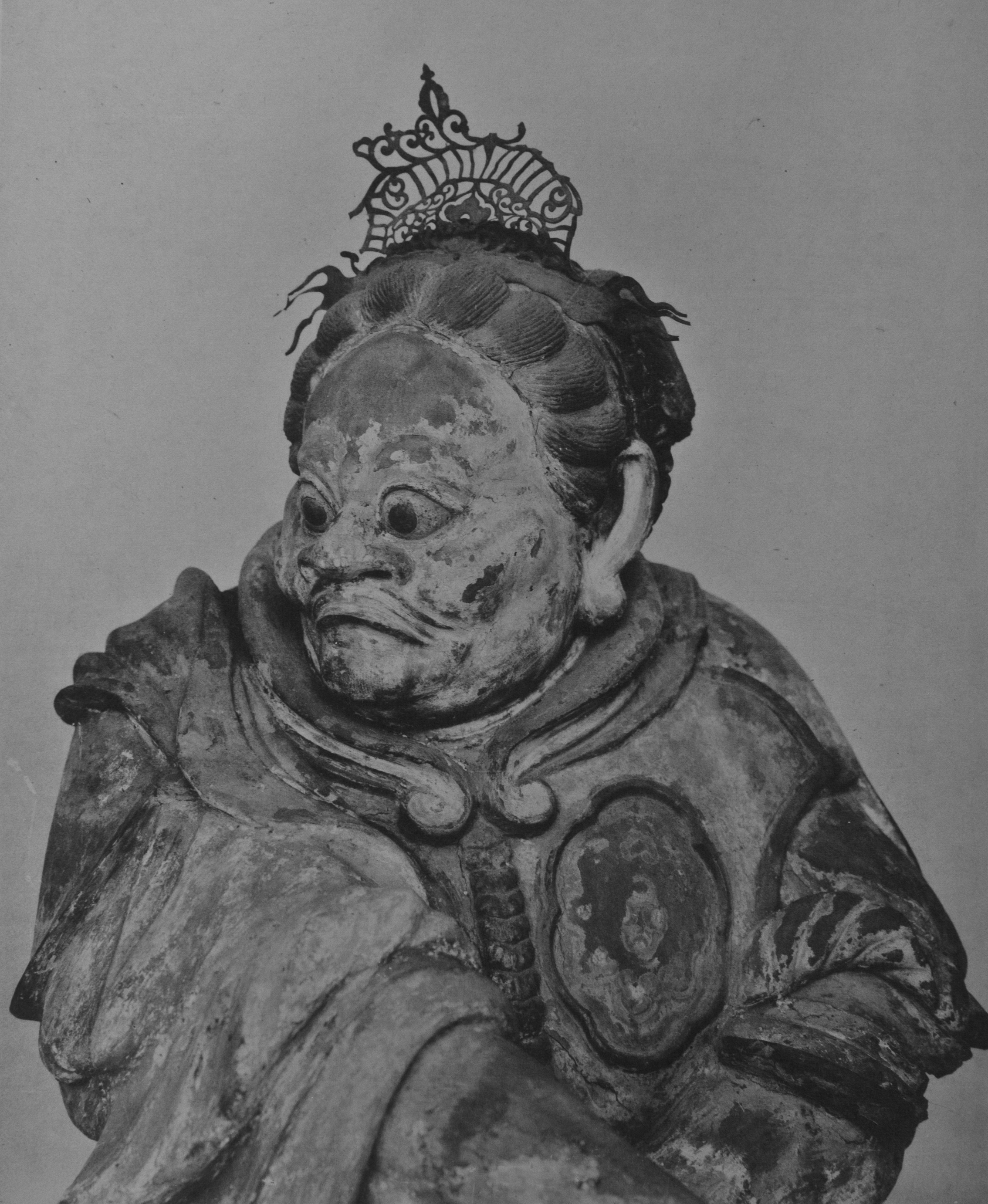
北円堂四天王のうち持国天

### 北円堂の概要
北円堂（ほくえんどう）は、中金堂の西側に建てられた八角円堂である。後に南円堂が建てられてからは北円堂と呼ばれるようになった。『興福寺流記』に引く「宝字記」「延暦記」によれば、藤原不比等の菩提のため、元明太上天皇と元正天皇によって、不比等の一周忌にあたる養老5年（721年）に、長屋王に命じて建立させたものである。
北円堂は永承元年（1046年）の大火には焼け残ったが、その3年後の永承4年（1049年）に焼失。再建されるが、治承4年（1180年）の平重衡の兵火で焼失。現在の建物は承元4年（1210年）頃の再建である。嘉暦2年（1327年）と享保2年（1717年）の大火には焼け残り、三重塔とともに興福寺でもっとも古い現存建物である。
「延暦記」によれば、当初の安置仏は弥勒仏像、両脇侍像、羅漢2体、四天王像の9体であった。治承の兵火により、これら当初の安置仏は焼失しているが、弥勒仏を中心とする9体から成る構成はその後も継承されている。うち羅漢2体は、現在は無著・世親像と呼ばれている。
現存する北円堂は、堂内中央部を8本の柱で囲まれた須弥壇とし、中央に本尊弥勒仏坐像、その左右に脇侍の法苑林菩薩坐像と大妙相菩薩坐像を安置する。本尊の後方左右には無著・世親立像が立ち、須弥壇の隅には四天王立像4体が各々外側を向いて立つ。弥勒仏、無著、世親の3体は鎌倉復興期、運慶一門の作。両脇侍像は室町時代の作である。四天王像は平安時代初期の木心乾漆造で、大安寺から移されたものである。
『猪熊関白記』の記載から、北円堂の諸仏（9体）は、治承の兵火後、運慶を中心とする11名の仏師と5人の供奉仏師によって、承元2年（1208年）から造立に着手されたことがわかる。昭和9年（1934年）の修理時には弥勒仏の台座内部から各像の担当仏師を記した墨書が発見された。この墨書によれば、弥勒仏は源慶と□慶（静慶か）、法苑林菩薩は運覚、大妙相菩薩は判読不能（□運）、四天王は持国天、増長天、広目天、多聞天の順に湛慶、康運、康弁、康勝が担当したことがわかる。無著像と世親像の担当仏師の部分は判読困難だが、無著像については運助、世親像については運賀または運勝と推定されている。源慶、静慶、運覚は運慶の弟子であり、湛慶、康運、康弁、康勝、運賀、運助はそれぞれ運慶の長男、二男、三男、四男、五男、六男である。これら9体の仏像は、運慶が全体の制作を統括し、工房の仏師を率いて制作したものである。これら9体の諸仏のうち運慶一門の作品が現存するのは、前述のとおり弥勒仏、無著、世親の3体のみである。四天王像については、現在南円堂に安置される一具を本来の北円堂像とみなす説もあるが、確証はない。

### 個別解説
木造弥勒仏坐像（国宝）
鎌倉時代、建暦2年（1212年）頃、運慶工房作。像高141.9cm
正式の国宝指定名称は次のとおり。
木造弥勒仏坐像 運慶作（北円堂安置） 一躯
像内に木造弥勒菩薩立像一躯、建暦二年奉籠弥勒像願文一巻（以上黒漆塗厨子入）、木製五輪塔二枚一具、建暦二年宝篋印陀羅尼経一巻、水晶珠一顆を納める 台座内枠に源慶、静慶、湛慶、康運、康弁、康勝、運助、運勝等の仏師名がある
本像は北円堂の須弥壇中央に本尊として安置される。『猪熊関白記』の記載と、台座墨書から、建暦2年（1212年）、運慶一門による造像であることが明らかである。台座墨書によれば、本像を主に担当したのは上座大仏師の源慶と□慶（静慶または浄慶）である。カツラ材の寄木造で、本体の主要部は前後左右の4材から彫出する。本体は指の一部を後補するのみで、造像当初の姿をよく残す。光背は後補。台座は裳懸部を後補するほか、おおむね当初のものである。像内は、地付から20センチほど上、膝頭の高さに棚板があって、像底を塞いでいる。このように像底近くに棚板状のものを設けるのは運慶派の特徴的な技法で、像内納入品を保持するための工夫とみられる。本像の内部には後述の納入品があることが1934年の修理時に確認されているが、これらの納入品は修理後にすべて像内に元通りに納められたため、写真でしか見ることができない。
像内には木造弥勒菩薩立像1躯、建暦二年奉籠弥勒像願文（がんもん）1巻（以上黒漆塗厨子入）、木製五輪塔2枚一具、建暦二年宝篋印陀羅尼経1巻、水晶珠1顆（か）が納入されている。水晶珠は木製蓮台付きで、像内の胸の高さに固定されており、心月輪（しんがちりん）すなわち像の魂にあたるものである。頭部内面には木製の台の上に板状の五輪塔2枚を立て、この2枚に挟まれる形で小型の厨子（高さ11センチ）があり、厨子内には像高7センチの木造弥勒菩薩立像と建暦二年奉籠弥勒像願文1巻がある。厨子の脇に宝篋印陀羅尼経1巻を立てる。願文によれば、前述の弥勒菩薩像は、専心という僧が日頃所持していた仏像を納めたもので、像の頭部内には唐招提寺の舎利を納めるという。
木造無著・世親立像（国宝）
鎌倉時代、建暦2年（1212年）頃、運慶工房作。像高 無著194.7cm、世親191.6cm
北円堂内、本尊弥勒仏の後方左右に立つ2躯の僧形像で、運慶工房の作である。左（向かって右）が無著、右（向かって左）が世親である。無著（アサンガ）と世親（ヴァスバンドゥ）は4世紀のガンダーラ（現在のパキスタン）で活動した兄弟の唯識学者で（無著が兄）、法相宗寺院である興福寺では祖師として尊ばれている。弥勒仏像の台座反花内面墨書には無著・世親像の担当仏師の名も書かれているが、肝腎の仏師名の部分は字が薄れ、判読困難である。世親像の担当仏師名は「運賀」または「運勝」と読めるとされ、無著像の担当仏師名は字が薄れているが、「運助」と読める可能性があるという。運賀、運助は、それぞれ運慶の五男・六男とされている。
無著像は頭・体の主要部分をカツラの一材から造り、体部両側面・背面に別材を矧ぐ。玉眼（眼の部分に水晶を嵌入する技法）を入れるため、面部をいったん仮面状に割り放している。世親像はカツラ材の寄木造で、頭・体の主要部を前後2材から造り、体部両側面と頭頂部に別材を矧ぐ。眼には玉眼を嵌入する。両像とも布貼り下地に黒漆、錆漆を塗布した後、白土地彩色を施すが、彩色はほとんど剥落している。両像の台座は大正時代の後補である。両像とも法衣に袈裟を着用し直立する同様のポーズに造るが、顔貌、衣文、袈裟の吊環の形状などに相違がある。無著は両手で持物（布で包んだ箱状のもの）を捧持する。世親像は現状は持物がないが、両手の構え方からみて、無著像同様に何らかの持物を捧持していたと思われる。これらの持物については、弥勒下生時に供養する仏舎利（無著の持物）と仏塔であるとする説がある。
両像は鎌倉時代彫刻の代表作として早くから著名であり、明治時代には岡倉覚三（天心）が当時の彫刻家に命じて両像の模造を造らせている。模造は東京国立博物館蔵で、無著像は明治24年（1891年）竹内久一作、世親像は明治26年（1893年）山田鬼斎作である。
木心乾漆四天王立像（北円堂）（国宝）
平安時代、延暦10年（791年）。像高 持国天136.6cm、増長天125.0cm、広目天139.7cm、多聞天134.7cm
北円堂須弥壇上の四隅に、それぞれ外方を向いて立つ四天王像である。増長天と多聞天の台座框（かまち）の天板裏に修理銘があり、それによると、この四天王一具は延暦10年（791年）の作で、もとは大安寺にあり、弘安8年（1285年）に興福寺の経玄得業が修理したものである。
各像は木で概形を造り、木屎漆（こくそうるし）を盛り上げて形成した木心乾漆造である。各像の持物（じもつ）はすべて失われており、そのために現状では各像の両腕の構えが不自然にみえる。持国天は右腕を上にして体の前で両腕を交差させており、元は右手に持った剣を地面に突き立てていたものとみられる。増長天は体の右側に三叉戟を立て、これに両手を添えていたものとみられる。広目天は右手を腰に当て、左手は高く挙げて持物を持っていたとみられる。多聞天は右手を高く挙げ、左手は体側に下げる。右手には通例どおり宝塔を捧持していたとみられる。各像のひるがえった袖や天衣の遊離部などは鉄心に乾漆を被せて形成している。甲などの細部は乾漆造で形成されているが、肉身部は乾漆が薄く、木彫に近い。像の彩色は前述の弘安8年の修理時のものとみられる。各像の体躯は太造りで、平安時代初期の特色を示す。持国天像の口を「へ」の字に結び、眼球が突出するかのような顔貌表現に特色がある。大分・永興寺の四天王像（元亨元年・1321年、康俊作、香川・鷲峰寺の四天王像（南北朝時代）は、各像の図像的特色が北円堂四天王に一致しており、北円堂像の写しであることが明らかである。

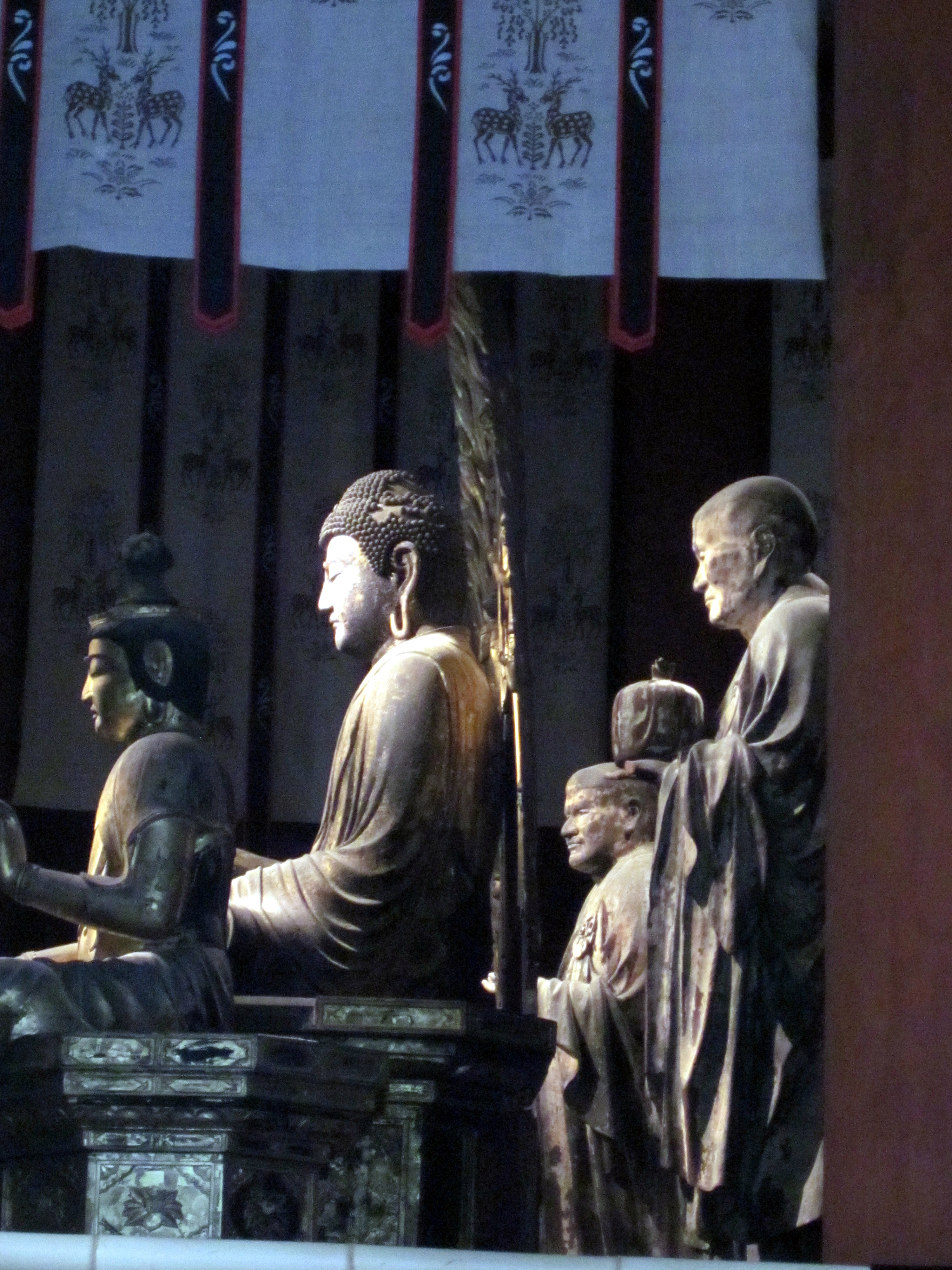
右から無著像、世親像、弥勒仏像、法苑林菩薩像
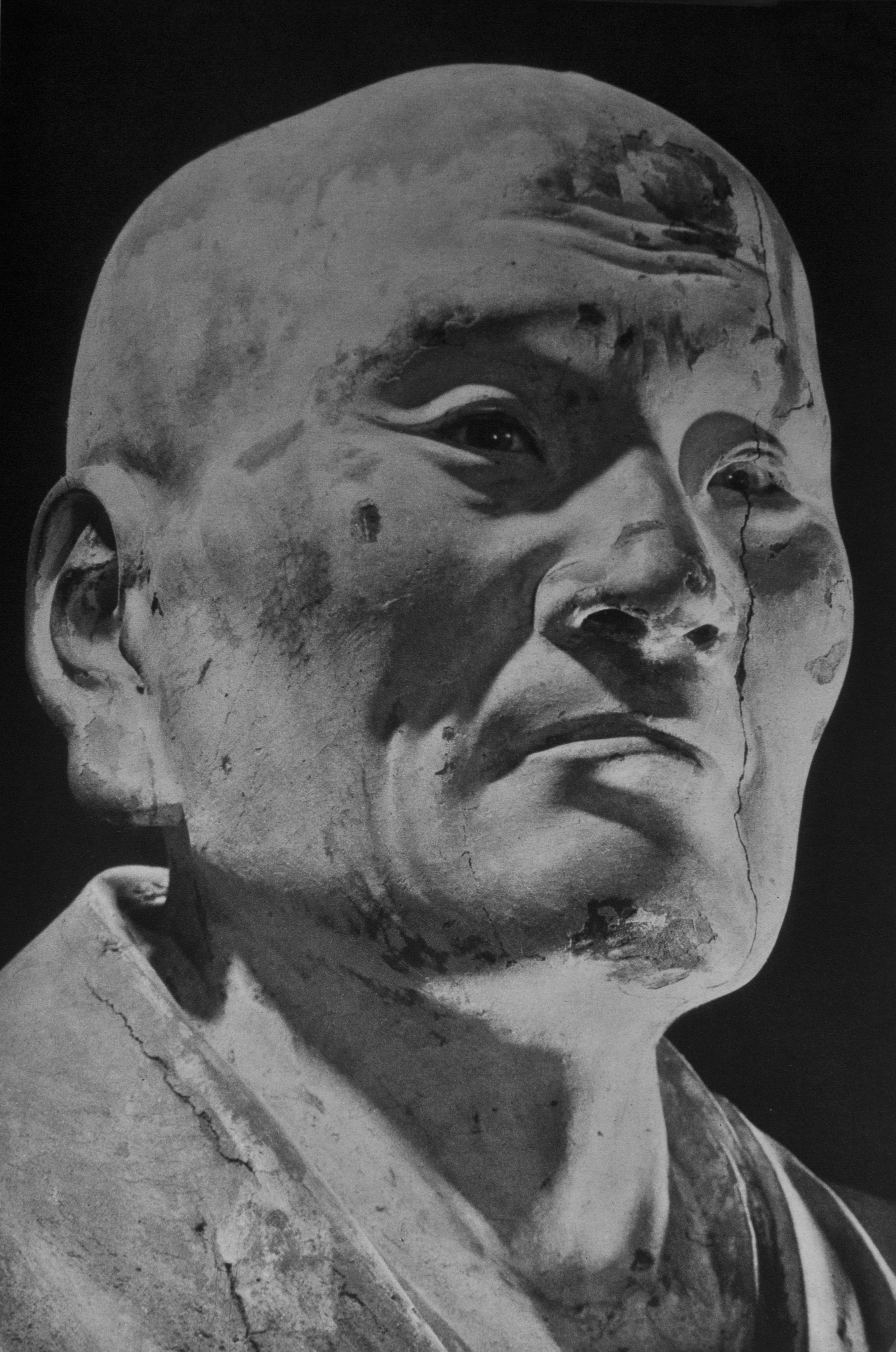
無著
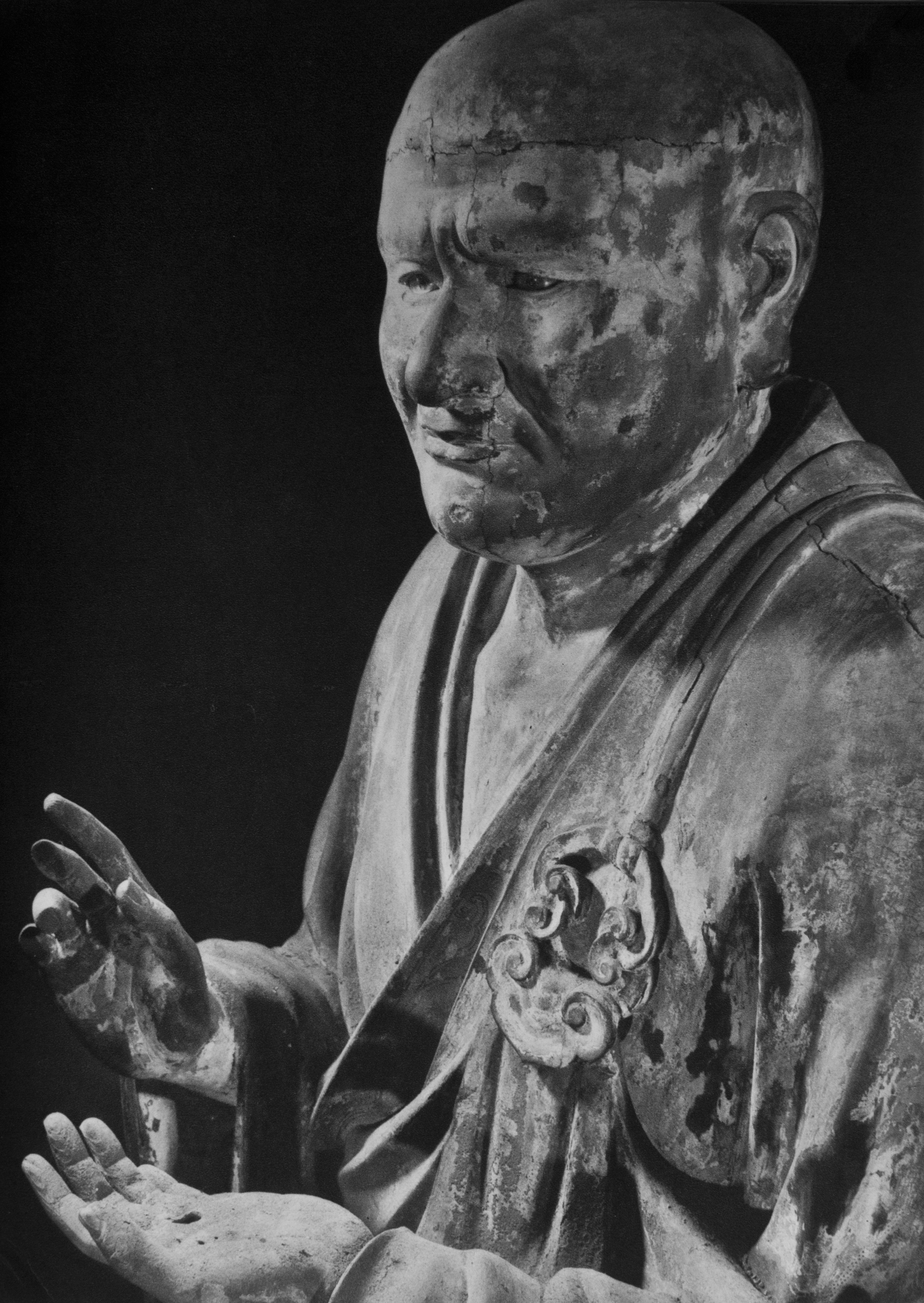
世親

## 南円堂の仏像

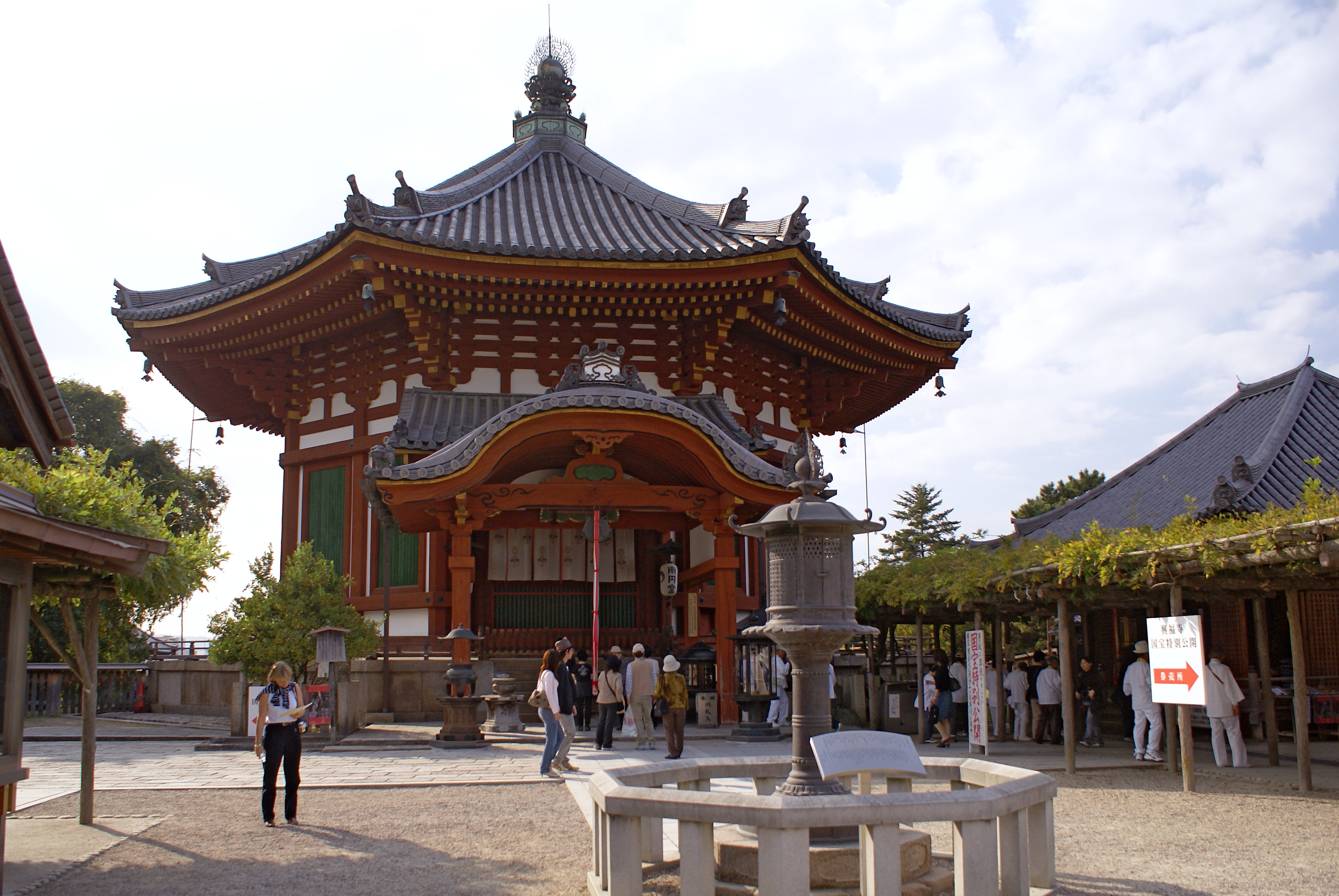
南円堂

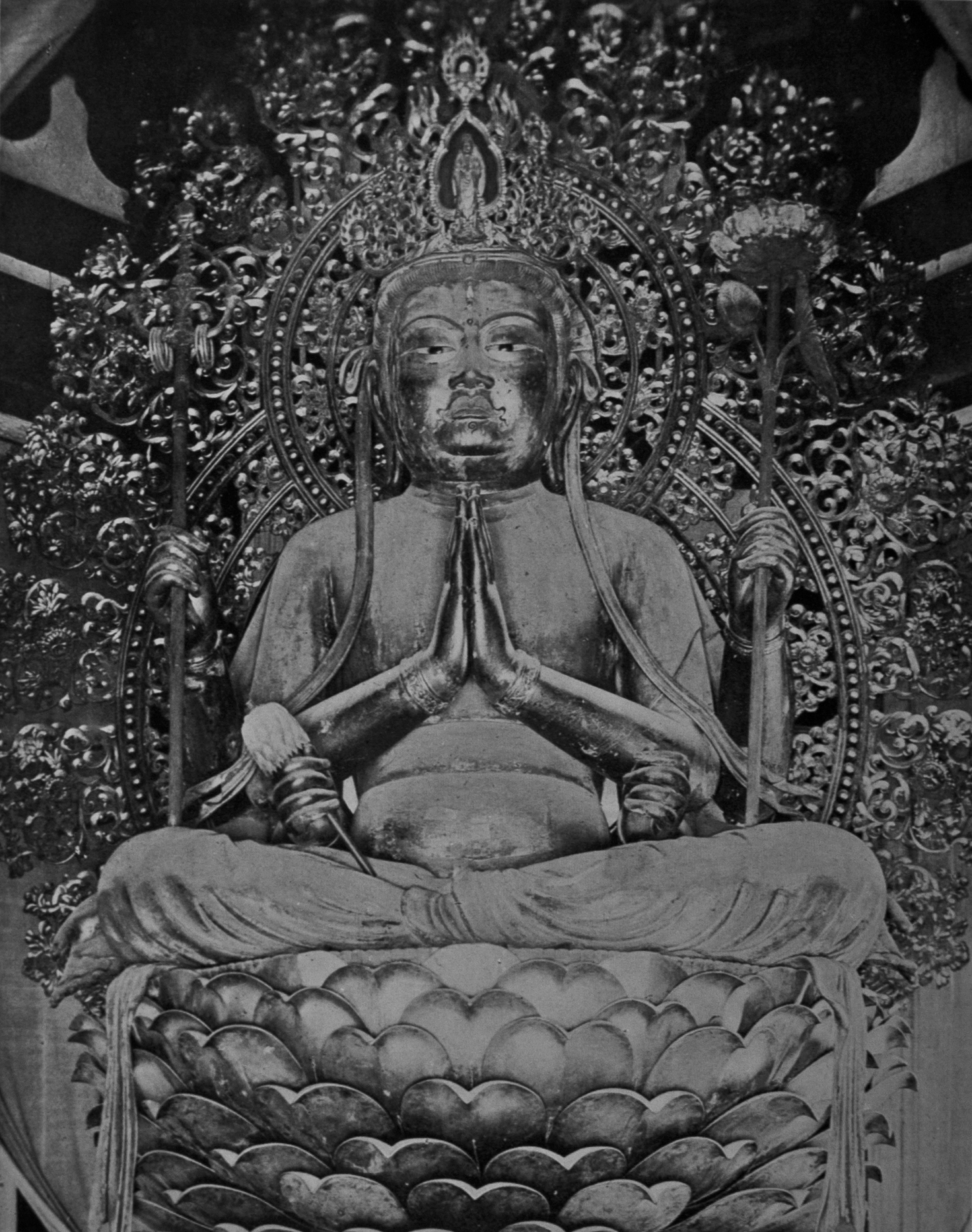
不空羂索観音像（康慶作）

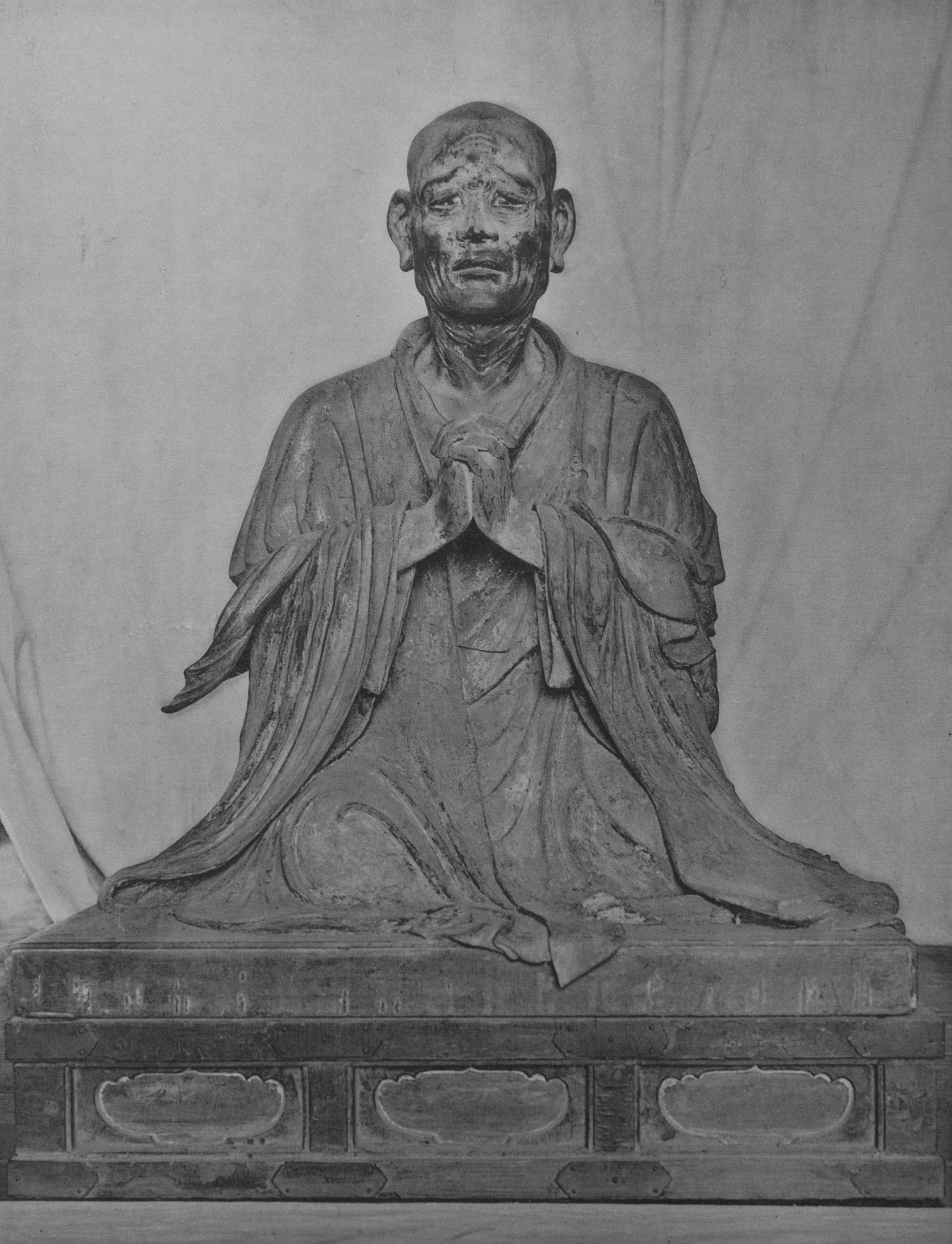
法相六祖のうち伝玄昉

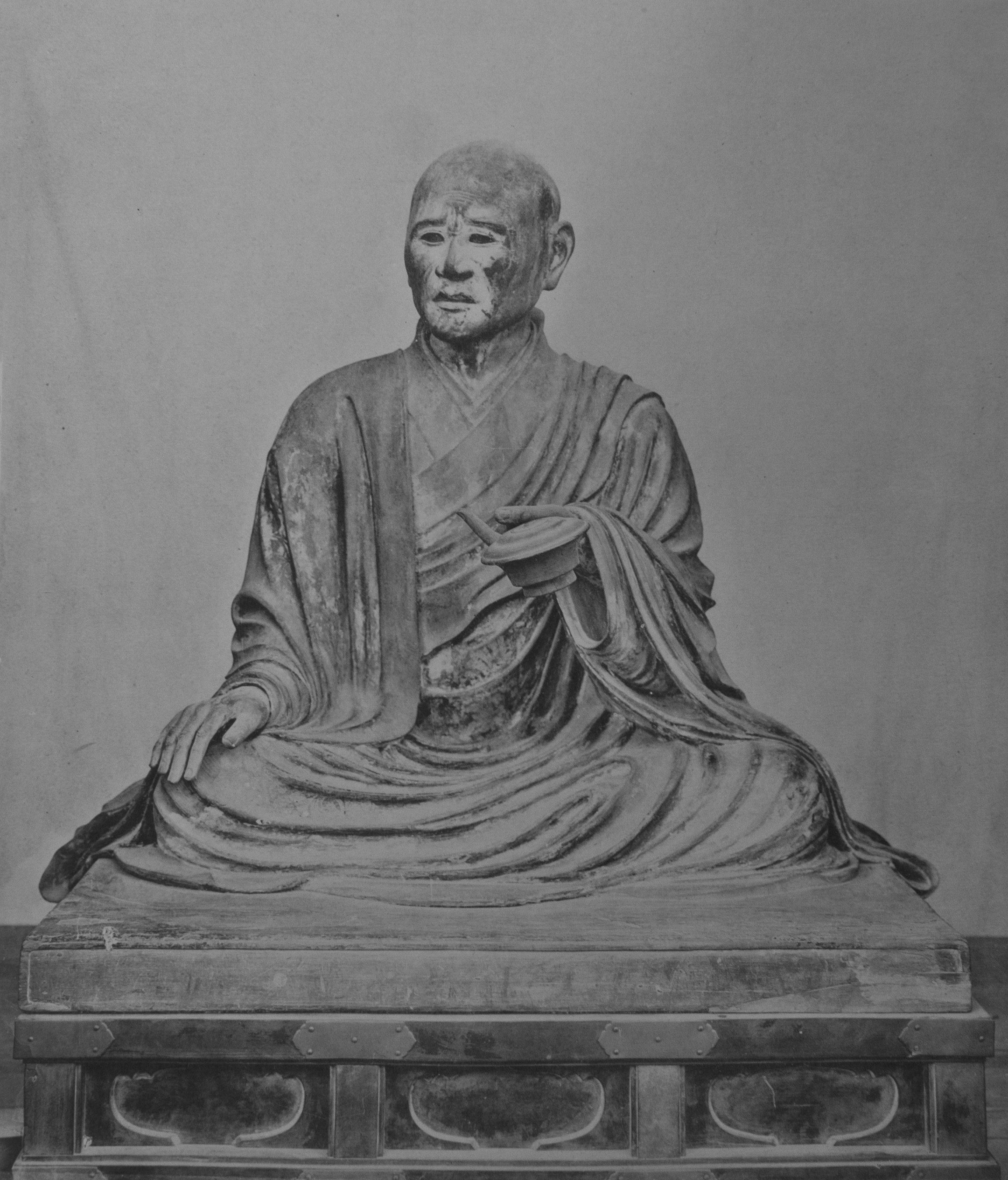
法相六祖のうち伝常騰

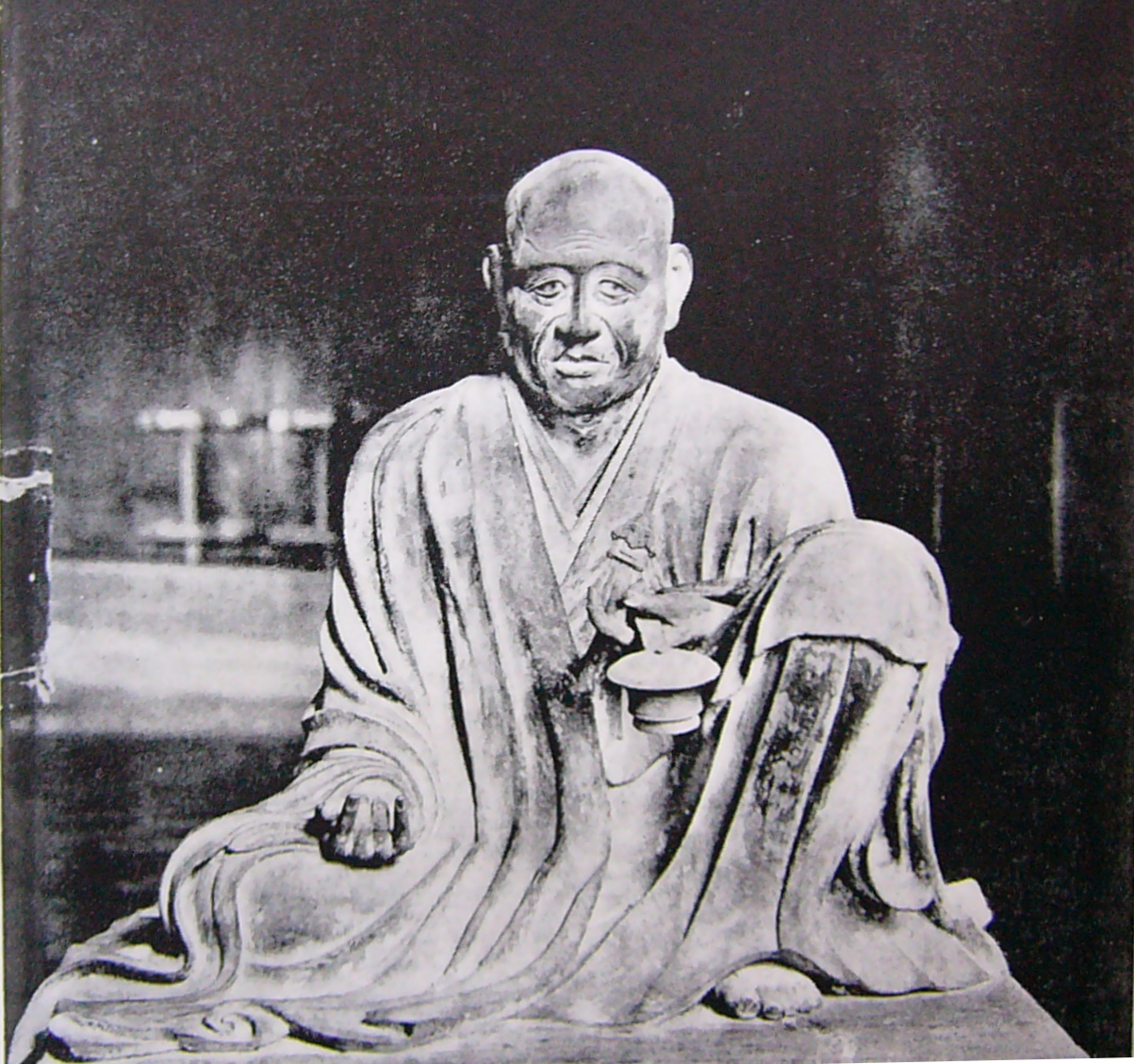
法相六祖のうち伝行賀

### 南円堂の概要
南円堂（なんえんどう）は、中金堂からみて南西（南大門の西方）にある八角円堂である。興福寺の主要仏堂のうちではもっとも遅く、平安時代に入ってからの創建である。『興福寺流記』によれば、弘仁4年（813年）、藤原冬嗣によって建立された。
南円堂は永承元年（1046年）の大火、治承4年（1180年）の平重衡の兵火、嘉暦2年（1327年）の大火で焼け、その都度再建された。江戸時代の享保2年（1717年）の大火では中金堂、講堂、西金堂などとともに焼失。藤原氏ゆかりの本尊を祀り、西国三十三所9番札所でもある南円堂の再建は他の堂に先駆けて計画されたが、それでも再建には長い年月を要し、現存する建物が完成したのは寛政元年（1789年）のことである。
本尊は不空羂索観音坐像である。『興福寺流記』講堂条に引く「宝字記」によれば、初代の本尊不空羂索観音坐像は、藤原北家の藤原真盾らが亡き両親（藤原房前と牟漏女王）のために、天平18年（746年）に造立したもので、もとは講堂に安置されていたが、後に南円堂に移されたという。ただし、同じ『興福寺流記』の南円堂条には、この不空羂索観音坐像は藤原内麻呂（真盾の子、冬嗣の父）の造立とされている。
『興福寺流記』に引く「弘仁記」によれば、堂内には本尊の他に、四天王像、善珠僧正像、玄賓禅師像、供養僧形4体が安置されていた。当初の像は治承の兵火で焼失し、復興像は康慶一門が造立し、文治5年（1189年）に開眼供養されたことが、九条兼実の日記『玉葉』から判明する。
現存する南円堂の内部は、中央部を8本の柱で囲まれた須弥壇とし、中央に不空羂索観音坐像、その周囲に四天王立像4体、法相六祖坐像6体を安置する。不空羂索観音坐像は鎌倉復興期の作で康慶一門の作、法相六祖坐像6体は、前述の「弘仁記」にあった「善珠僧正像、玄賓禅師像、供養僧形4体」に相当するものでやはり康慶一門の作である。四天王像についても康慶一門の作であるとみなされている。現・中金堂四天王像（2017年まで南円堂安置）は鎌倉時代の作ではあるが、本来の所属堂宇は明らかでない（現・中金堂四天王像はもと北円堂にあったとする説もある）。

### 個別解説
木造不空羂索観音坐像（国宝）
鎌倉時代、文治5年（1189年）、康慶作。像高336.0cm
ヒノキ材、寄木造。南円堂の本尊として堂内中央に安置される、三眼八臂の坐像である。西国三十三所観音霊場第9番の札所本尊でもある。南円堂内部は平素は非公開で、本像は（特別公開時を除き）毎年10月17日にのみ公開されている。現存する像は文治5年（1189年）、運慶の父・康慶の作である。興福寺は藤原氏の氏寺であるが、特に本像は藤原北家ゆかりの像として、藤原氏から格別の尊崇を受けた像である。藤原氏の氏長者であった九条兼実の日記『玉葉』によれば、兼実は治承兵火後の本像の復興状況を気にかけ、制作現場へ足を運んで実況見分したこともあった。像は三眼八臂の坐像で、左右の第一手は合掌、第二手は左に蓮華、右に錫杖（しゃくじょう）を持ち、第三手は左右とも与願印（掌を正面に向けて開き、指先を下に向ける）、第四手は右に羂索（けんじゃく）、左に払子（ほっす）を持つ。光背は13枚の剣形を並べた独特の形式になり、台座は中ほどの敷茄子（しきなす）と呼ばれる部分が大きな宝瓶形となるのが特色である。『図像抄』（平安時代末期の図像集）に、治承の焼失以前の当初像の図像が収録されているが、それを見ると、特徴的な光背や台座の形式を含め、奈良時代の当初像の形が忠実に引き継がれていることがわかる。ただし、両脚は図像では右脚を上に組むのに対し、現存像では左脚が上になっている。三眼のうち、額にある第三の眼は瞳の部分のみに水晶を嵌入し、左右の眼には瞳の部分に動物の骨を嵌入している。本像は「南円堂本仏」「南円堂様（よう）」として尊重され、彫像、画像ともに多くの模像が残っている。彫像では、奈良・応現寺（東鳴川観音講）の像は治承兵火以前の姿を伝える模像として貴重である。
木造四天王立像（国宝）
鎌倉時代、文治5年（1189年）、康慶工房作。像高 持国天204.0cm、増長天202.2cm、広目天204.5cm、多聞天198.0cm。2018年国宝に指定。
2017年に東京国立博物館で開催された「運慶展」後に、それまで南円堂にあった国宝の四天王像と入れ替わる形で仮講堂（旧金堂）から移された。ヒノキ材、寄木造の四天王像。玉眼（眼の部分に水晶を嵌入する技法）は用いないが、瞳の部分に黒色の珠を嵌入する。持国天は右手で宝珠を捧持し、左手は剣を持つ。増長天は右手で三叉戟（さんさげき、長柄付の三又の武器）を支え、左手に剣を持つ。広目天は右手に羂索（けんじゃく、環のついた縄）を持ち、左手で三叉戟を支える。多聞天は右手で宝塔を捧持し、左手で三叉戟を支える。増長天以外の3体は冑をかぶる。身色は持国・増長・広目・多聞の順に緑青、朱、肌色、群青とする。かつては作者不明とされていたが、一乗寺本『南円堂曼荼羅図』に描かれる四天王像と図像的特色が細部まで一致することから、この四天王像一具は最初から南円堂にあったもので、南円堂本尊不空羂索観音坐像などと同様、康慶一門の作であることが明らかになった。なお、『南円堂御本尊以下御修理先例』という記録によれば、四天王像の制作は、康慶の指導のもと、実眼という仏師が担当している。広目天像が筆と巻物の代わりに羂索と三叉戟を持つ点など、本四天王像一具の形式は『陀羅尼集経』に説くところによるものである。
木造法相六祖坐像 6躯（国宝）　
鎌倉時代、文治5年（1189年）、康慶作。像高 伝・常騰（じょうとう）73.3cm、伝・神叡（しんえい）81.2cm、伝・善珠（ぜんじゅ）83.0cm、伝・玄昉（げんぼう）84.8cm、伝・玄賓（げんぴん）77.2cm、伝・行賀（ぎょうが）74.8cm
康慶（運慶の父）一門の作。興福寺が属する法相宗の祖師である6名の僧の肖像彫刻である。一時期、国宝館に移され、一部の像は奈良国立博物館に寄託されていたが、2018年現在は南円堂に戻っている。京都国立博物館本『興福寺曼荼羅図』によると、本尊不空羂索観音坐像の後方左右に3躯ずつ安置されていたことがわかる。像名は寺伝では常騰、神叡、善珠、玄昉、玄賓、行賀とされているが、古記録や絵画資料と照合すると、寺伝の像名には混乱があり、像主の比定には問題を残している（詳しくは後述）。ヒノキ材の寄木造で、玉眼（眼の部分に水晶を嵌入する技法）を用いる。各像の基本的な構造は前後2材矧ぎ、割首とし、体側、脚などに適宜別材を矧ぎ付ける。坐法は結跏趺坐（けっかふざ）するもの、跪坐するもの、片脚を立膝にするものがそれぞれ2躯ずつで、顔貌は各像の個性や年齢の違いを彫り分けている。各像は衣文の彫りが非常に深く、このために衣の内部の肉体の存在感が希薄になっているとの指摘がある。
6躯のうち3躯は畳座の裏に像名が墨書されており、伝常騰像の台座には「行賀大僧都」、伝善珠像の台座には「善珠僧正」、伝玄昉像の台座には「玄濱大僧都」とある。このことから、伝善珠像の像名は正しく、伝常騰像は本来の行賀像、伝玄昉像は本来の玄賓像ということになる。以上の3躯の像主比定については諸家の意見が一致しているが、残り3躯（伝神叡、伝玄賓、伝行賀）の本来の像名については説が分かれる。
像主については、『興福寺流記』では「善珠、玄賓、供養僧形四柱」とあって、善珠と玄賓以外の像主を特定していない。建久年間（1190 - 1199年）成立の『建久御巡礼記』では、6躯の像名を北から、つまり堂内向かって右から順に常榺（原文ママ）、信叡、善珠、玄昉、玄賓、行賀としている。『七大寺日記』および『七大寺巡礼私記』では、善殊（善珠）、玄賓、行賀、喜操（嘉操）、常騰、真叡（信叡）としており、玄昉が抜けて、伝記不明の喜操（または嘉操）という僧の名が入っている。興福寺所蔵の室町時代の絵画『法相曼荼羅図』には、他の祖師像とともに、南円堂の六祖像の姿が忠実に絵画化され、各像の脇に像主名が墨書されている。墨書の像主名は善珠僧正、玄賓僧都、行賀僧都、基操大徳、信叡大徳とあるが、残り1名分は墨書が剥落していて僧名が判読不能である。
法相六祖像の像主比定について、早い時期に疑問を呈したのは毛利久である。毛利は、1954年に発表した論考で、台座裏に墨書のある3躯については墨書された像名を正当とし、残りの3躯については、伝神叡像を玄昉像、伝玄賓像を神叡像、伝行賀像を常騰像とした。この像名比定は、興福寺の鎌倉復興期の成立である『建久御巡礼記』に記録される像名とその配列順序を重視したものである。法相六祖像には結跏趺坐像、跪坐像、立膝像が2躯ずつ含まれるが、毛利説にしたがえば、坐法の異なる3躯の像が須弥壇の左右に振り分けられることになる。ただし、『建久御巡礼記』の写本において、該当箇所は貼紙をした上に筆写され、他の部分と筆跡も異なることから、これを根拠に像名を比定することはできないとの意見もある。『法相曼荼羅図』に着目したのは岡直巳である。岡は1961年に発表した論考で、伝神叡像は信叡像、伝玄賓像は玄昉像、伝行賀像は常騰像であるとした。これは、『法相曼荼羅図』に名前のある僧のうち、伝記不明の基操を除いて、玄昉を加えた形になる。20世紀末以降の解説書、図録等では、『法相曼荼羅図』を典拠として、伝神叡像を基操（喜操）像、伝行賀像を信叡像とし、『法相曼荼羅図』で名前の消えている1躯（伝玄賓像）を常騰像にあてるのが定説となっている。これを整理すると下表のとおりである。
| 寺伝による名称 | 法相曼荼羅に よる像主比定 | 坐法     | 像容               |
| -------------- | ------------------------- | -------- | ------------------ |
| 常 騰          | 行 賀                     | 結跏趺坐 | 数珠を持つ         |
| 神 叡          | 基 操                     | 立膝     | 柄香炉を持つ、若年 |
| 善 珠          | 善 珠                     | 結跏趺坐 | 柄香炉を持つ       |
| 玄 昉          | 玄 賓                     | 跪坐     | 外縛印             |
| 玄 賓          | 常 騰                     | 跪坐     | 柄香炉を持つ       |
| 行 賀          | 信 叡                     | 立膝     | 柄香炉を持つ、老相 |

## その他の仏像

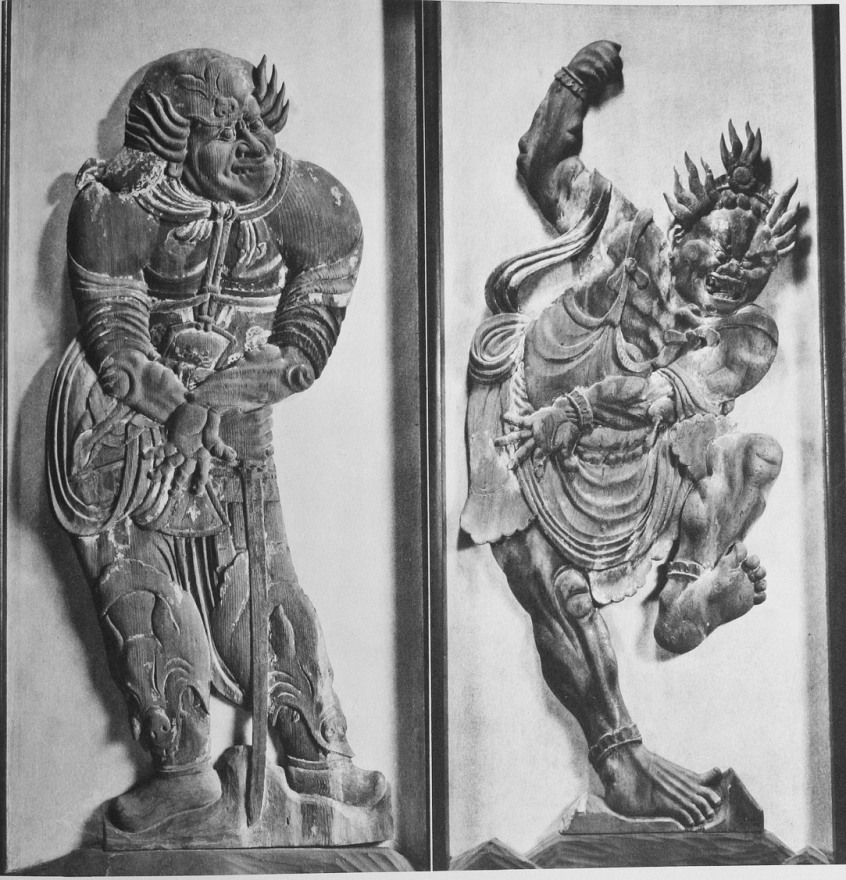
板彫十二神将のうち伐折羅（左）と迷企羅

※中金堂の再建を期に、一部の仏像の安置場所が変更されている。以下に示した安置場所は興福寺公式サイトによる（参照：国宝・重要文化財（興福寺サイト））。
木造千手観音立像（附 像内納入品）（国宝館所在・旧食堂本尊）　（国宝）
鎌倉時代、寛喜元年（1229年）頃。像高520.5cm
旧食堂（じきどう）本尊で、像高5メートルを超える大作である。明治初期に食堂が取り壊されてからは、中金堂に仮安置されていた。1959年、食堂跡地に食堂の外観を模して国宝館が建てられると、本像はその中央に安置されるようになった。像はヒノキ材の寄木造で、玉眼を嵌入する。持物の大半と、台座の下框（したがまち）を後補とする。
『玉葉』によれば、治承の兵火の翌年の養和元年（1181年）、本像の再興担当の仏師に任命されたのは成朝であった。しかし、何らかの事情で造像は中断し、最終的に完成したのは半世紀近く後のことである。部材には、像内側から見ると、風雨による汚損が認められ、部材が雨ざらしになっていた時期のあったことがわかる。像内には後述のように、多数の納入品があったが、納入品の経巻の年記が、早いものは建保5年（1217年）、もっとも下るものは寛喜元年（1229年）にわたっており、長い年月をかけ、寛喜元年頃にようやく完成したとみられる。成朝の後を引き継いで像を完成した仏師が誰であるかは判然としない。像は通例の四十二臂の千手観音像で、両脚部に表された、断面の丸い、太目の衣文は奈良時代風である。
明治40年（1907年）の修理時、像内から多数の納入品が発見された。納入品の主なものは五輪塔形板、銅鏡、金銅仏、経巻、摺仏（しゅうぶつ）などである。頭部内面に打ち付けられた五輪塔は現在も像内にあるが、他の納入品は取り出されて別途保管されている。銅鏡は木製蓮台に立てた白銅秋草双鶴鏡で、鏡面に千手観音の小咒（しょうしゅ）と梵字を針書きする。金銅仏は3躯あり、全高27.5センチの聖観音立像と全高12.7センチおよび4.9センチの千手観音立像2躯である。聖観音は奈良時代、千手観音は大きい方が平安時代後期、小さい方が鎌倉時代の作品とみられる。納入経巻のうち、大般若経巻第五百七十八と千手千眼陀羅尼を書した1冊の奥書には安貞2年（1228年）権少僧都憲円の記があり、この憲円が勧進して千手観音像の完成に至ったことがわかる。
本像の正式の国宝指定名称は以下のとおり。
木造千手観音立像（旧食堂安置）一躯
像内に睿湛大法師、尼定阿弥陀仏、僧定増法師、祇徳丸等の名がある
附 像内納入品
- 木製五輪塔 1基
- 梵字千手観音小咒鏡 蓮台付（秋草双雀鏡）1基
- 銅造観音菩薩立像 1躯
- 銅造千手観音立像 1躯
- 銅造千手観音立像 1躯
- 紙本墨書大般若経 巻第五百七十八・千手千眼陀羅尼経 合1冊 各安貞二年孟夏憲円書写奥書
- 紙本墨書般若心経 3巻 建保五年より安貞二年まで堯春等毎月書写奥書
- 紙本千手観音摺仏 2,428枚 内4枚に安貞二年の記がある
- 着色毘沙門天像及び同印仏 1幅 貞応二年正月三日の記がある
- 紙本毘沙門天印仏 820枚 承久二年より安貞二年までの押印の記がある
- 版本千手千眼陀羅尼 46巻 内に寛喜元年四月弘真、道俊等の記がある
- 紙本墨書奉加結縁交名 1巻

板彫十二神将像（国宝館所在・旧東金堂）（国宝）　
平安時代。像高100.3〜 88.9cm
各像は厚さ3センチほどのヒノキの一枚板に浮彫されたもので、12面が完存する（因達羅像のみ2枚板）。各像は10世紀末の絵仏師玄朝（源朝）の図像に依拠していることが指摘されている。18世紀には東金堂にあったことがわかっているが、それ以前の伝来は明らかでない。各像は朱、緑青、群青などで彩色されていたが、一部に白土の下地を残すのみでほとんど剥落している。そのなかで、頞儞羅像の胸甲の籠目繋ぎ文は比較的よく残っている。当初の安置状況も不明だが、仁和寺北院の白檀造薬師如来坐像の例のように、箱型の台座の四面に3躯ずつ嵌められていたと推定される。『七大寺巡礼私記』の元興寺条には、元興寺の仏後厨子に三尺ばかりの「半出十二神将」があったことが記されており、元興寺が衰退した後にこの「半出十二神将」が興福寺に移されたとする見方もある。
木造阿弥陀如来坐像（菩提院大御堂安置）（重要文化財）
体部鎌倉時代、頭部室町時代。像高282.0cm
像内納入経の願文によれば、天文3年（1534年）の時点で菩提院大御堂に安置されていたことがわかる。体部は鎌倉時代、頭部は時代が下り、室町時代の作とされている。
木造阿弥陀如来坐像（仮講堂所在）（重要文化財）
鎌倉時代。像高225.7cm
ヒノキ材、寄木造、漆箔の像。もとは観禅院大御堂に安置されていた。
木造釈迦如来坐像（国宝館所在）（重要文化財）
平安時代。像高227.0cm
カツラ材（ヒノキ材とも）、寄木造、漆箔の像。平安時代末期の定朝様の阿弥陀如来像である。もと東金堂に安置されていたが、伝来は不明である。
木造薬師如来坐像・像内納入経（仮講堂所在）（重要文化財）　
平安時代、長和2年（1013年）。像高107.2cm
サクラ材の一木造で内刳りをほどこす。かつては釈迦如来像と呼ばれていたが、1931年の修理の際、像内から納入品の薬師経が発見され、その奥書から、本来は薬師如来像として造られたことと、造像の事情が判明した。像内に木製蓮台上に立てた経筒が納入されており、薬師経2巻（うち1巻は色紙経）が納められていた。経の奥書によると、本像は輔静が願主となり、長和2年（1013年）に造像されたものである。輔静は薬師寺と西大寺の別当を務めた僧である。造像年次の明らかな11世紀の基準作として貴重である。
像内納入経の明細は以下のとおり。
- 紙本墨書薬師経（色紙経） 1巻 長和二年八月十二日沙門輔静書写奥書、宝治元年五月四日修復奥書
- 紙本墨書薬師経 1巻 宝治元年七月廿五日奥書
- 附:竹製経筒（木製蓮台付）1口

木造梵天立像（仮講堂所在）（重要文化財）
鎌倉時代、建仁2年（1202年）、定慶作。重要文化財指定名称は「木造帝釈天立像」。像高181.3cm
ヒノキ材の寄木造で玉眼を嵌入する。像表面は布貼り錆下地に彩色仕上げとする。像内の墨書により、建仁2年（1202年）大仏師定慶、少仏師盛賀、定賀らの作と判明する。衣文の扱いなどに装飾性の強い、鎌倉期に流行した「宋風」の像の一例である。本像ともと対をなしていた帝釈天像は根津美術館の所蔵となっている。帝釈天像の像内にも大仏師定慶等の墨書があるが、年紀は梵天像より1年早い建仁元年（1201年）となっている。この帝釈天像は補修が多く、頭部は後補である。この梵天・帝釈天の一対は西金堂旧安置とも伝えるが、西金堂では同じ建仁2年（1202年）に薬王・薬上菩薩像が造立されていること、東金堂の維摩居士像が本像と同じ定慶作であることなどから、この一対は東金堂にあったものと推定されている。
木造梵天・帝釈天立像（国宝館所在）（重要文化財）
像高 171.5cm 166.5cm
鎌倉時代の像だが、肉付けが平板で、慶派とは異なる仏師の作と思われる。東金堂旧安置と伝えるが、東金堂に安置されていたのは上述の定慶作の梵天・帝釈天像であった可能性が高く、本像の本来の安置堂宇は不明である。
木造地蔵菩薩立像（仮講堂所在）（重要文化財）
平安時代。像高139.7cm
一木造で内刳りをほどこし、台座蓮肉部も本体と共木とする。肉身部に金泥、衣には截金をほどこすが、これらは当初のものではない。平安時代、10世紀頃の作とみられる。なお、蓮華座は室町時代のもので、光背も後補である。
厨子入木造弥勒菩薩半跏像（国宝館所在）（重要文化財）
附 弥勒仏・弥勒菩薩・千仏摺仏190枚（像内納入品）
鎌倉時代。像高57.7cm、厨子高さ165.8cm
大乗院持仏堂に伝来した像。厨子を含めて重要文化財に指定されている。ヒノキ材の寄木造で、眼には玉眼を嵌入し、宝冠、胸飾などは金銅製とする。肉身部は漆箔、着衣は金泥塗に朱、群青、緑青などの彩色と截金で雷文、亀甲、七宝つなぎなどの文様を表す。獅子が支える蓮華座上に左脚を踏み下げて坐す。光背は後屏形の上に円光を乗せた独特の形式になる。像内には弥勒の摺仏（しゅうぶつ）90枚が納入されていた。なお、重要文化財指定名称は「半跏像」となっているが、右足を左腿に乗せていないため、厳密には半跏像ではなく踏み下げ坐像である。厨子は黒漆塗、方形で、天井には天蓋と飛天6躯を取り付ける（飛天は後補）。厨子の四面の扉（計8枚）には極彩色の絵画があり、文殊菩薩・維摩居士像、無著・世親像のほか、四天王、不動明王、大輪明王、祖師像などを描く。像は鎌倉時代前期、厨子は鎌倉時代後期の作とみられる。
厨子入木造吉祥天倚像（中金堂所在）（重要文化財）
南北朝時代、暦応3年（1340年）、寛慶作。像高64.3cm、厨子高さ102.0cm
厨子を含めて重要文化財に指定されている。本像は台座裏の墨書から造像の年代と経緯が明らかである。それによると、作者は木所大仏師寛慶と絵所大仏師法眼命尊であり、唐招提寺十代長老慶円を導師として、暦応3年（1340年）5月晦日に供養され、同年6月1日に唐招提寺から興福寺金堂へ移された。ヒノキの一木造で内刳りはない。彩色と截金で仕上げ、天冠、胸飾、腕釧（わんせん）は金銅造のものを取り付け、光背も金銅製である。像を納める春日厨子は像と同時期の作で、正面扉の左右に梵天・帝釈天像、奥壁に七宝山を描く。この厨子と像とは全体で吉祥天曼荼羅を形成している。
銀造仏手（国宝館所在）（重要文化財）
奈良時代。現存長42.2cm
1937年10月30日、銅造仏頭とともに、東金堂本尊台座内部から発見されたもので、銀造の仏像の右腕である。火災で像が焼け落ちた後に右腕のみが運び出されたものと思われ、肘上約20センチほどの部分から右手指の第一関節あたりまでが残存する。興福寺の記録に残る銀仏としては、『興福寺流記』「延暦記」にある東金堂の純銀弥勒仏像（のち西金堂へ移る）、『七大寺巡礼私記』に言及される西金堂の銀釈迦立像（高さ六尺三寸、旧海龍王寺像）がある。この仏手が以上の記録に残る像に属していた可能性もあるが、正確なことは不明である。古い時代の銀仏の現存するものは少なく、わずかに残る作品も東大寺法華堂不空羂索観音立像の頭上の化仏（けぶつ）などの小品であり、本作は右腕のみの残欠とはいえ、銀仏の実例として貴重である。
木造大黒天立像（中金堂所在）（重要文化財）　
鎌倉時代、像高93.8cm
ヒノキ材の一木造。像表面は荒彫り風の仕上げで、一部にノミ痕を残す。彩色は剥落している。後世の福神型の大黒天像とは異なり、本来の武神の面影を残す。
木造広目天立像（奈良国立博物館寄託）（重要文化財）
鎌倉時代。像高157.4cm
四天王像のうちの1躯。カツラ材の一木割矧造で、玉眼は使用しないが、瞳に黒色の珠を嵌入する。右手首から先を欠き、左手の持物も欠失している。本像と本来一具をなしていた四天王像の他の3躯は寺外に流出したが、いずれも現存し、重要文化財に指定されている。持国天像は、実業家で茶人・美術コレクターとしても知られる益田孝の所蔵となり、他の所蔵先を経て、滋賀・MIHO MUSEUM蔵となっている。増長天像と多聞天像は、別々の所蔵先を経て、奈良国立博物館蔵となっている。この一具の四天王像は、本来興福寺のどの堂に所属していたものか不明である。制作年代は鎌倉時代初期とみられるが、11世紀頃の定朝派の作とする研究者もいる。
木造聖観音立像（弥勒菩薩立像）（本坊持仏堂安置）（重要文化財）
鎌倉時代、快円作。像高87.0cm
寄木造で玉眼を嵌入する。肉身部は粉溜、衣は彩色の上に截金で蓮華唐草、七宝繋ぎ、卍字繋ぎ、雷文などのさまざまな模様を施す。体部と台座蓮弁の一枚一枚に瓔珞（ようらく）を飾り、両脚部を横切る2本の天衣が互いにからんでW字形をなすなど、全体的に装飾性の強い像である。本坊持仏堂に安置され、平素は公開されていない。聖観音像と呼ばれているが、本来は弥勒菩薩像として造立されたものである。
木造釈迦如来立像（重要文化財）
1929年盗難。

## 国宝・重要文化財指定年月日
指定年月日は、文化庁編『国宝・重要文化財総合目録』（第一法規、1980）および『国宝・重要文化財大全 別巻』（所有者別総合目録・名称総索引・統計資料）、毎日新聞社、2000、に基づく。
| 像名                         | 重要文化財 （旧国宝） 指定日 | 国宝指定日 | 備考 |
| ---------------------------- | ---------------------------- | ---------- | --- |
| 木造文殊菩薩坐像             | 1897.12.28                   | 1952.03.29 | |
| 木造維摩居士坐像             | 1897.12.28                   | 1952.03.29 | |
| 木造金剛力士立像             | 1897.12.28                   | 1952.03.29 | |
| 木造弥勒仏坐像               | 1897.12.28                   | 1951.06.09 | |
| 木造無著世親立像             | 1897.12.28                   | 1951.06.09 | |
| 木造法相六祖坐像             | 1897.12.28                   | 1952.11.22 | |
| 木心乾漆四天王立像           | 1897.12.28                   | 1956.06.28 | |
| 木造十二神将立像             | 1900.04.07                   | 1953.11.14 | |
| 木造天燈鬼・龍燈鬼立像       | 1900.04.07                   | 1954.03.20 | |
| 板彫十二神将立像             | 1901.03.27                   | 1953.11.14 | |
| 木造四天王立像               | 1901.03.27                   | 1954.03.20 | 旧・南円堂安置、2017年より中金堂安置、2018年一部の像の名称変更。                                          |
| 乾漆十大弟子立像             | 1901.08.02                   | 1951.06.09 | |
| 木造不空羂索観音坐像         | 1902.04.17                   | 1952.11.22 | |
| 木造千手観音立像             | 1902.04.17                   | 1967.06.15 | 附の像内納入品は1967.06.15追加指定。 1976.06.05納入品の名称と員数変更。                                   |
| 乾漆八部衆立像               | 1902.04.17                   | 1951.06.09 | |
| 木造四天王立像               | 1902.04.17                   | 2018.10.31 | 旧・中金堂安置、2017年より南円堂安置、2018年重文から国宝へ。                                              |
| 木造四天王立像（東金堂）     | 1906.09.06                   | 1952.11.22 | |
| 銅造仏頭                     | 1938.08.26                   | 1967.06.15 | |
| 木造薬師如来坐像・像内納入経 | 1897.12.28                   |            | 像内納入経は1931.12.14別件で指定。 1964.05.26像内納入経を統合指定、名称変更（旧名称「木造釈迦如来坐像」） |
| 銅造薬師如来両脇侍像         | 1900.04.07                   |            | |
| 木造梵天・帝釈天立像         | 1900.04.07                   |            | |
| 木造釈迦如来坐像             | 1902.04.17                   |            | 指定番号1360号。「所在金堂」とあるが、現在は国宝館所在。                                                  |
| 厨子入木造弥勒菩薩半跏像     | 1902.04.17                   |            | 附の像内納入品は1971.06.22追加指定。                                                                      |
| 木造梵天立像                 | 1902.04.17                   |            | 指定番号1362号。現状、指定名称は「木造帝釈天立像」となっている。                                          |
| 木造広目天立像               | 1902.04.17                   |            | |
| 木造阿弥陀如来坐像           | 1902.04.17                   |            | 現在、仮講堂所在。指定番号1364号。                                                                        |
| 木造仏頭                     | 1902.04.17                   |            | |
| 木造薬王菩薩・薬上菩薩立像   | 1902.04.17                   |            | 1999.06.07名称変更、旧名称「木造日光月光菩薩立像」                                                        |
| 木造地蔵菩薩立像             | 1902.04.17                   |            | |
| 木造聖観音立像               | 1902.04.17                   |            | |
| 木造釈迦如来立像             | 1902.04.17                   |            | |
| 木造大黒天立像               | 1906.09.06                   |            | 「所在納経所」とあるが、現在は仮講堂所在。                                                                |
| 木造阿弥陀如来坐像（大御堂） | 1924.04.15                   |            | 指定番号1374号。                                                                                          |
| 厨子入木造吉祥天倚像         | 1924.08.16                   |            | |
| 木造飛天化仏                 | 1924.08.16                   |            | 指定番号1376号。枝番01：化仏３躯、枝番02：飛天８躯。                                                      |
| 銀造仏手                     | 1938.08.26                   |            | |

## 興福寺旧蔵の仏像

### 1906年に譲渡された仏像
明治初年の廃仏毀釈の後、興福寺は一時期廃寺となるなどして荒廃していた。古写真を見ると、明治期の中金堂や東金堂には、本来の安置堂宇を失った多くの仏像が寄せ集められ、その中には破損した仏像もかなりの数が存在した。1897年（明治30年）、古社寺保存法が施行され、同法に基づいて各地の社寺の宝物が国宝（いわゆる旧国宝）に指定されるようになった。興福寺においても主要な仏像は1897年以降、順次旧国宝に指定され、保存修理が行われることとなった。しかし、当時の興福寺は困窮し、仏像や堂塔の維持修理費にも事欠いていたことから、本来の安置堂宇を失い、信仰の対象とはならなくなった多くの仏像を売却し、それによって寺院の維持存続の経費を捻出することに決した。1905年（明治38年）と翌1906年（明治39年）に興福寺から奈良県に対して仏像を外部に譲渡することについての願書が提出されている。これらの仏像は、1906年に入札の結果、益田英作（実業家益田孝の末弟）の購入するところとなった。これらの仏像は、実質的には英作の兄で、茶人・美術コレクターとして著名な益田孝（号：鈍翁）が入手したものであり、英作は購入・転売等に係る実務面を担当したとみられる。鈍翁は、入手した仏像77体のうち、自ら選んだ17体のみを手元に残し、それ以外の仏像は弟の英作が店主を務める古美術店「多門店」を経て、他の蒐集家に転売された。興福寺には、1906年７月1日にこれら仏像群を撮影した、2枚の古写真が残されている。これらの古写真は、売却直前の仏像を興福寺本坊の土蔵の前に並べて撮影したもので、合せて80点以上の仏像が写っている。2018年、奈良国立博物館学芸部でこれらの古写真の高精細画像を作成して分析したところ、従来は不明であった多くの仏像の移動先が判明した（下記一覧を参照）。
以下の像は、1906年７月1日に興福寺で撮影された古写真に写っている仏像のうち、従前から興福寺旧蔵であることが知られていたもの。
- 木造弥勒菩薩立像（ボストン美術館蔵）

快慶作、文治5年（1189年）一乗院伝来
- 乾漆梵天・帝釈天立像（サンフランシスコ、アジア美術館蔵）

梵天像の頭部左半分と帝釈天像の頭部全体は、破損して失われていたものが後補されている。
- 木造持国天立像（MIHO MUSEUM蔵、重要文化財）
- 木造増長天立像（奈良国立博物館蔵、重要文化財）
- 木造多聞天立像（奈良国立博物館蔵、重要文化財）

以上3点は、興福寺旧蔵だが、本来の安置堂宇不明の四天王像のうちの3体。残りの1体（広目天像）のみが現在も興福寺の所有である。持国天像は益田孝旧蔵で、他の所蔵先を経て現所蔵者へ移った。増長天像と多聞天像は別々の個人を経て奈良国立博物館蔵となっている。実業家で美術コレクターの益田孝（鈍翁）は、1906年、興福寺が維持費捻出のため売却した仏像77体を入手した。益田はこのうちの優品17体を手元に残し、残りを他に売却した。手元に残したうちには上掲の持国天立像も含まれる。
- 木造帝釈天立像（根津美術館蔵）

定慶作、建仁元年（1201年）。興福寺に残る梵天像と対をなす。帝釈天像は頭部が後補である。
以下の像は、奈良国立博物館学芸部による古写真の高精細画像の分析によって、興福寺旧蔵と確認されたものである。
- 木造如来坐像（クリーヴランド美術館）平安時代
- 木造観音菩薩（十一面観音）立像（奈良国立博物館、重要文化財）平安時代 像内に平安時代の仏画の絹本著色千手観音像が納入されていた。
- 木造十一面観音立像（四天王寺）平安時代
- 木造地蔵菩薩立像 快慶作（大阪・藤田美術館、重要文化財）鎌倉時代
- 木造地蔵菩薩立像 快慶作（メトロポリタン美術館、旧バーク・コレクション）鎌倉時代
- 木造地蔵菩薩立像（奈良・法徳寺）平安時代
- 木造地蔵菩薩立像 院湛作（米国個人蔵、メトロポリタン美術館寄託）鎌倉時代
- 木造文殊菩薩坐像（フィラデルフィア美術館）鎌倉時代
- 木造菩薩立像（ボストン美術館）鎌倉時代
- 木造愛染明王坐像 快成作（奈良国立博物館、重要文化財）鎌倉時代、建長8年（1256年）
- 木造四天王立像（フリーア美術館）鎌倉時代
- 木造兜跋毘沙門天立像（奈良国立博物館、重要文化財）平安時代

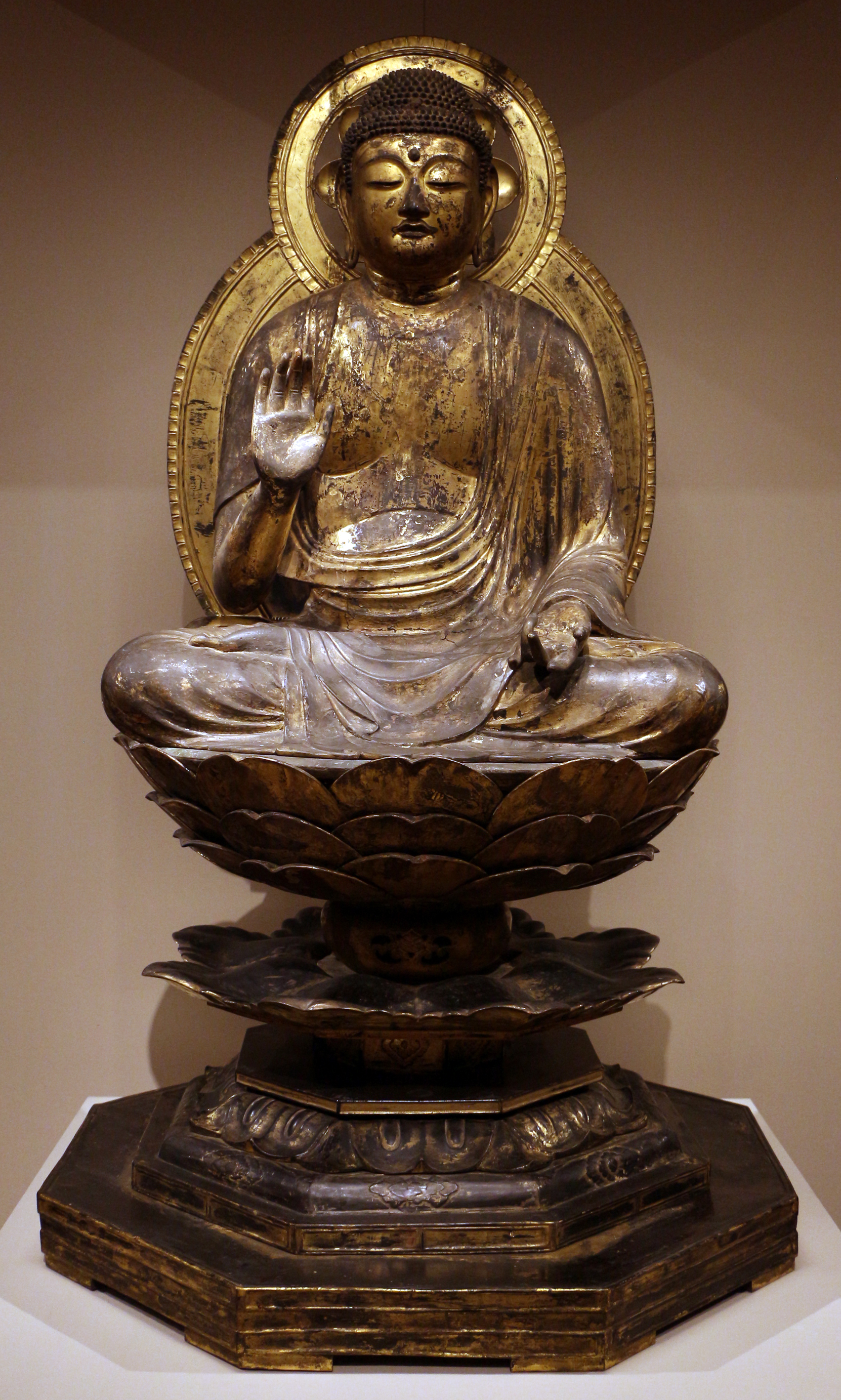
クリーヴランド美術館　如来坐像
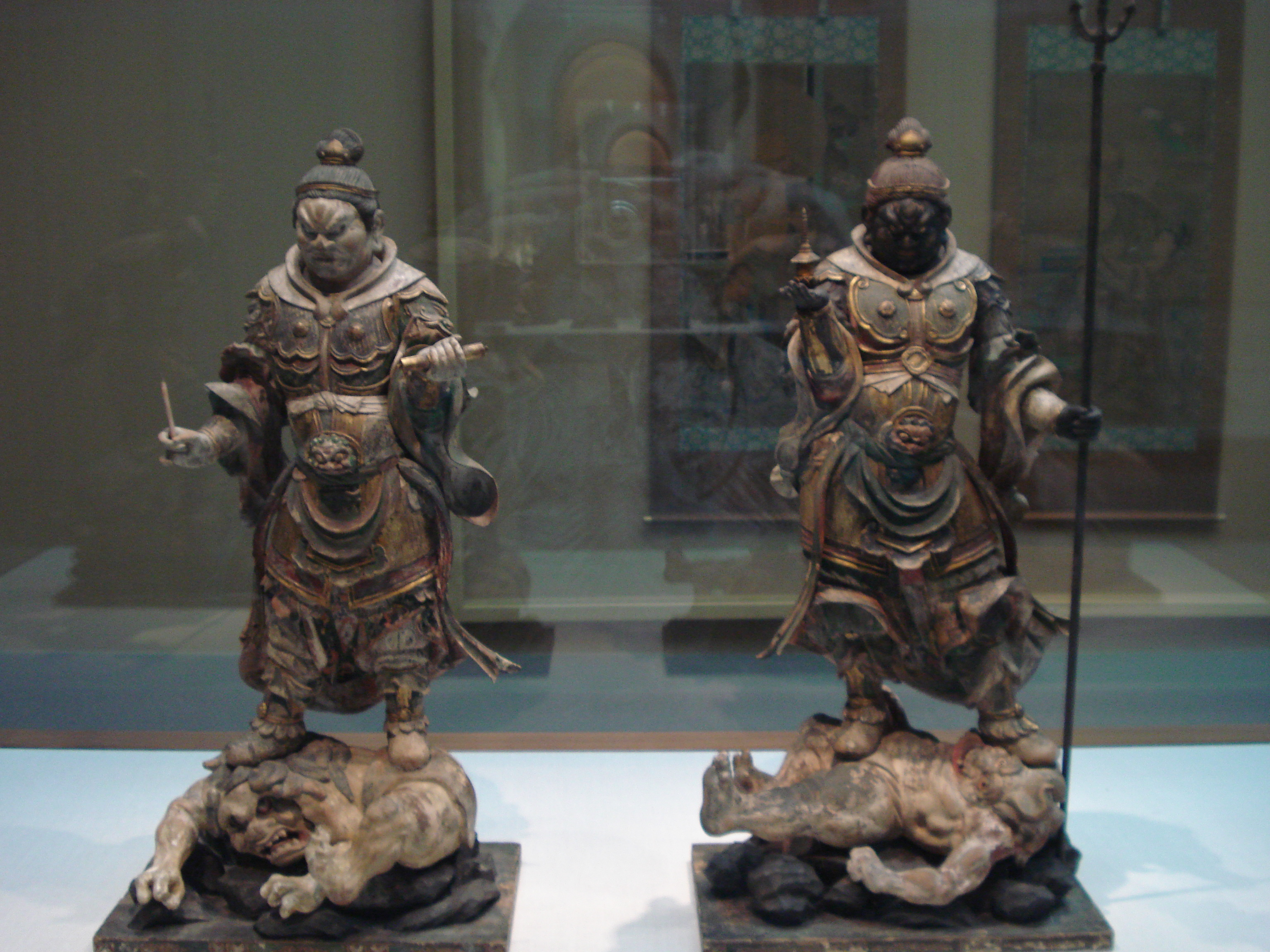
フリーア美術館　四天王立像（左：広目天、右：多聞天）
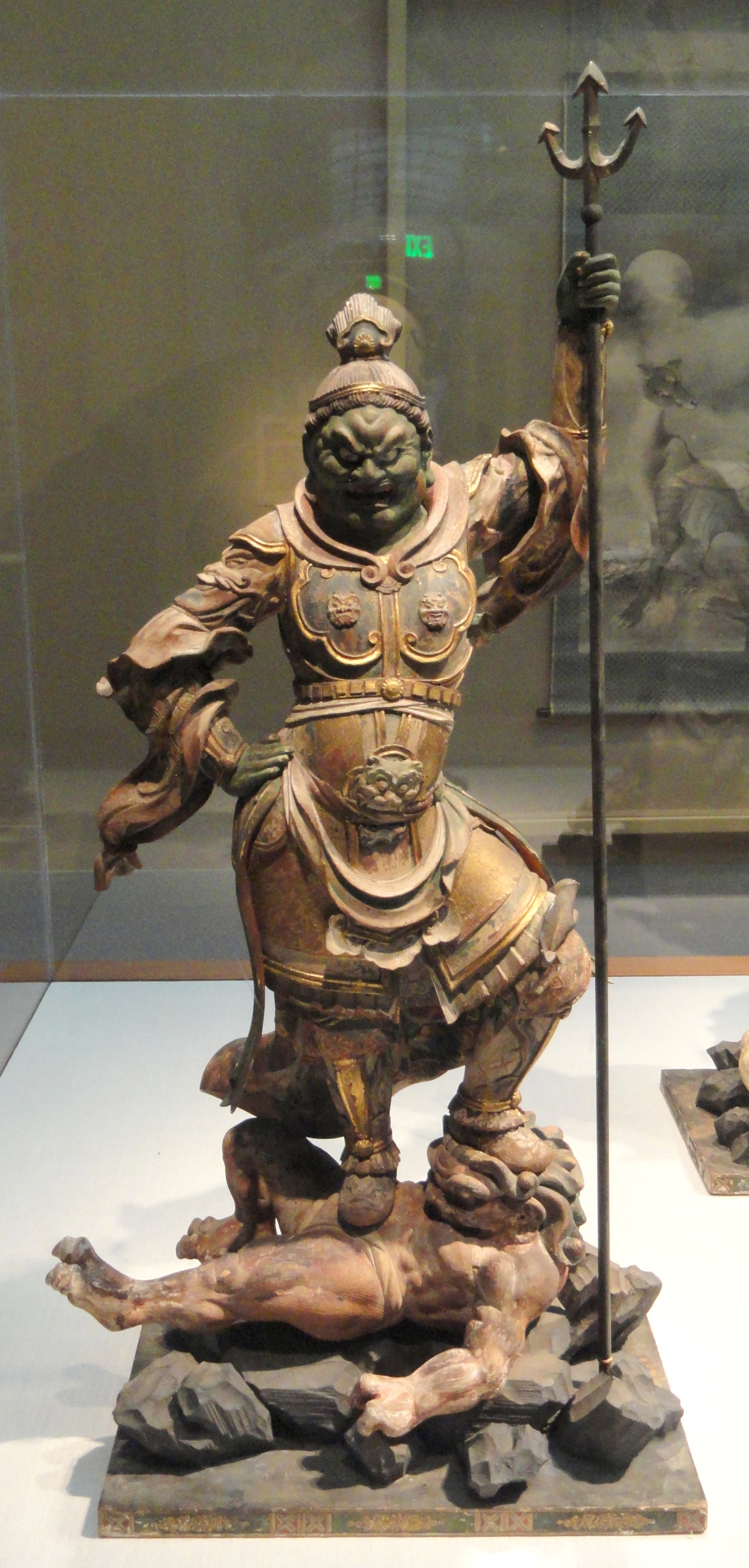
フリーア美術館　四天王立像のうち増長天
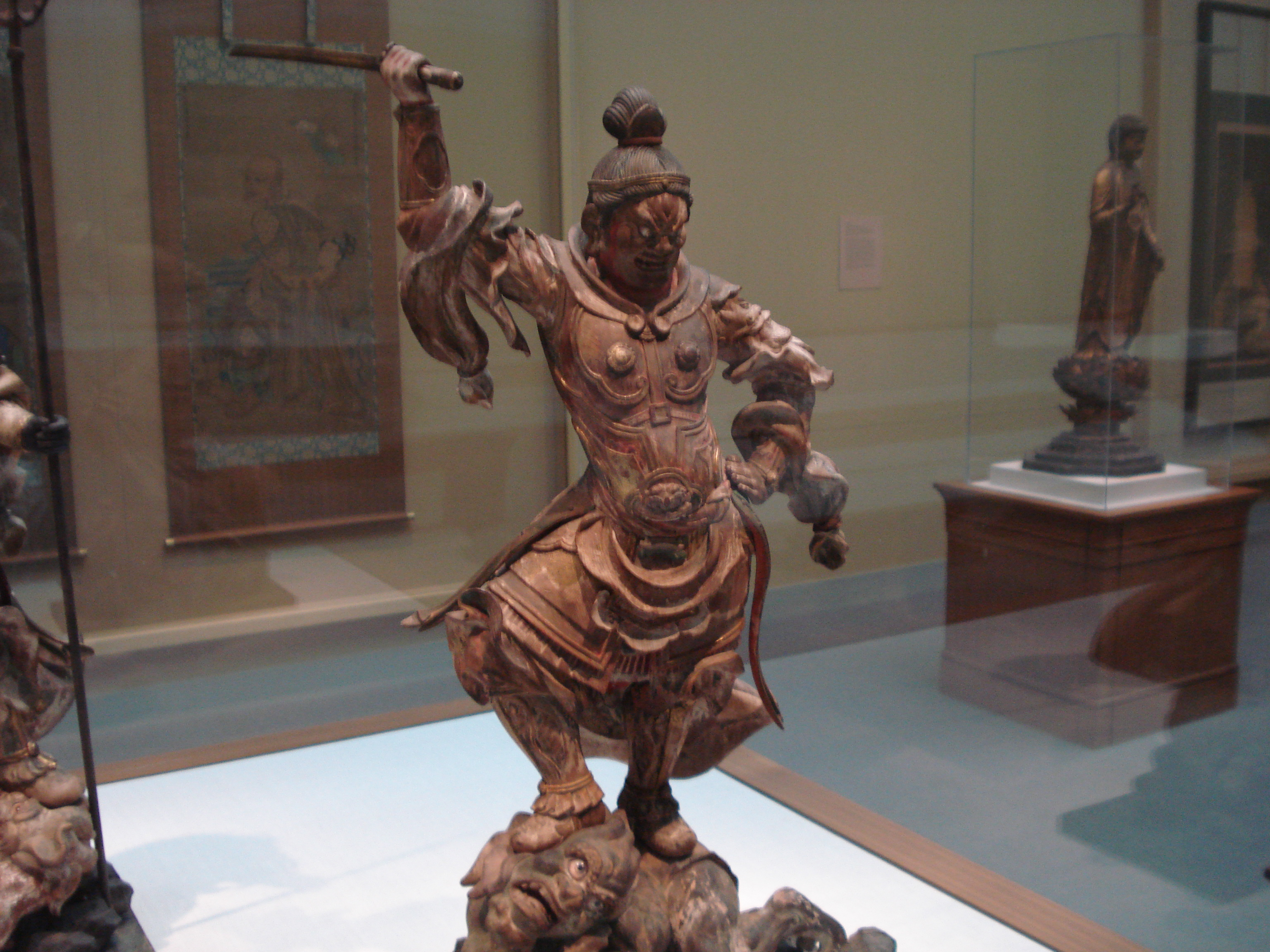
フリーア美術館　四天王立像のうち持国天
メトロポリタン美術館　地蔵菩薩立像 快慶作

### その他
上節で挙げたもののほか、以下の諸像も興福寺の旧蔵である。
- 木造文殊菩薩及び侍者像（文殊五尊像）（東京国立博物館蔵、重要文化財）

康円作、文永10年（1273年）旧勧学院本尊。
- 木造釈迦如来坐像（広島・耕三寺蔵、重要文化財）

平安時代後期、像高230cm。1901年に重要文化財（旧国宝）に指定されたもの。もと東金堂に安置されていたという。明治の廃仏毀釈による流出ではなく、重要文化財（旧国宝）指定後に寺を離れた。
- 銅造薬師如来坐像（文化庁保管、重要文化財）

鎌倉時代、像高14.1cm。
- 乾漆像心木（十大弟子立像のうち）（東京芸術大学蔵）
- 乾漆十大弟子立像のうち1躯（個人蔵）

旧西金堂の十大弟子像は6体が寺に残り、破損が激しかった他の4体は寺外に流出した。東京芸術大学蔵の心木はそれら4体のうちの1体で、像の裾あたりのごく一部を残して大破し、内部の心木が露出している。個人蔵の1体は頭部を含め、像表面のほとんどが後補である。他に、大阪市立美術館蔵（田万コレクション）の乾漆像頭部も旧西金堂の十大弟子像のものとされる。大倉集古館にはさらに1体があったが、関東大震災で焼失した。以上の各像が十大弟子のいずれの像に当たるかは正確には不明である。
- 興福寺千体仏（藤田美術館蔵ほか）

興福寺伝来、益田孝（鈍翁）旧蔵の仏像のうちには、平安末期作の像高50センチほどの木造観音菩薩立像が多数含まれており、これを「興福寺千体仏」と通称している。「興福寺千体仏」は正確に何体あったのか定かでないが、益田孝旧蔵品のうち50体が大阪の藤田美術館所蔵となっている。
- 木造弥勒菩薩立像（個人蔵）

鎌倉時代の作。興福寺の子院に伝来、井上馨旧蔵。以下の展覧会に出展されている。
- 「鎌倉時代の彫刻」（東京国立博物館、1985年）
- 「国宝でよみとく神仏のすがた」（神奈川県立金沢文庫、2016年）（参照：）
- 「末法 / Apocalypse」（細見美術館、2017年）（参照：
- 「仏像の姿（かたち）〜微笑む・飾る・踊る〜」（三井記念美術館、2018）